# Basilique Sainte-Justine de Padoue
La basilique Sainte-Justine (en italien Abbazia di Santa Giustina) est l'église d'une ancienne abbaye de Padoue, située dans le centre de la ville. Sa forme actuelle date du XVIIe siècle.

## Historique
Elle fut fondée au VIe siècle sur la tombe de sainte Justine de Padoue par le préfet du prétoire Venantius Opilio (en français Venance Opilion (it)). Sainte Justine, jeune fille de 16 ans, fut condamnée à mort par l'empereur Maximien, parce qu'elle était chrétienne. Cette basilique fut au XVe siècle une abbaye bénédictine fort importante. Entre le XIVe et le XVe siècle, de grands travaux y ont été entrepris axés sur le chœur, la sacristie, la chapelle de Saint-Luc et les quatre cloîtres.
Il Romanino, en avril 1513, est chargé par les pères bénédictins de réaliser le retable de l'autel majeur, puis un cenacolo, pour le réfectoire du couvent. Ces deux œuvres ont été perdues.
L'abbaye fut supprimée en 1810 par Napoléon Bonaparte et ses moines expulsés. En 1919, l'ancien monastère a rouvert au public ; il abrite en son sein la Biblioteca statale del monumento nazionale di Santa Giustina.

## Description
Avec 122 m de long pour 82 m de large, la basilique Sainte-Justine est une des plus grandes de la chrétienté. Ces dimensions impressionnantes font écho à celle de la place qui la borde : la place du Prato della Valle.

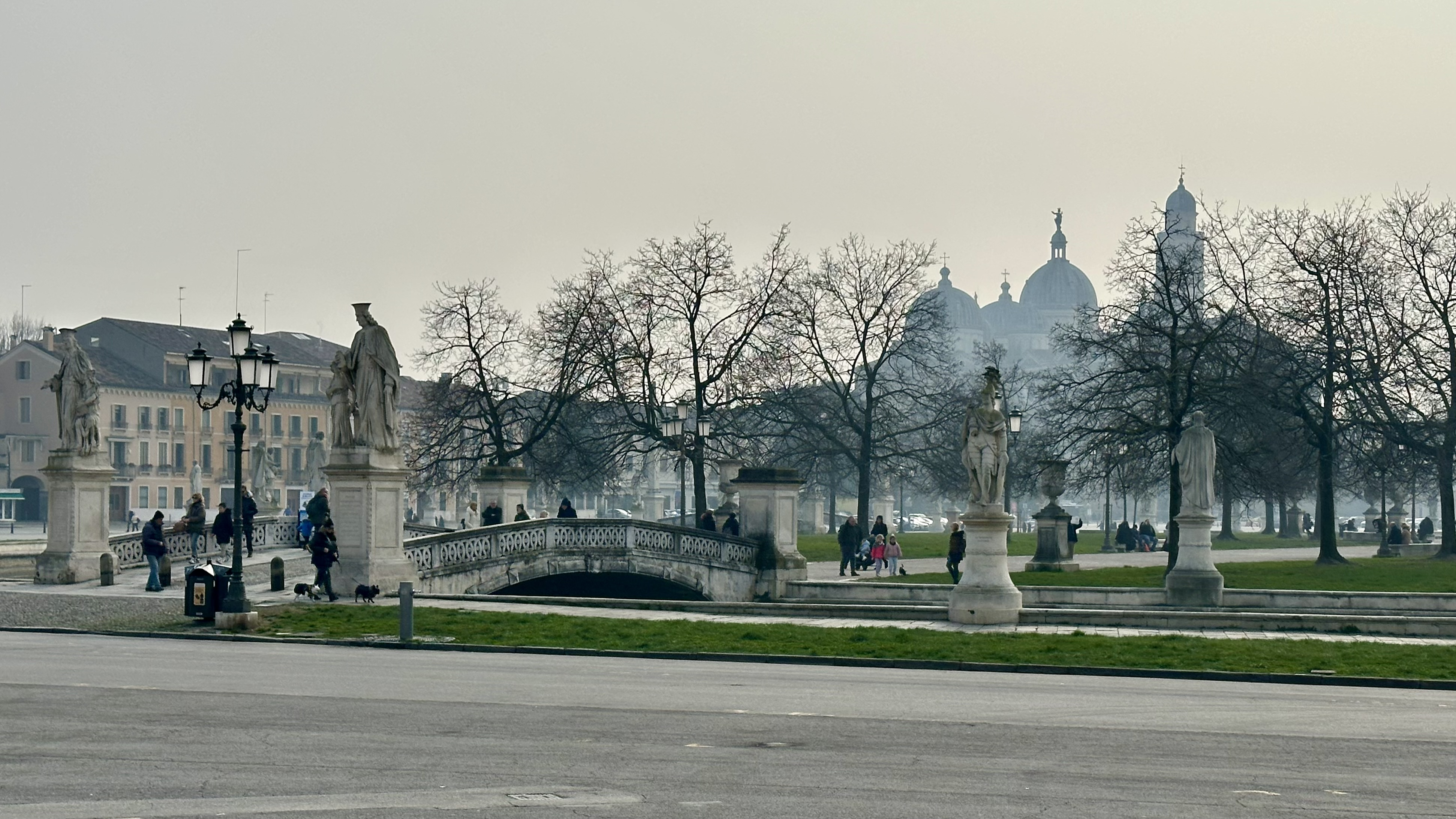
La basilique vue de la place du Prato della Valle.
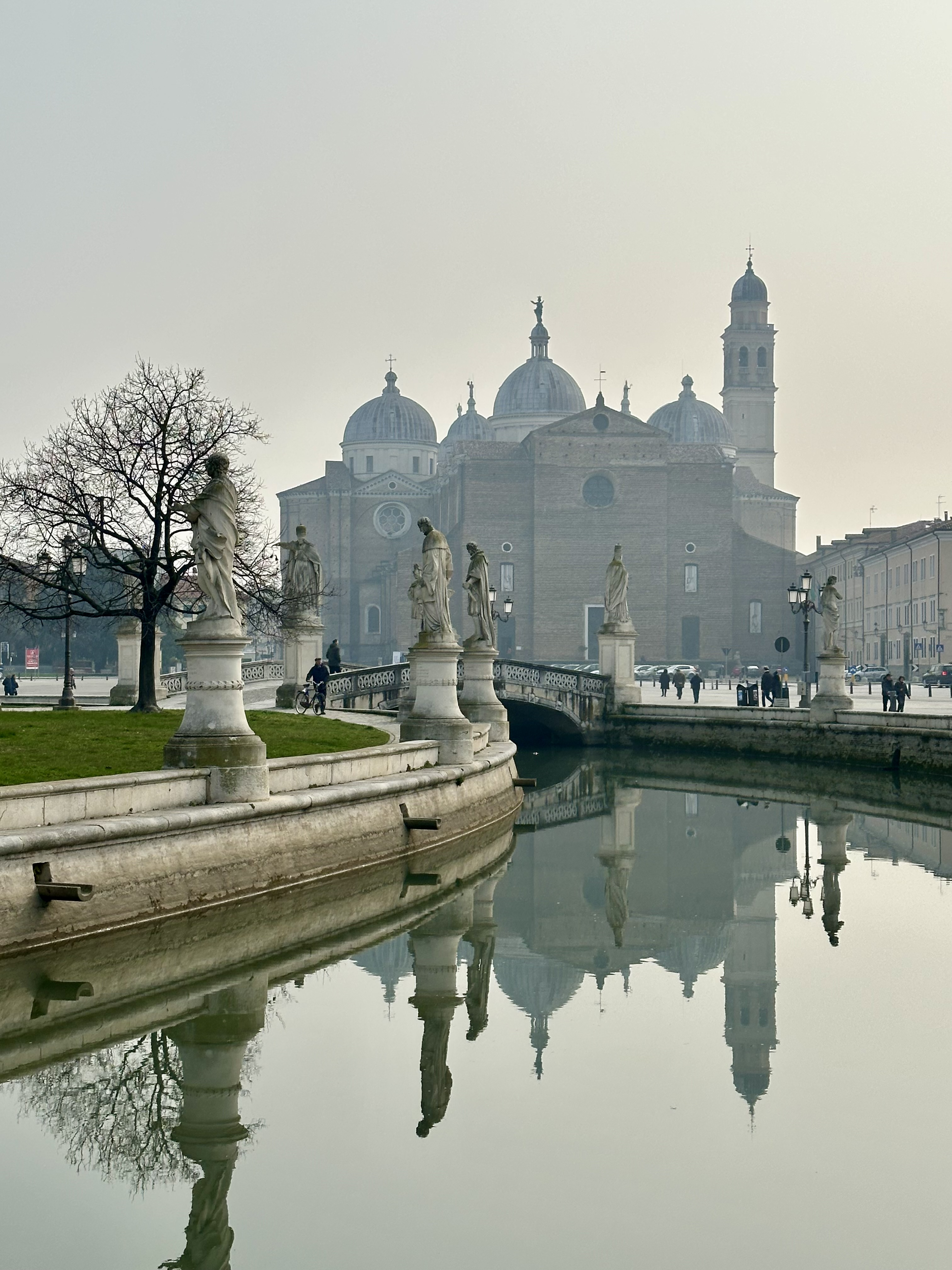

Le pavement a été installé à partir de 1608 et terminé en 1615; Il est en marbre et pierre de touche de Vérone jaune et rouge. il s’insère, en particulier dans les sections longitudinales entre les piliers. Un grand nombre de morceaux de marbre grec appartenant à l'ancienne basilique d'Opilio ont été recyclés.

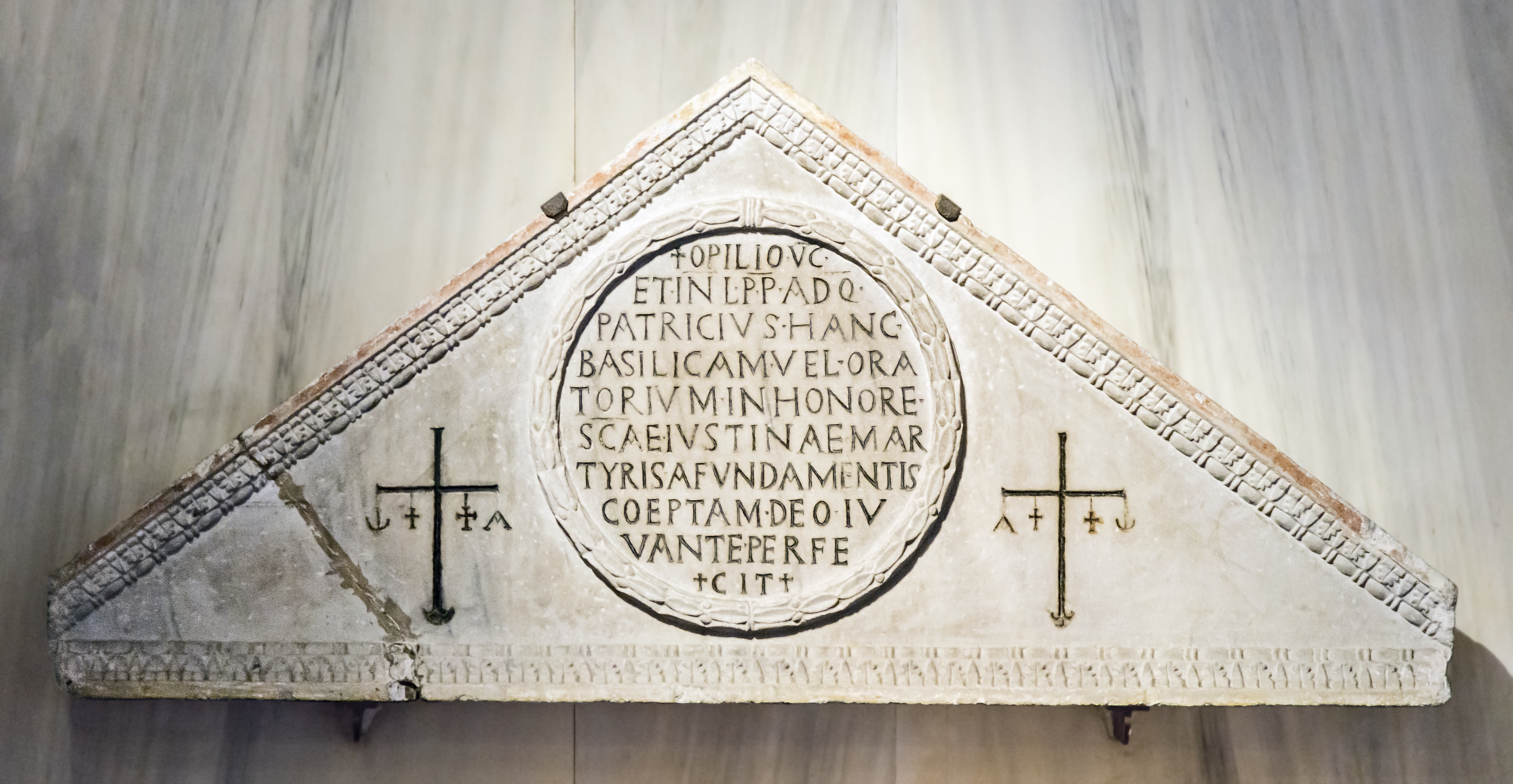
Le tympan de la première église.
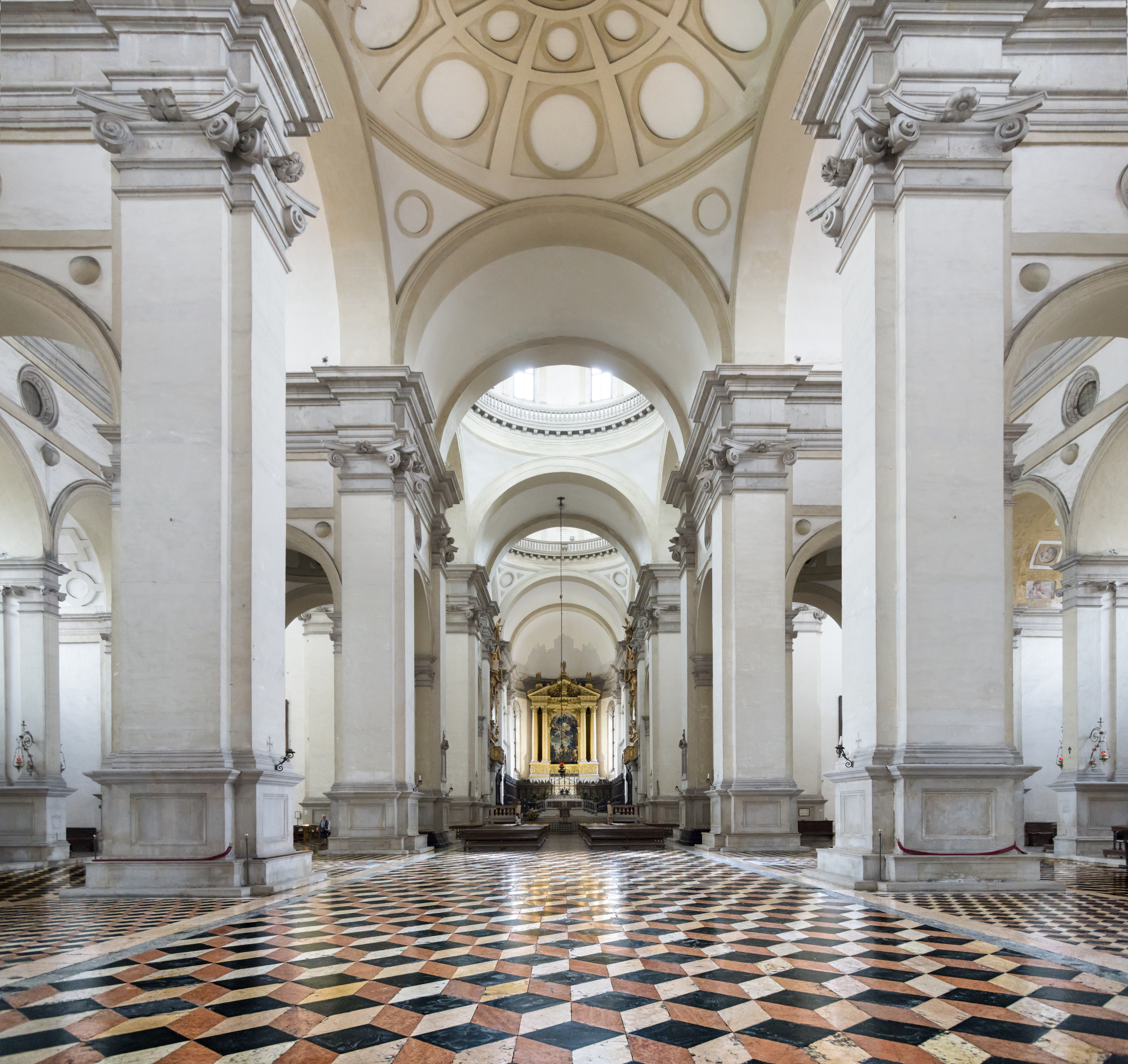
Vue intérieure de la basilique.

### La partie gauche de la nef
Capella di San Giacomo
La première chapelle est dédiée à saint Jacques le Mineur. L’autel est en pierres polychromes dans le style de la famille Corbarelli XVIIe siècle. Le retable en marbre blanc montre une huile sur toile de Carlo Caliari : Le Martyre de saint Jacques.
Cappella di San Gregorio Magno
La seconde chapelle est dédiée au pape saint Grégoire le Grand. L'autel en marqueterie minérale polychrome est dans le goût de la famille Corbarelli du XVIIe siècle. Le retable est érigé en marbre vert d'Afrique et blanc de Carrare. Le tableau est une huile sur toile de Sebastiano Ricci : Saint Grégoire le Grand invoque la Vierge pour la fin de la peste à Rome (début du XVIIIe siècle). L’œuvre de Ricci a remplacé une peinture initiale de Carlo Cignani qui « a mal tourné ».

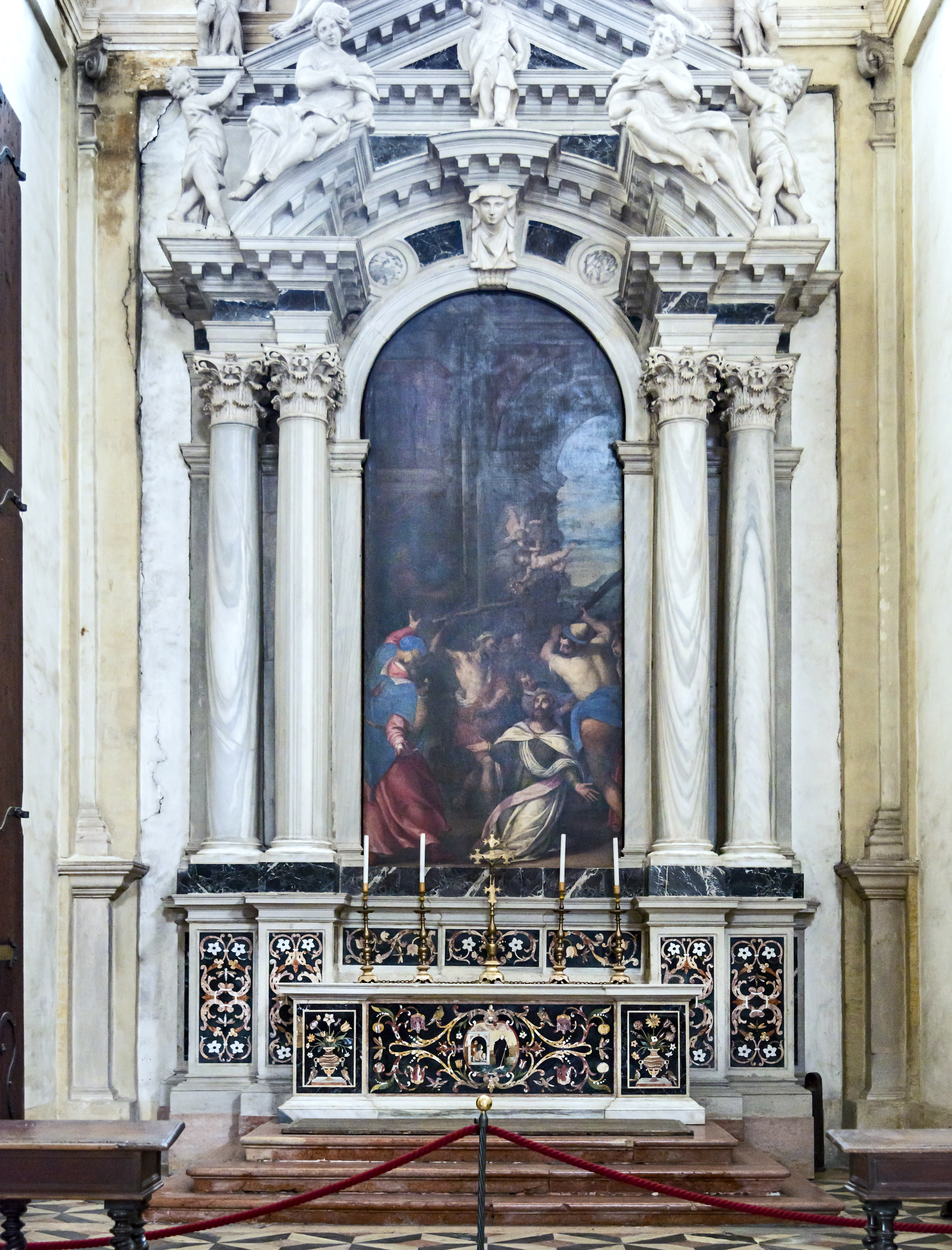
Chapelle de saint Jacques le Mineur.
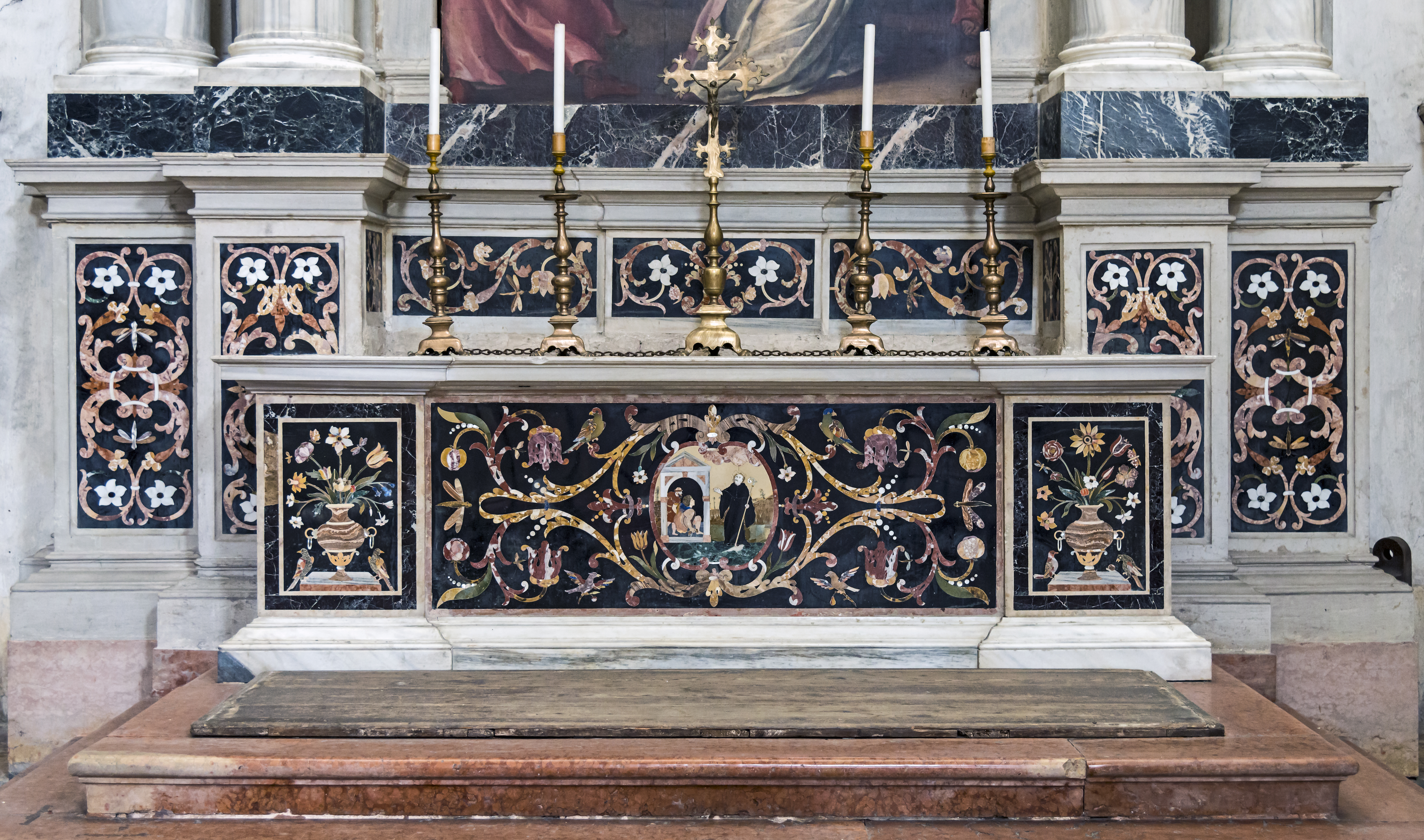
Autel en pierres polychromes.
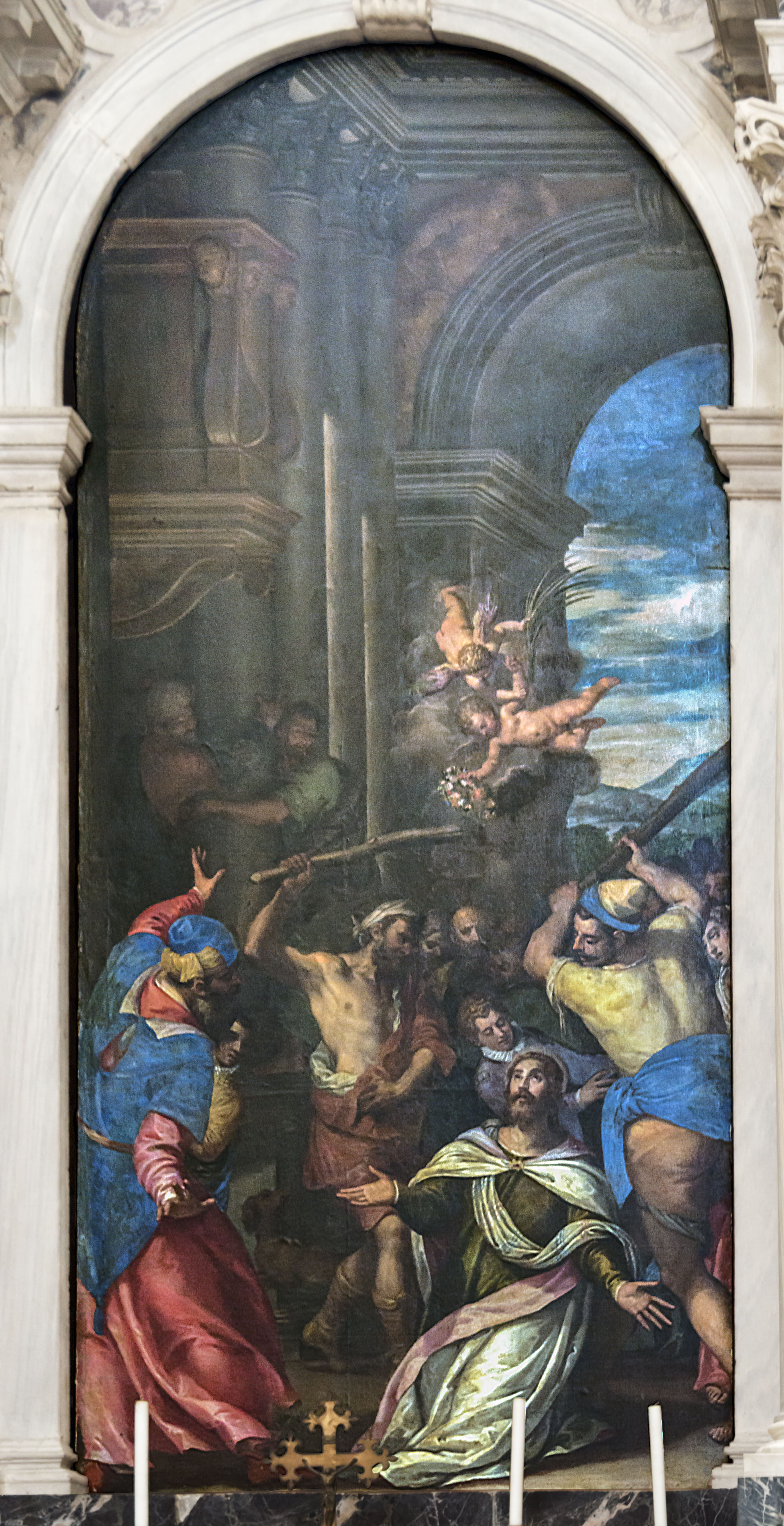
Le Martyre de saint Jacques par Carlo Caliari.
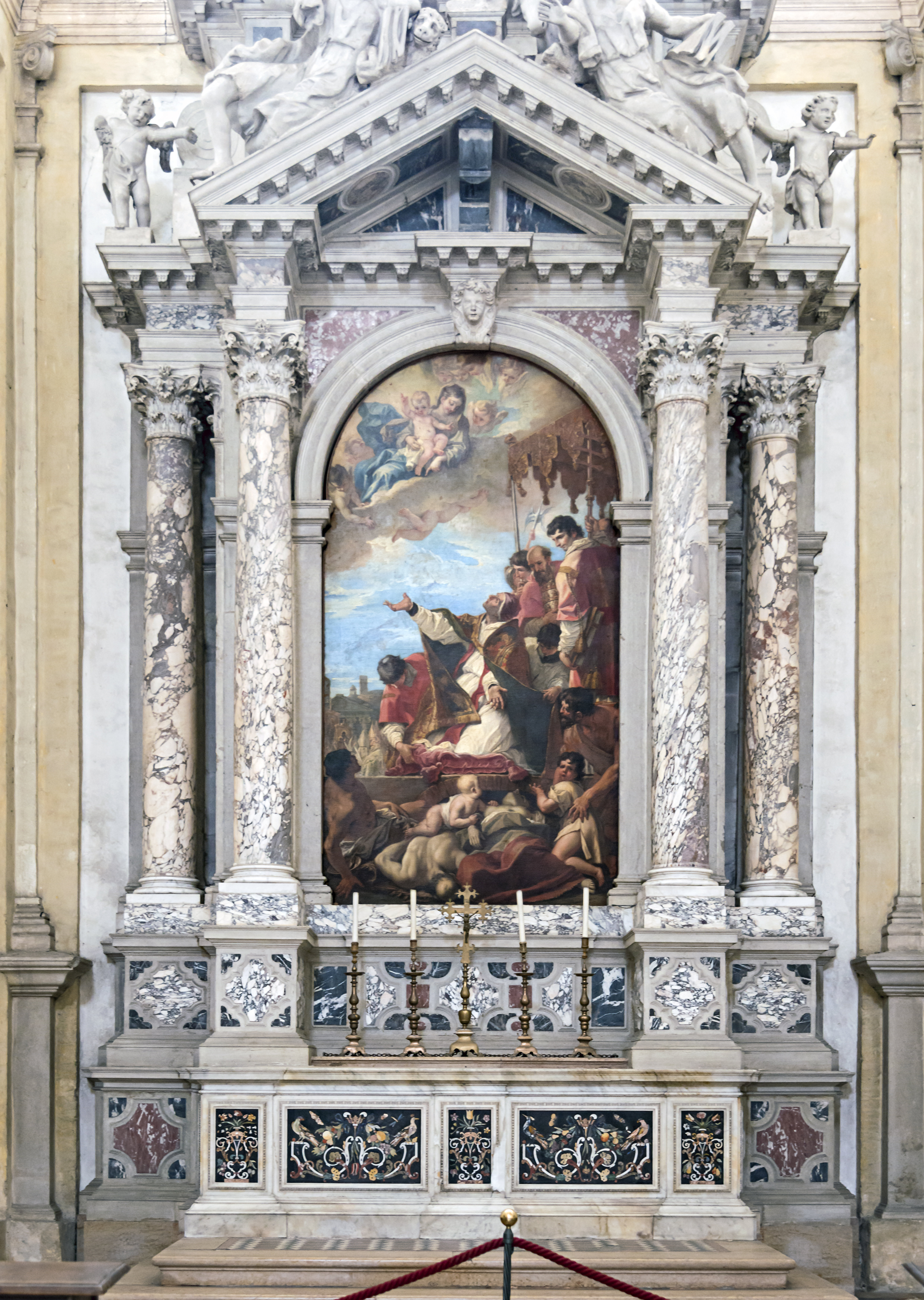
Chapelle Saint-Grégoire
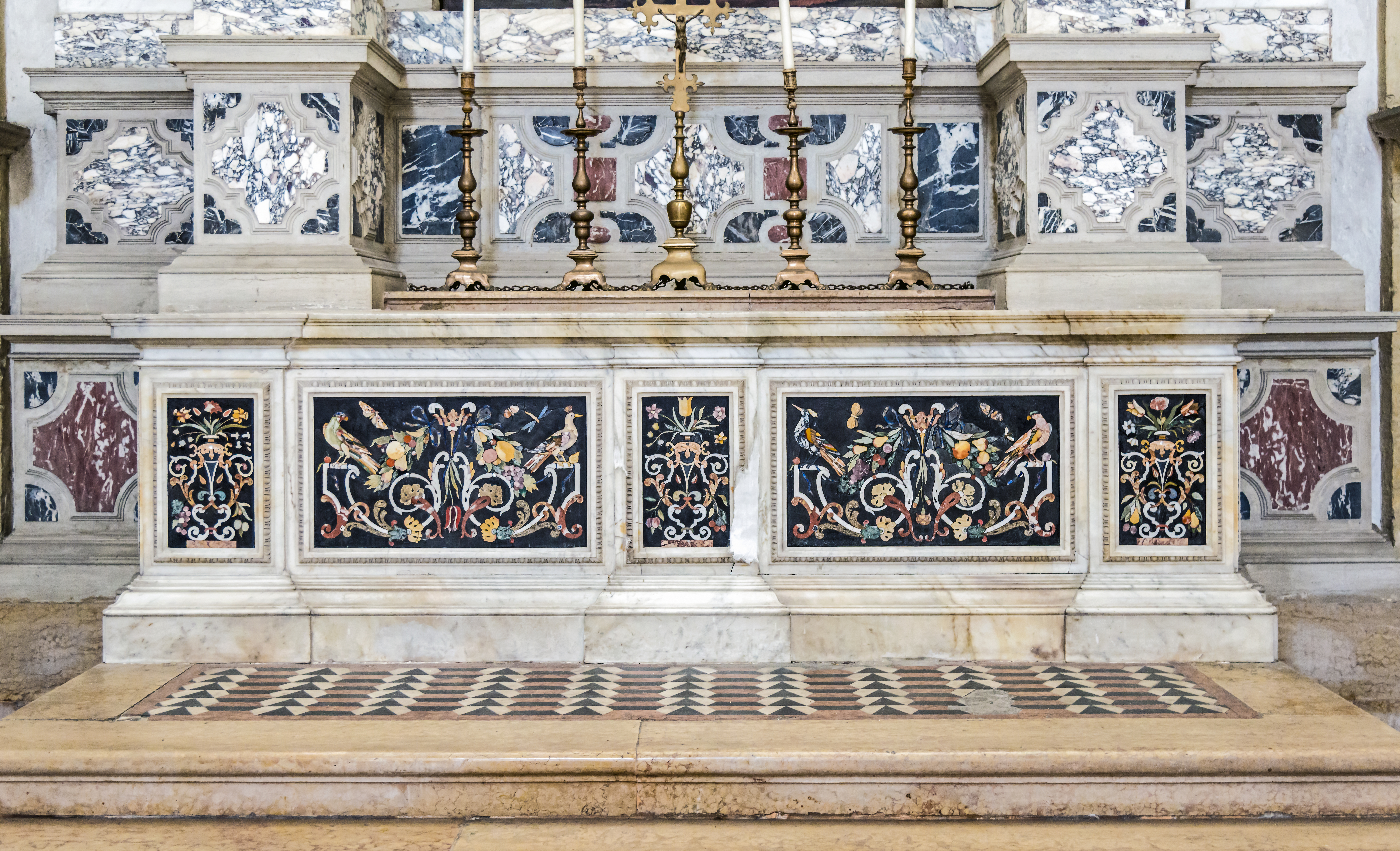
Autel en marqueterie minérale polychrome.
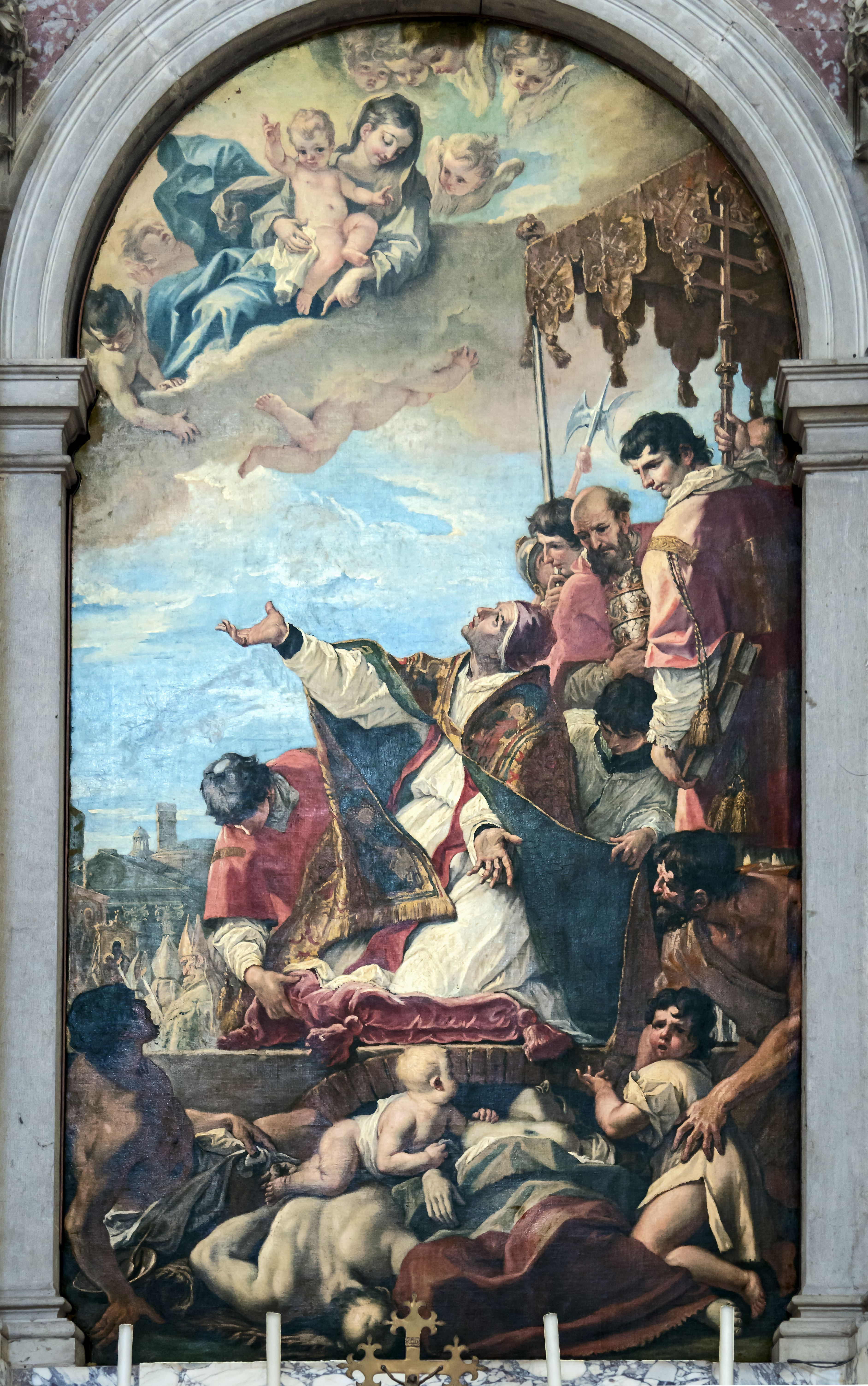
Intercession du pape saint Grégoire le Grand pour la fin de la peste Sebastiano Ricci.

Cappella di san Daniele levita
La troisième chapelle est dédiée à saint Daniel de Padoue. L'architecture de l'autel a utilisé du marbre rouge de France et des marbres de Carrare et de Padoue; le tableau du retable est d'Antonio Zanchi (1677), il représente le martyre de saint Daniel. L'autel est l'œuvre des frères Corbarelli.
Cappella di san Placido
La quatrième chapelle st dédiée à saint Placide Martyr. Semblable à l'autel de Saint Maur. Le retable abrite une huile sur toile de Luca Giordano Le Martyre de Saint Placide et de ses compagnons, de 1676. A noter la décoration raffinée de la famille Corbarelli en marqueterie de pierres polychromes derrière l'autel.

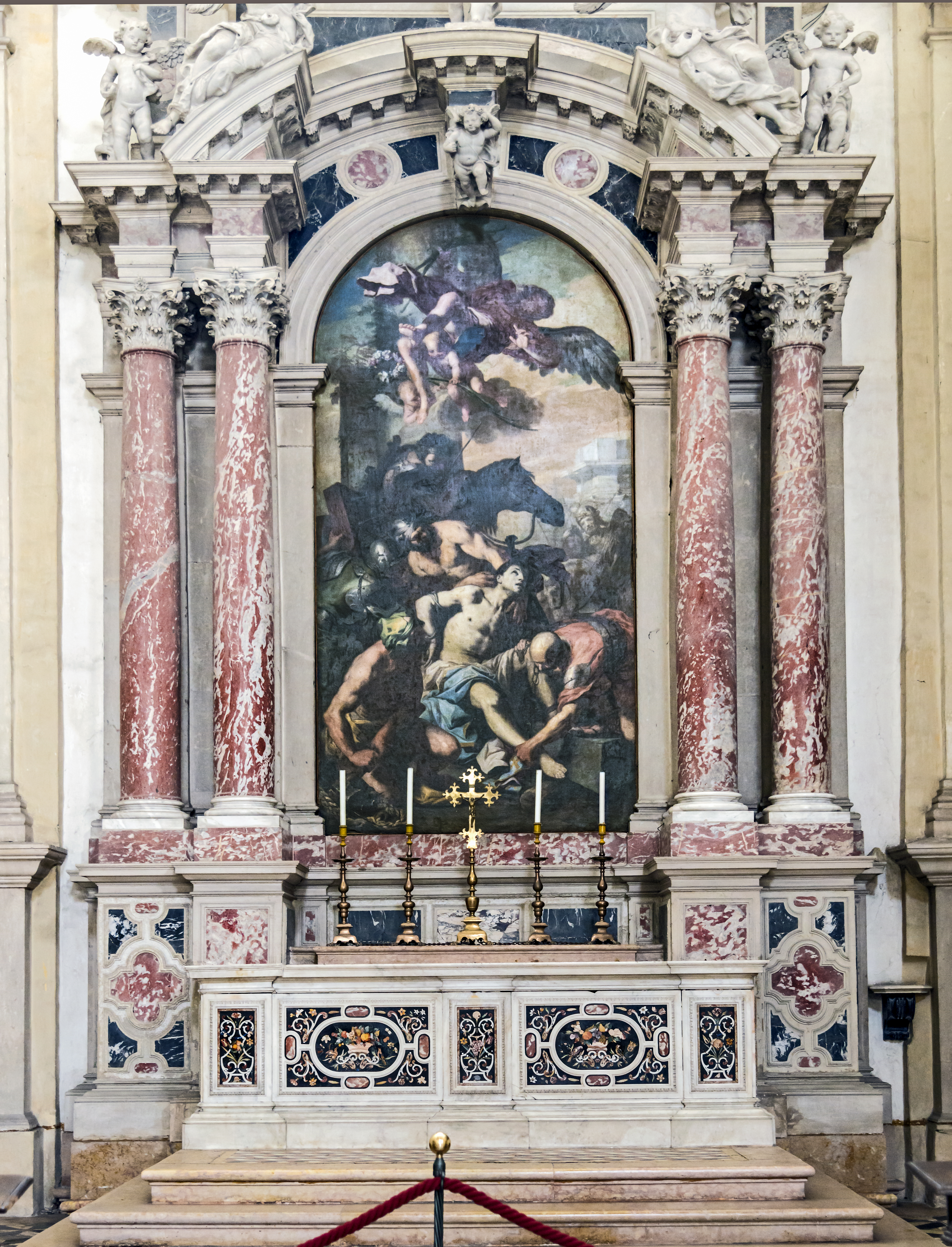
Chapelle Saint-Daniel-de-Padoue.
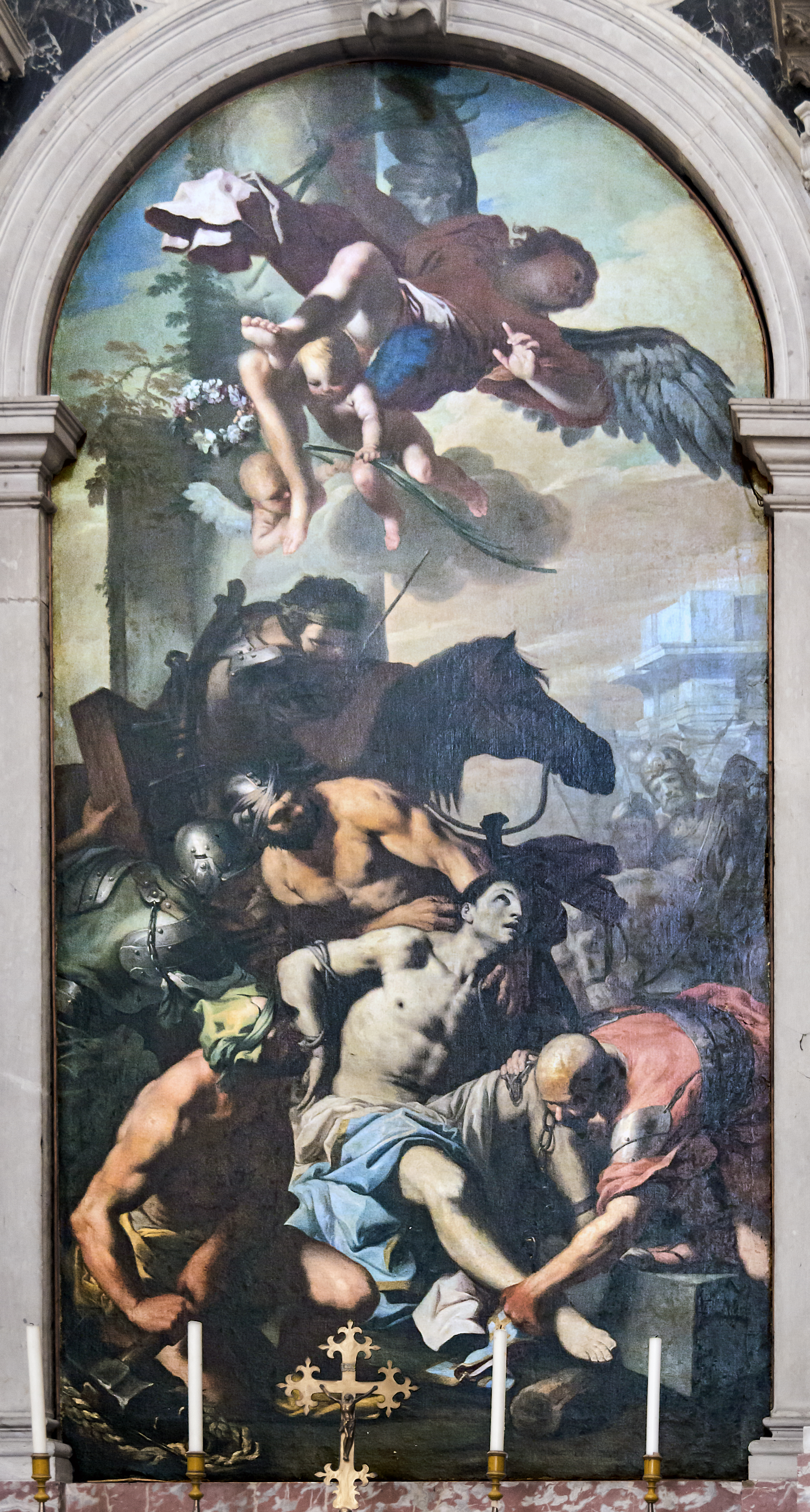
Le Martyre de saint Daniel par Antonio Zanchi.
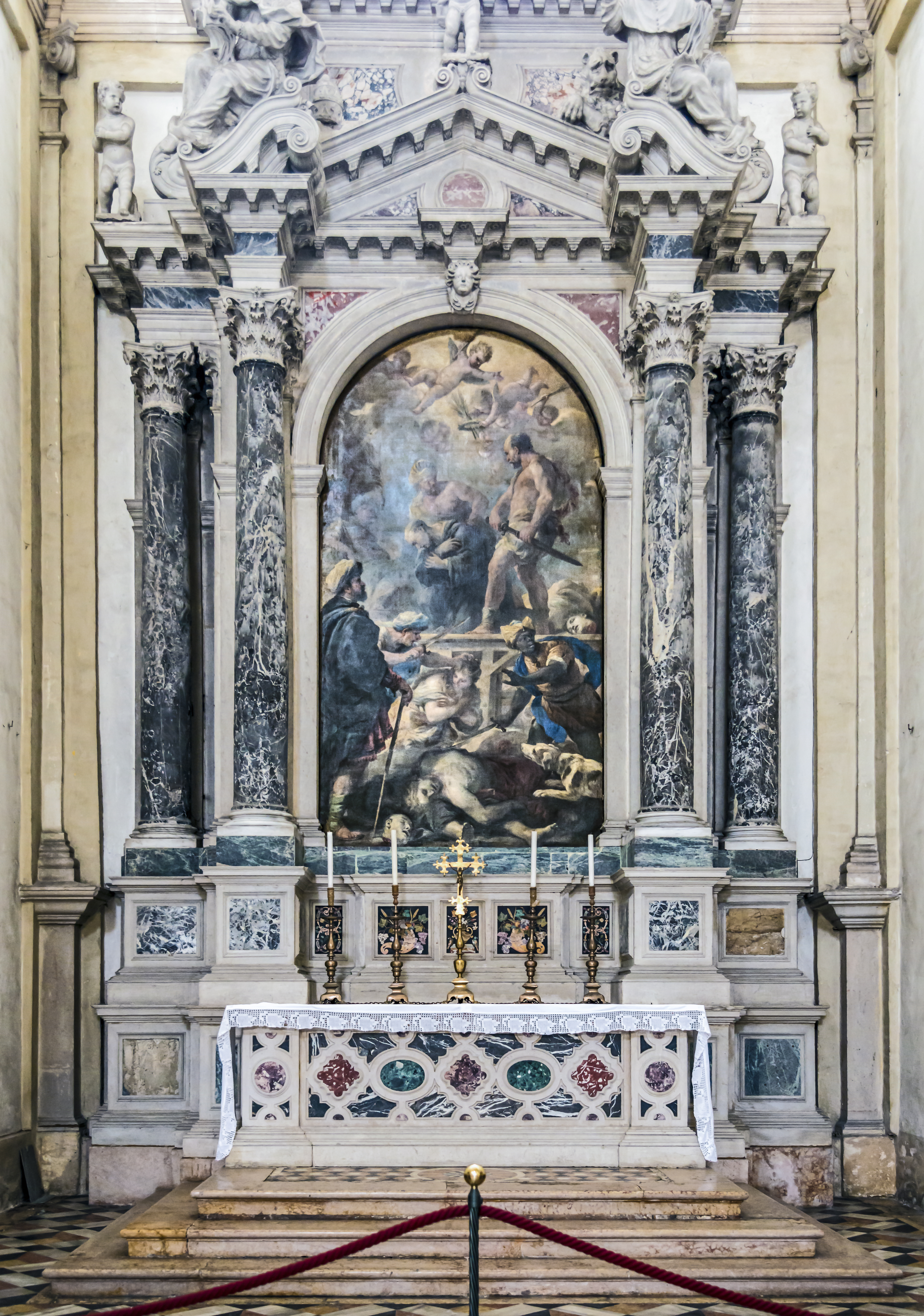
Chapelle saint-Placide.
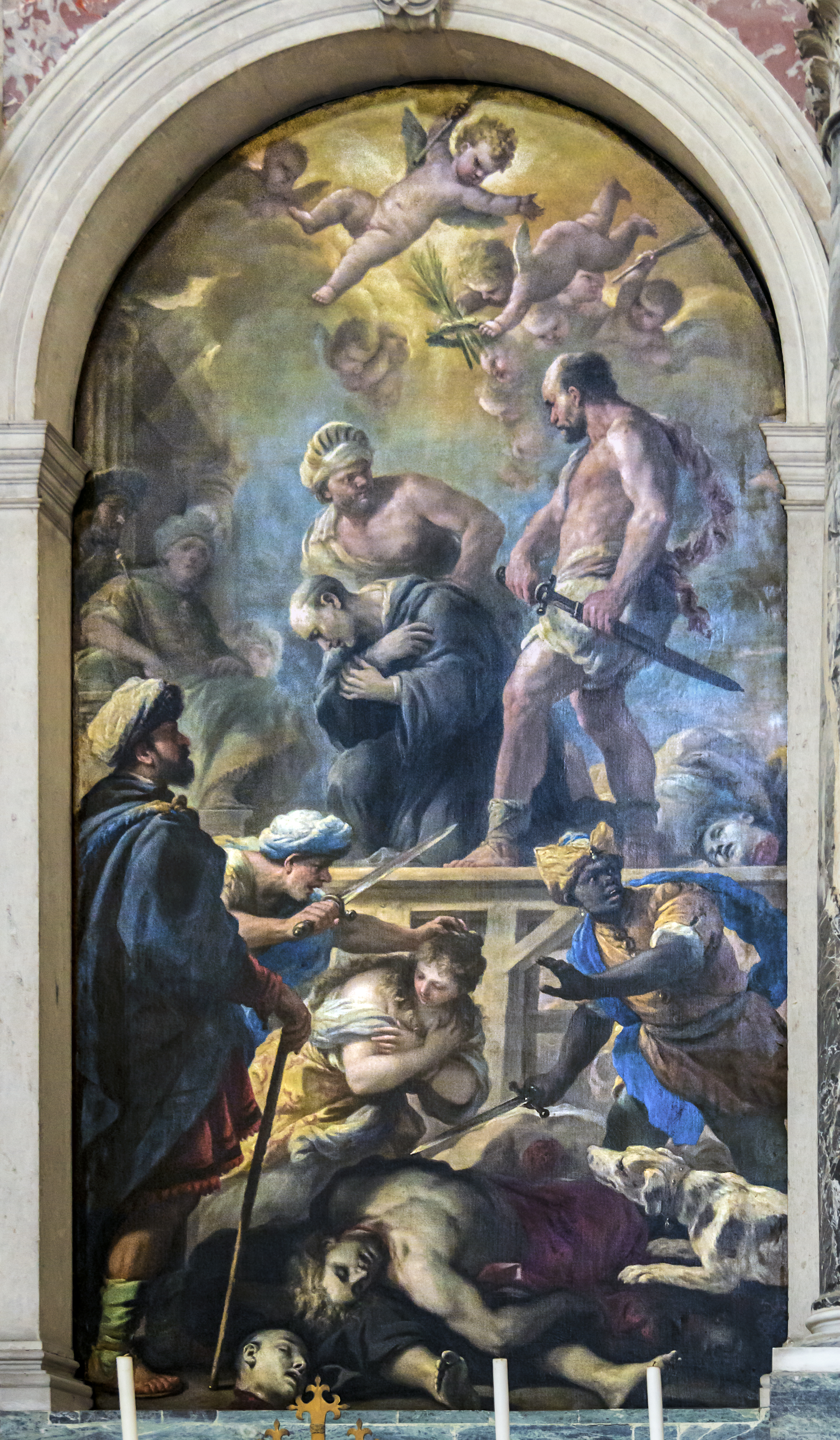
Le Martyre de Saint Placide et de ses compagnons par Luca Giordano.

Cappella san Mauro
La cinquième chapelle st dédiée à saint Maur. Le retable est en marbre noir et blanc de Gênes; L'autel de marbre vert, marbre de Gênes, et marbre rouge de France. Le tableau du retable représentant saint Maur invoqué par les malades (1673) de Valentin Le Febvre.
Cappella di san Giuliano
La sixième chapelle est dédiée saint Julien martyr. L'autel abrite le tombeau de saint Julien martyr; c'est l'œuvre du sculpteur de Trévise,Giovanni Comin (1680), à qui l'on doit aussi la statue du saint, placé à la tête du cercueil. Le reste de la décoration sculpturale, y compris les belles statues de saint André et de saint Mathieu, sont de Bernardo Falcone.
Cappella di santa Felicita
La septième et dernière chapelle de la partie gauche de la nef est dédiée à sainte Félicité. La chapelle abrite l'autel monumental surmonté de l'urne contenant les restes de la sainte, découverts en 1502 dans la chapelle Saint-Prosdocime. Les sculptures sont d'Orazio Marinali et jouent sur les couleurs de marbre blanc et rouge de France. La statue de la sainte en prière est placée sur l'urne, sur les côtés deux anges et saint Marc et saint Simon. L'autel est très raffiné, décoré par les frères Corbarelli : il représente des fontaines, des jardins et la façade inachevée de la basilique.

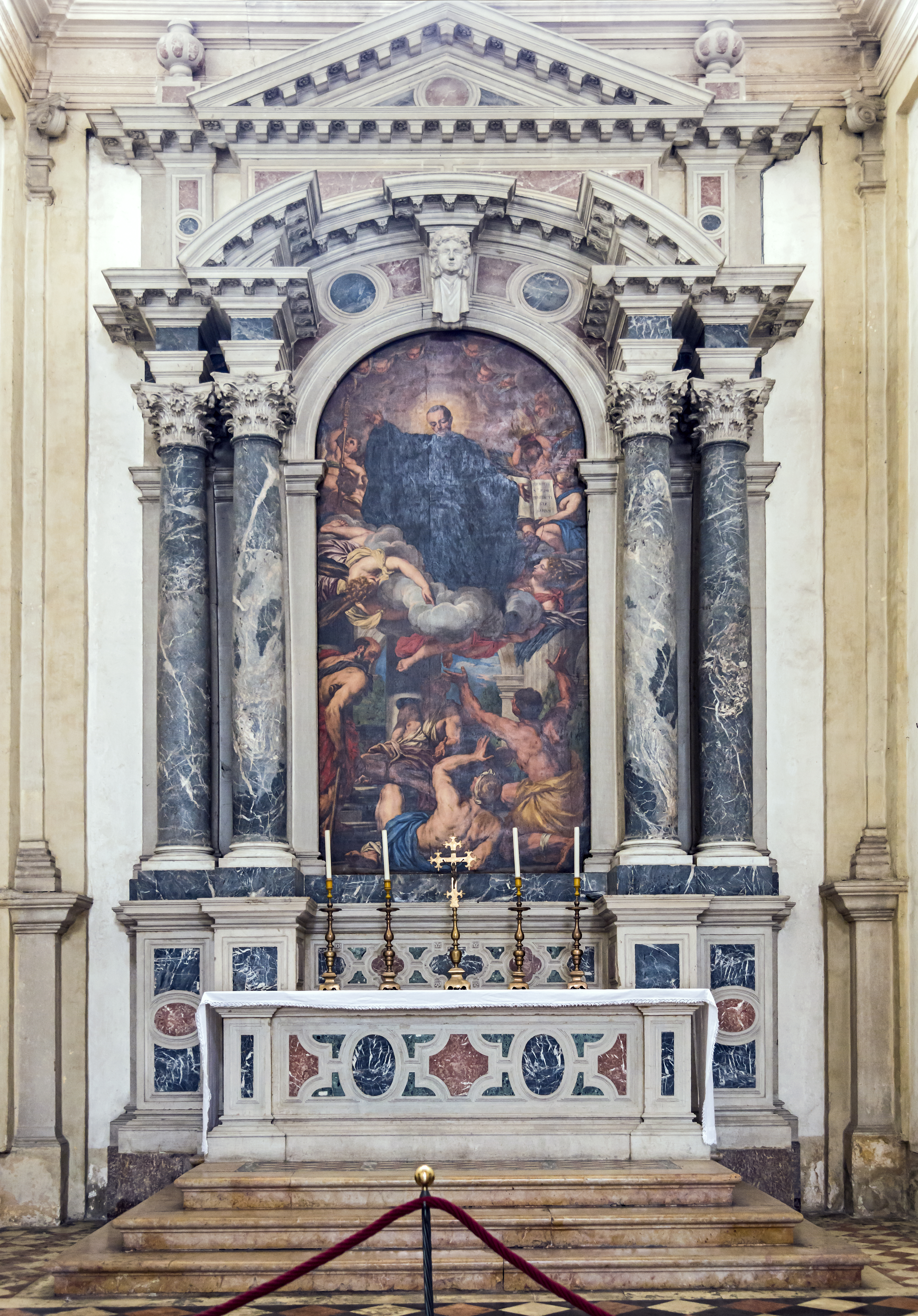
Chapelle Saint-Maur.
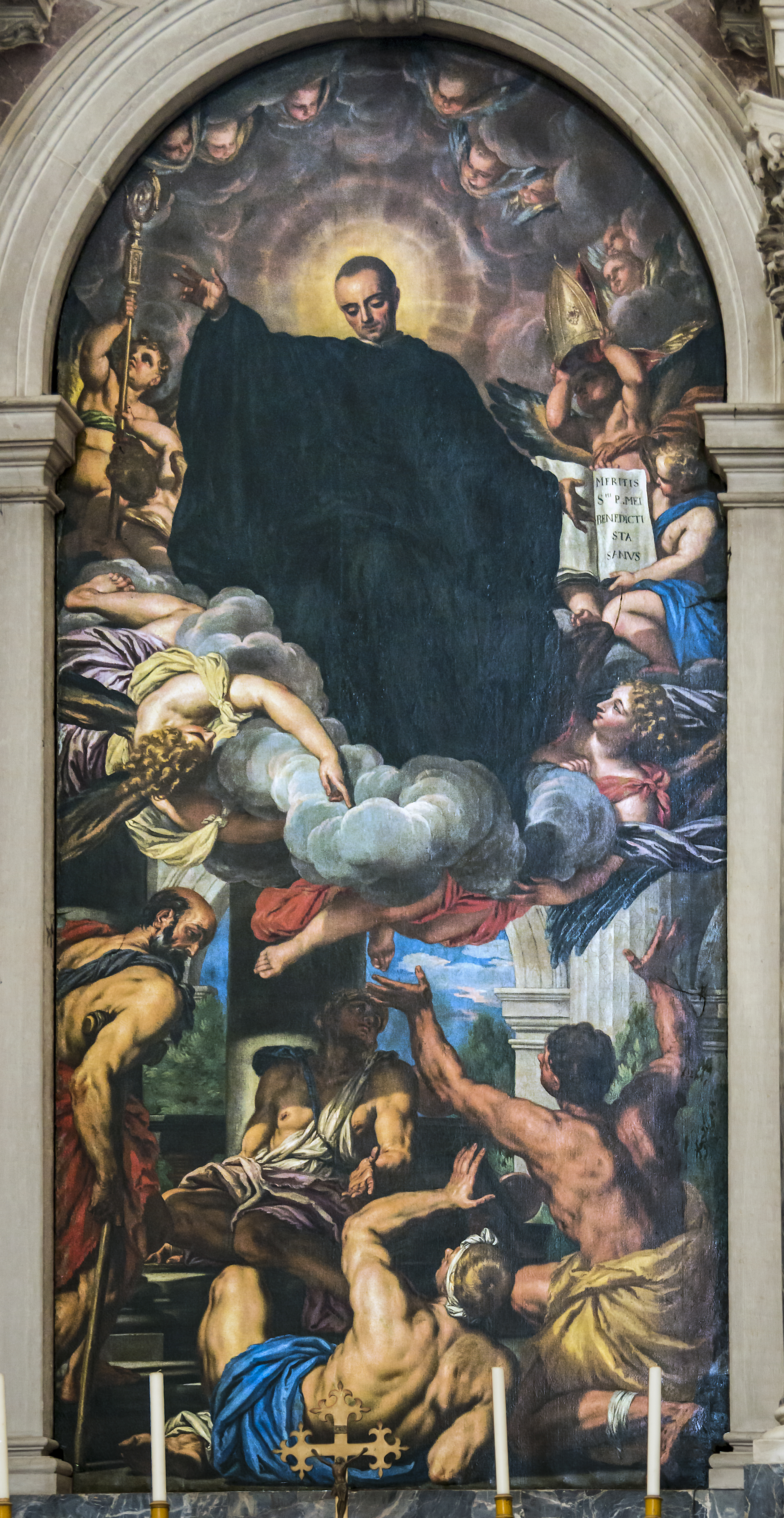
Saint Maur invoqué par les malades par Valentin Lefebre.
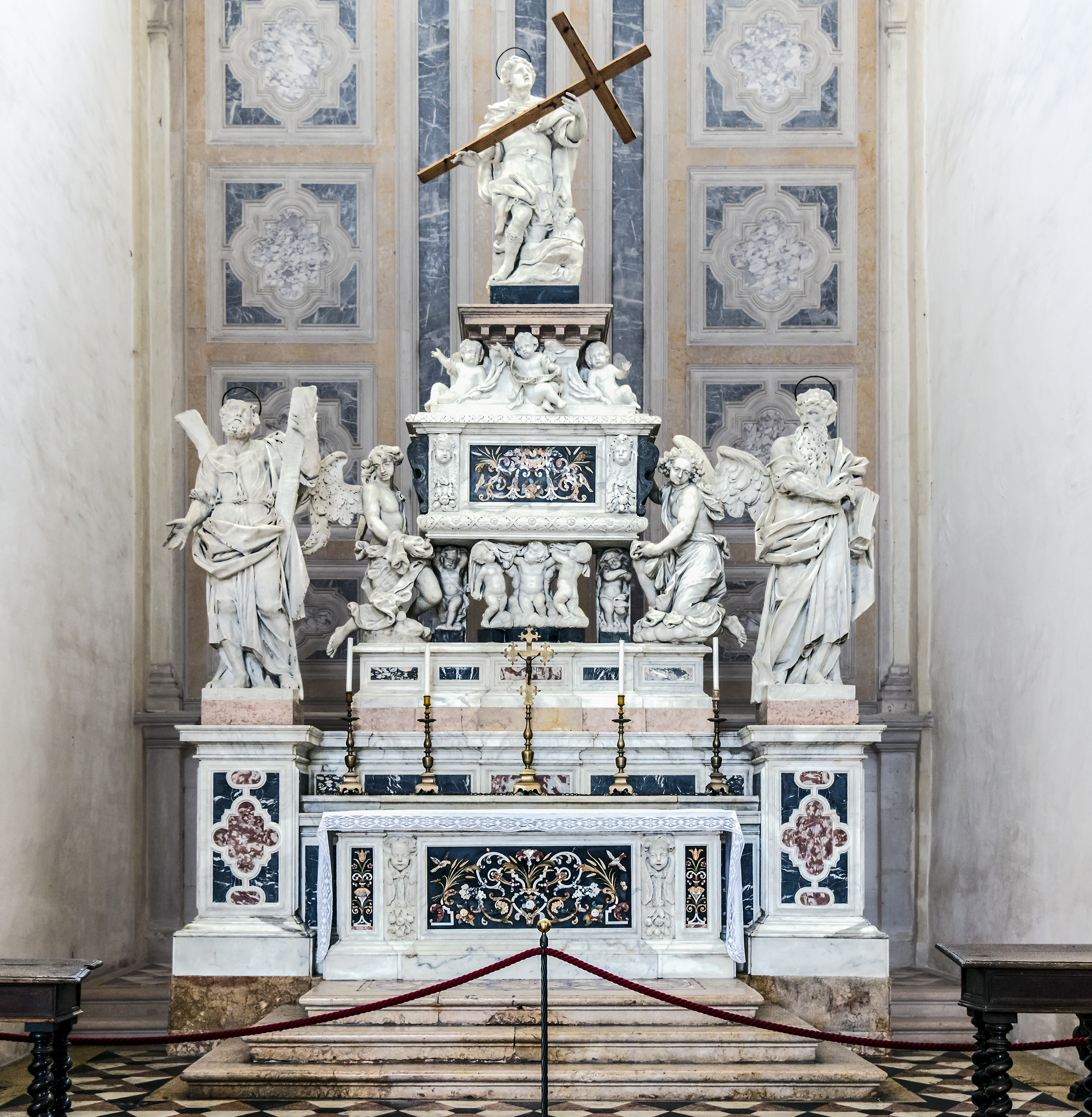
Chapelle Saint-Julien.
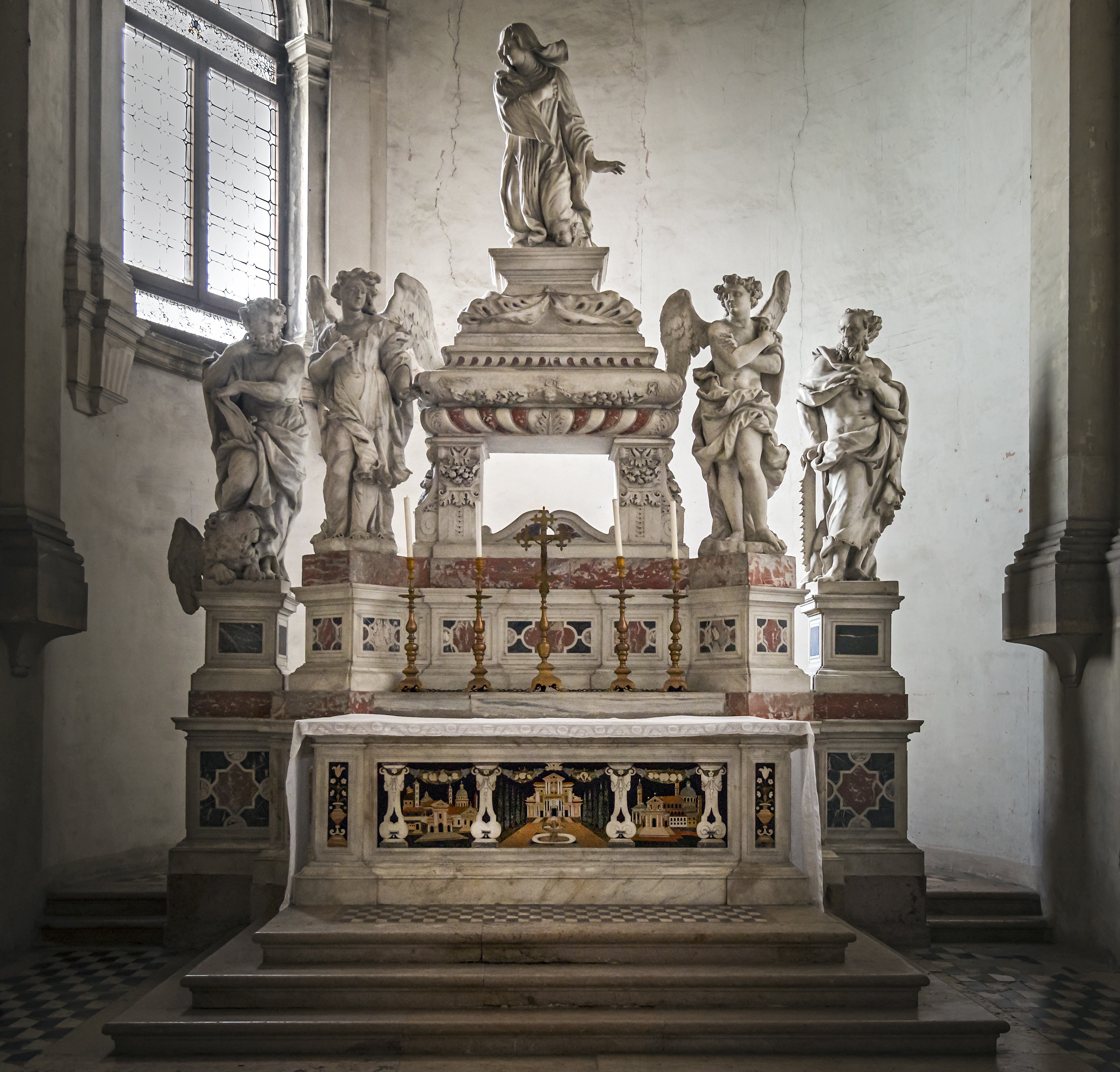
Chapelle Sainte-Félicité.

### Transept gauche
Chapelle de saint Luc l'évangéliste.
La vaste chapelle a été réaménagée pour les adaptations liturgiques mises en œuvre dans les années suivant le concile Vatican II. Au centre, le monument qui abrite les reliques de saint Luc l'évangéliste. Travail très soigné de l'école pisano-vénitienne de 1313, commandé par l'abbé Gualpertino Mussato et initialement érigé dans l'ancienne chapelle gothique en 1562. Le monument est fait en serpentine et marbre de Vérone. Il est enrichi de huit panneaux d’albâtre sculptés en bas-relief représentant des anges et des symboles liés au saint. L’ensemble repose sur deux colonnes en granit, deux colonnes en spirale d'albâtre et le centre est placé sur un support en marbre grec, représentant des anges en cariatides, soutenant l’ensemble.
L'autel du XVIe siècle, aujourd’hui déplacé, a servi un temps de base au monument. Tout autour court un chœur en bois moderne et controversé.
Au sommet est placée la version du XVIe siècle - attribuée à Alessandro Bonvicino – de la Vierge Salus Populi Patavini Constantinople. Elle est encadrée et soutenue par des anges de bronze de Hamlet Sartori (1960-1961). L'icône byzantine d'origine, selon la tradition, peinte par saint Luc et amené à Padoue pour sauver de la fureur iconoclaste de Constantinople, est maintenant dans un sanctuaire dans le monastère.
Capella Beato Arnaldo da Limena
La chapelle est dédiée au bienheureux Arnaud Cataneo (Arnaldo da Limena). L'autel a été érigé en 1681, lorsque Bernardo Falcone a donné le groupe d'anges et la statue placée au-dessus de l'urne qui abrite les reliques du bienheureux Arnaldo da Limena. Les statues latérales de saint Pierre et saint Paul, sont des œuvres de Orazio Marinali et Michele Fabris. Le travail de marqueterie de pierres polychromes de l'autel est l’œuvre de la famille Corbarelli.

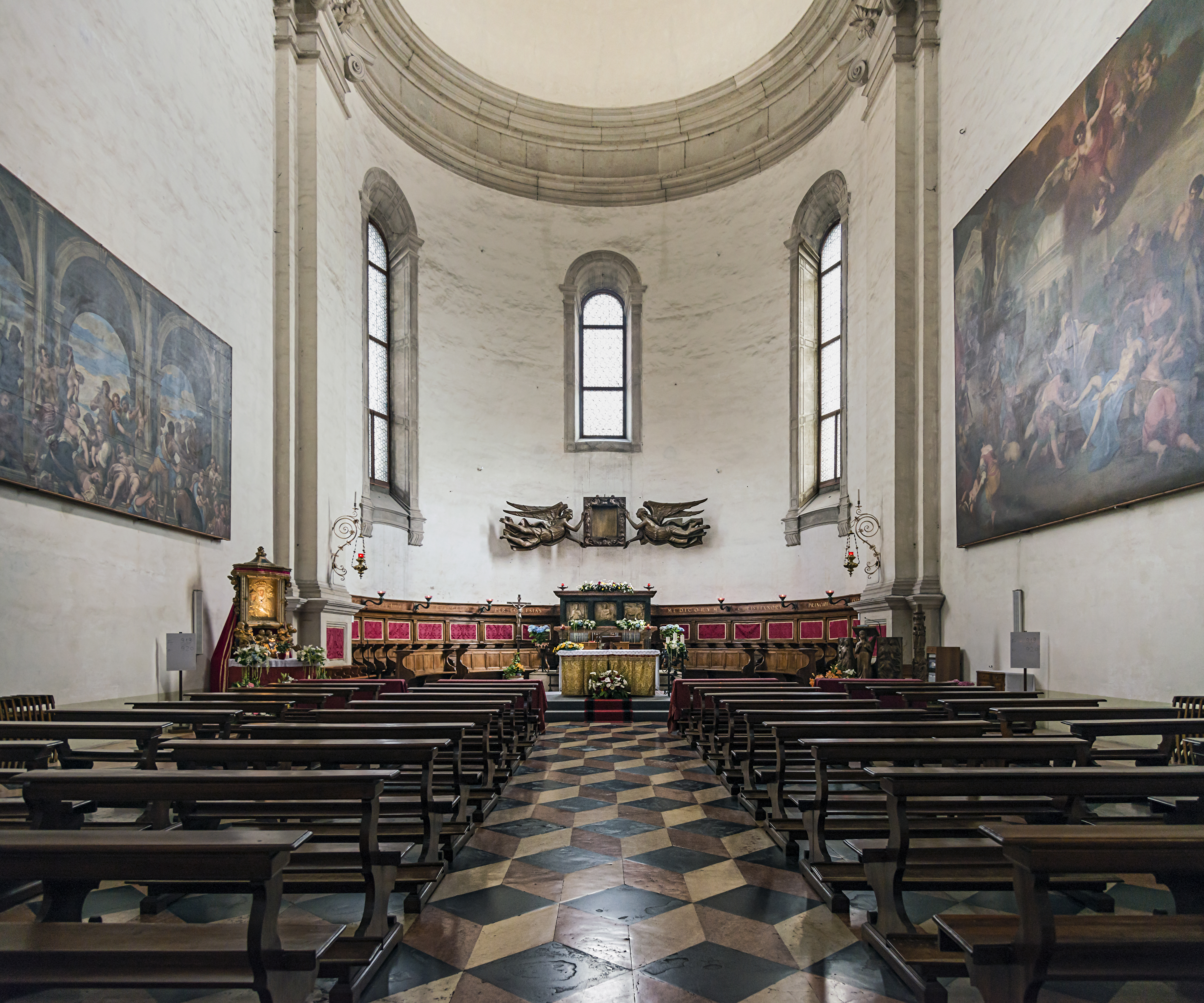
La Chapelle Saint-Luc
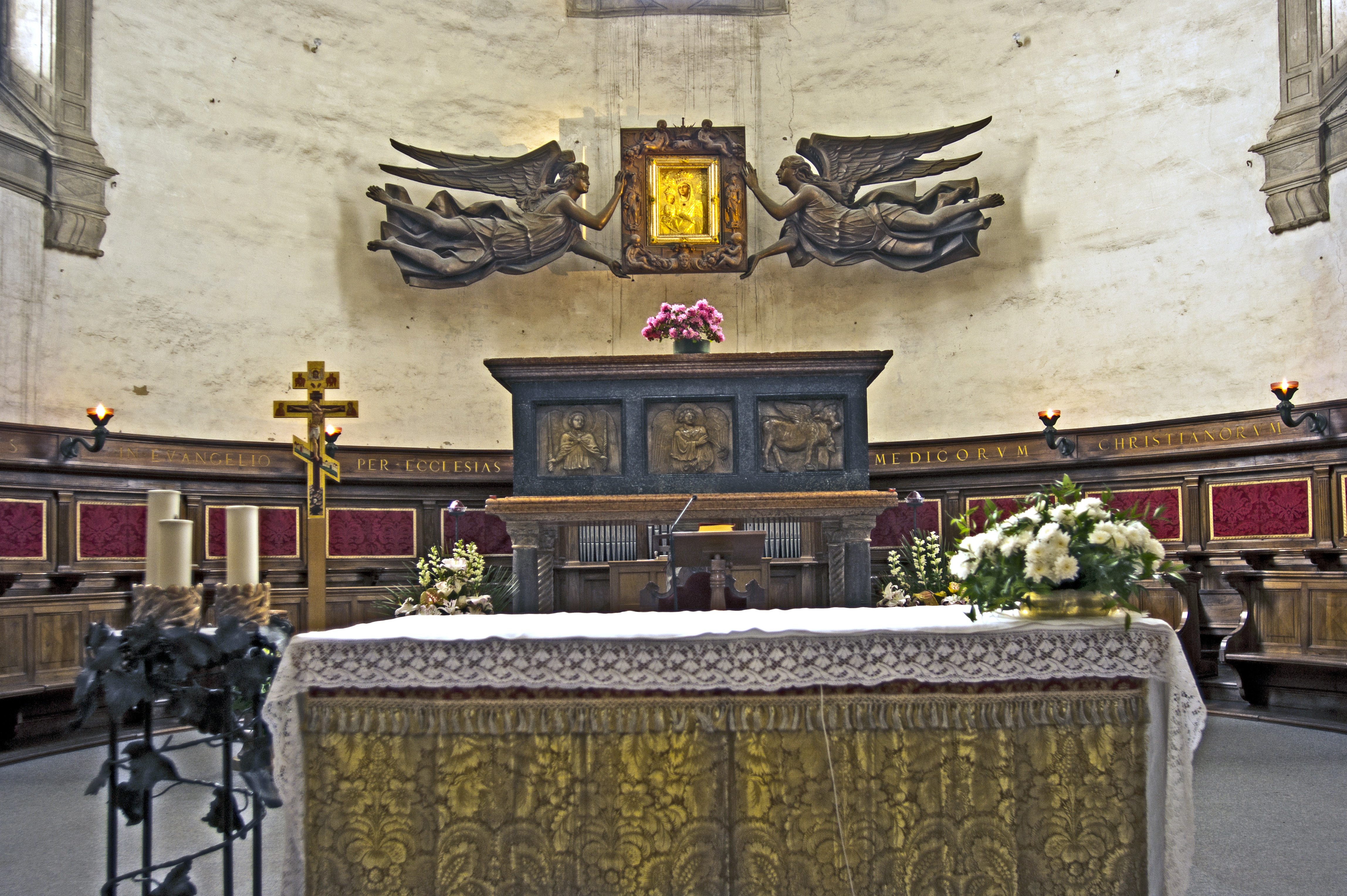
L'autel et le reliquaire de saint Luc évangéliste.
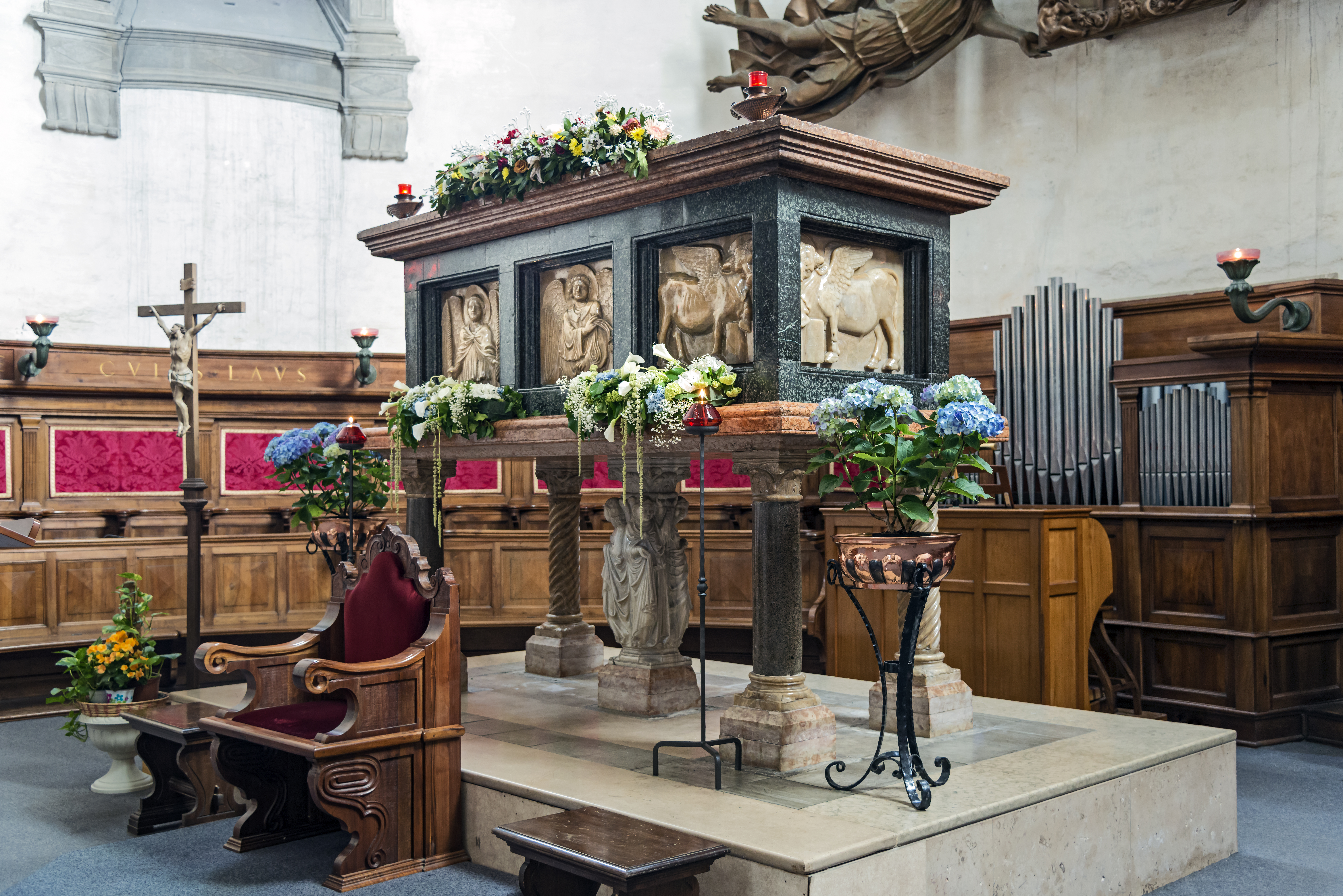
Le  reliquaire de saint Luc et l'orgue du transept.
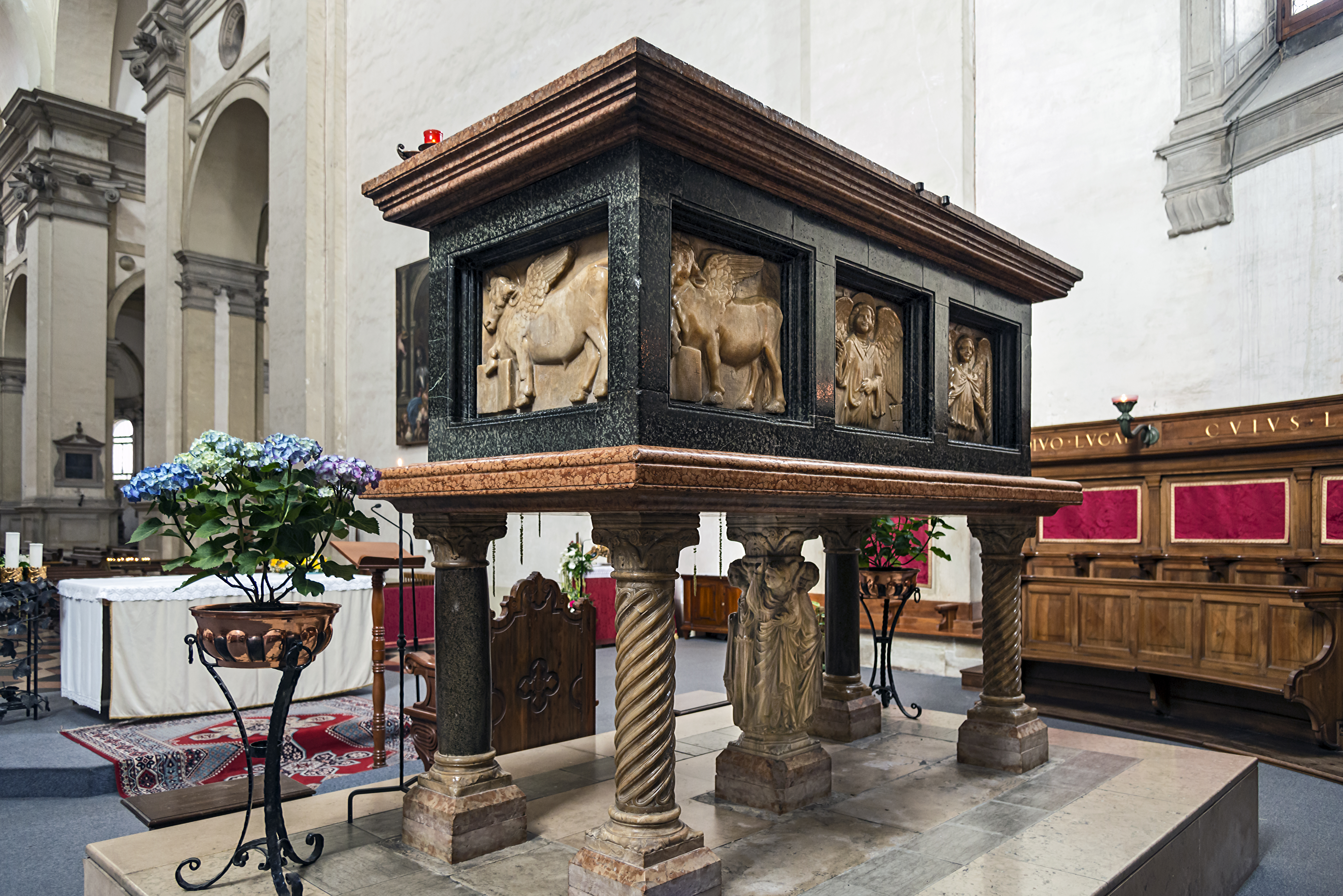
Le reliquaire de saint Luc, face arrière.
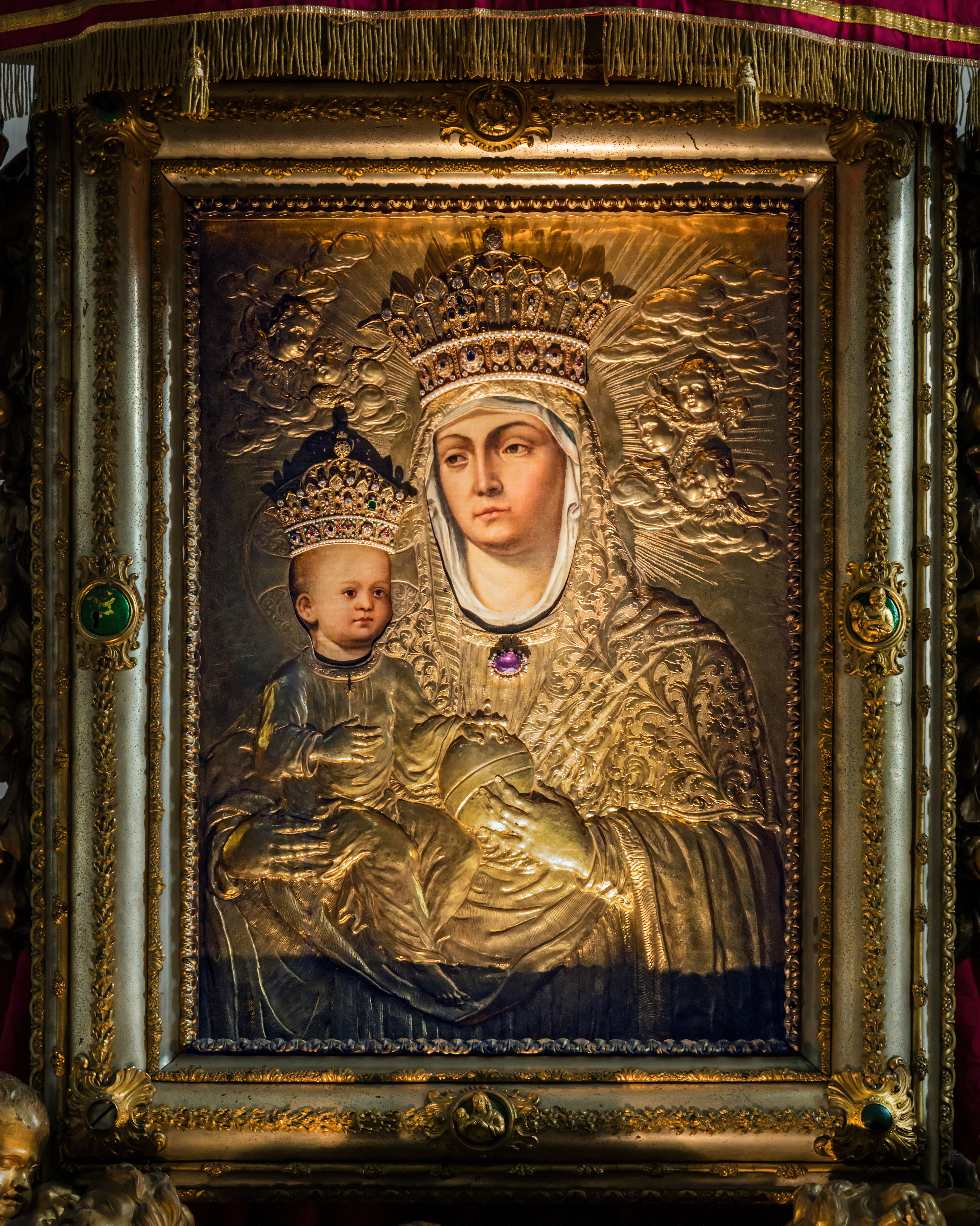
Madone de Constantinople, version du XVIe siècle.
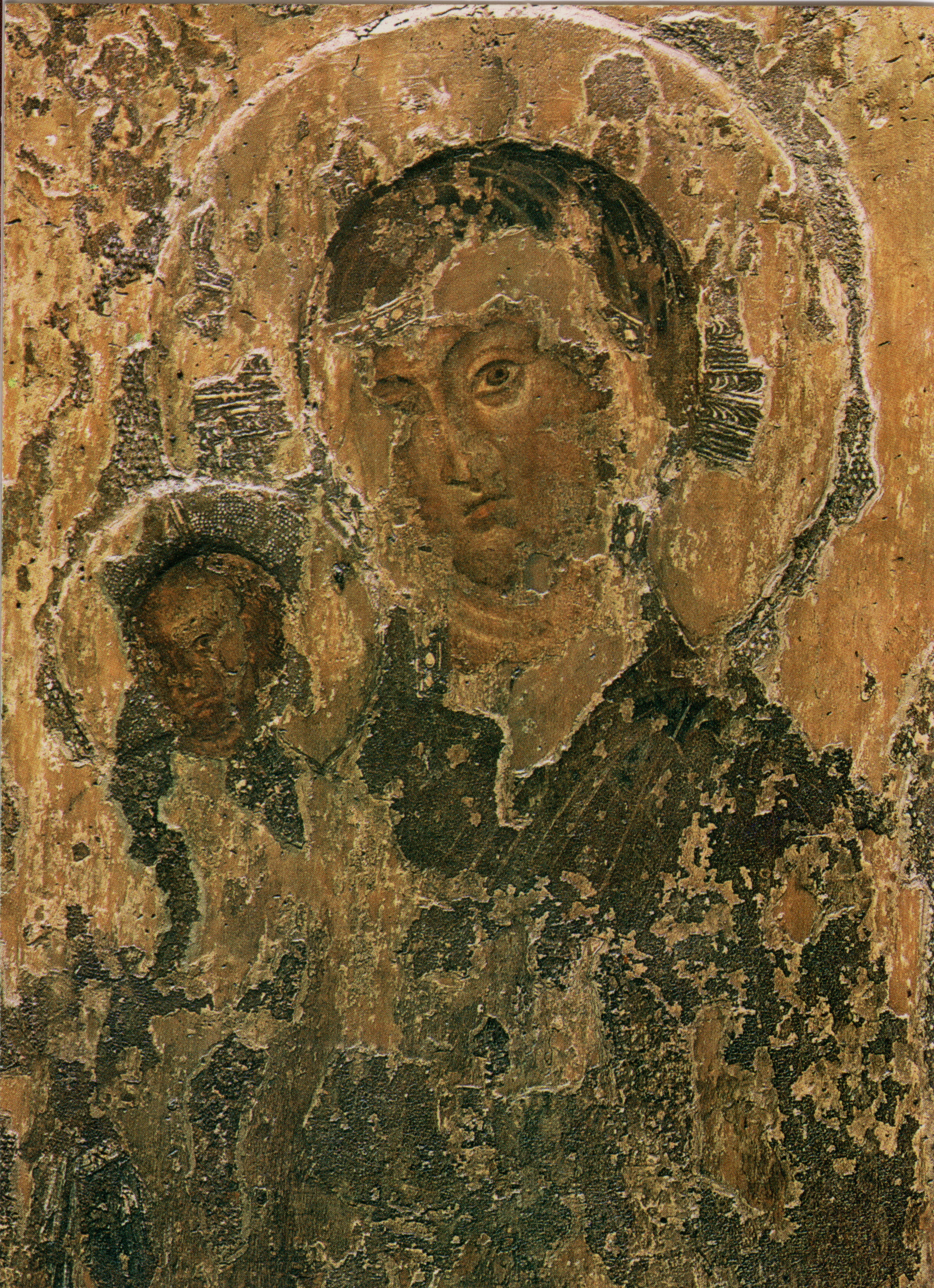
Madone de Constantinople, version originale.

Sur le grand mur de droite, il y a la grande toile d’Antonio Balestra, une œuvre de 1718 représentant Le Martyre des saints Côme et Damien. En face, sur le mur gauche, Le Grand Massacre des innocents par Sebastiano Galvano, œuvre signée du milieu du XVIe siècle. Initialement cette œuvre était dans l'église San Benedetto Novello.

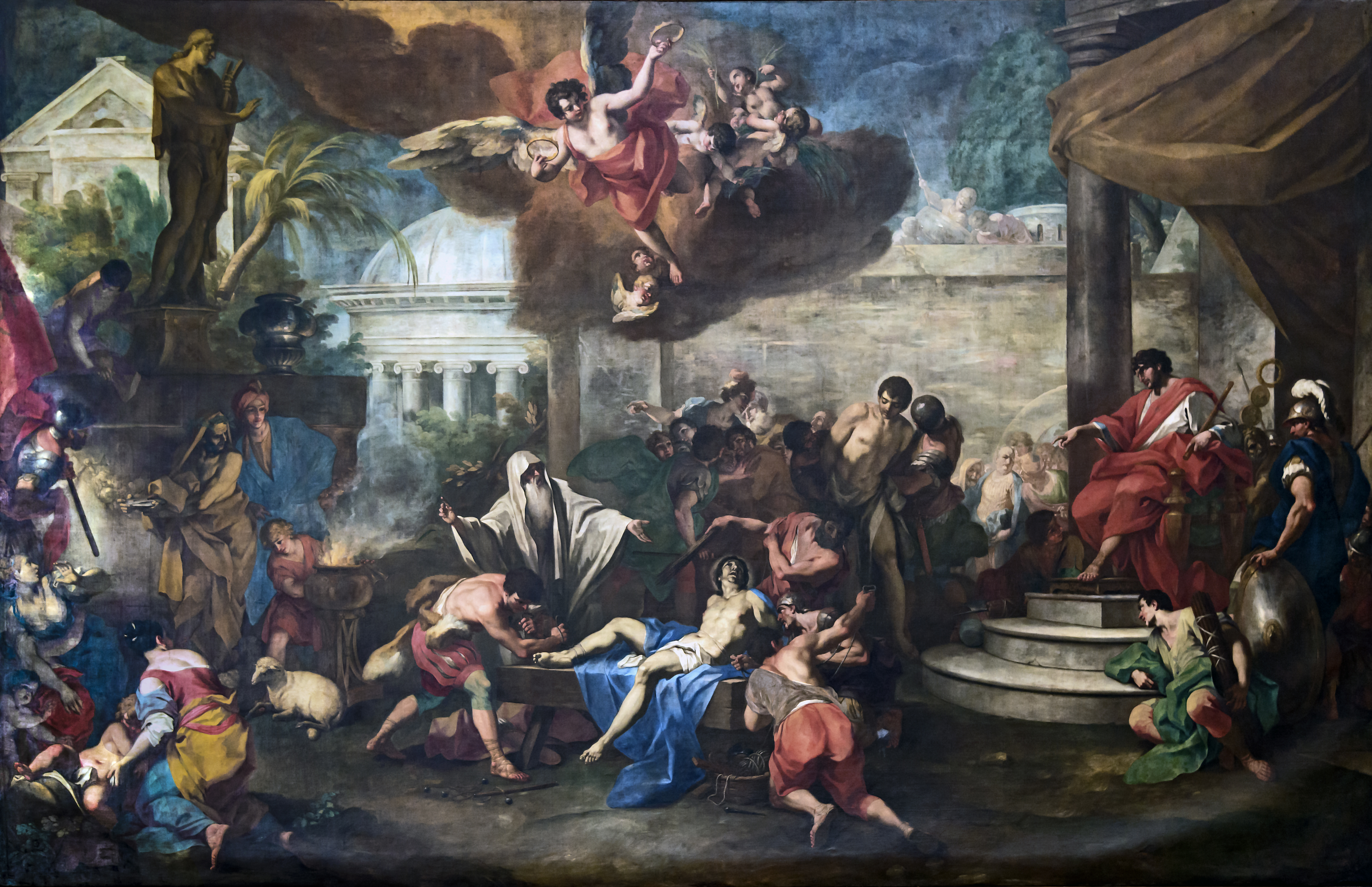
Le Martyre des saints Côme et Damien par Antonio Balestra.
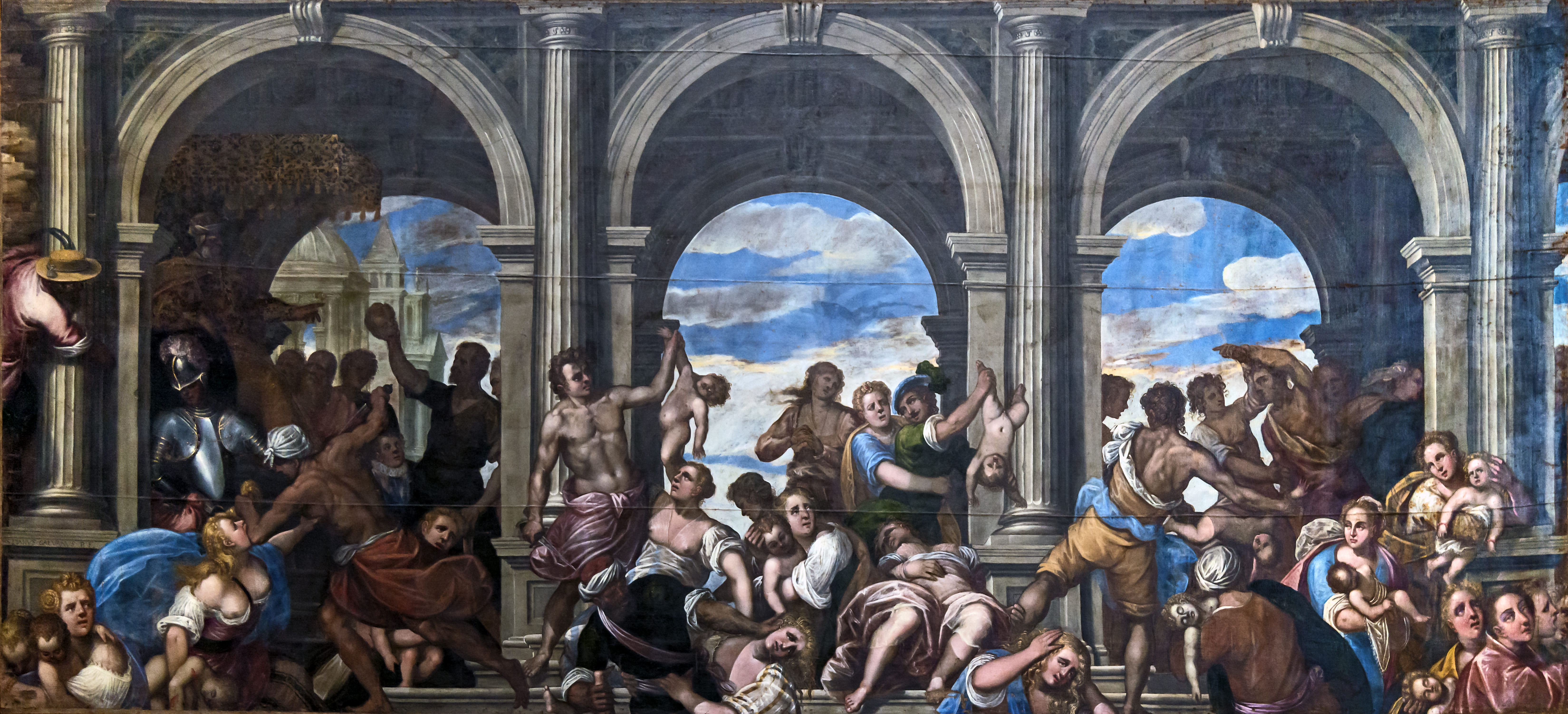
Le Massacre des innocents par Sebastiano Galvano.
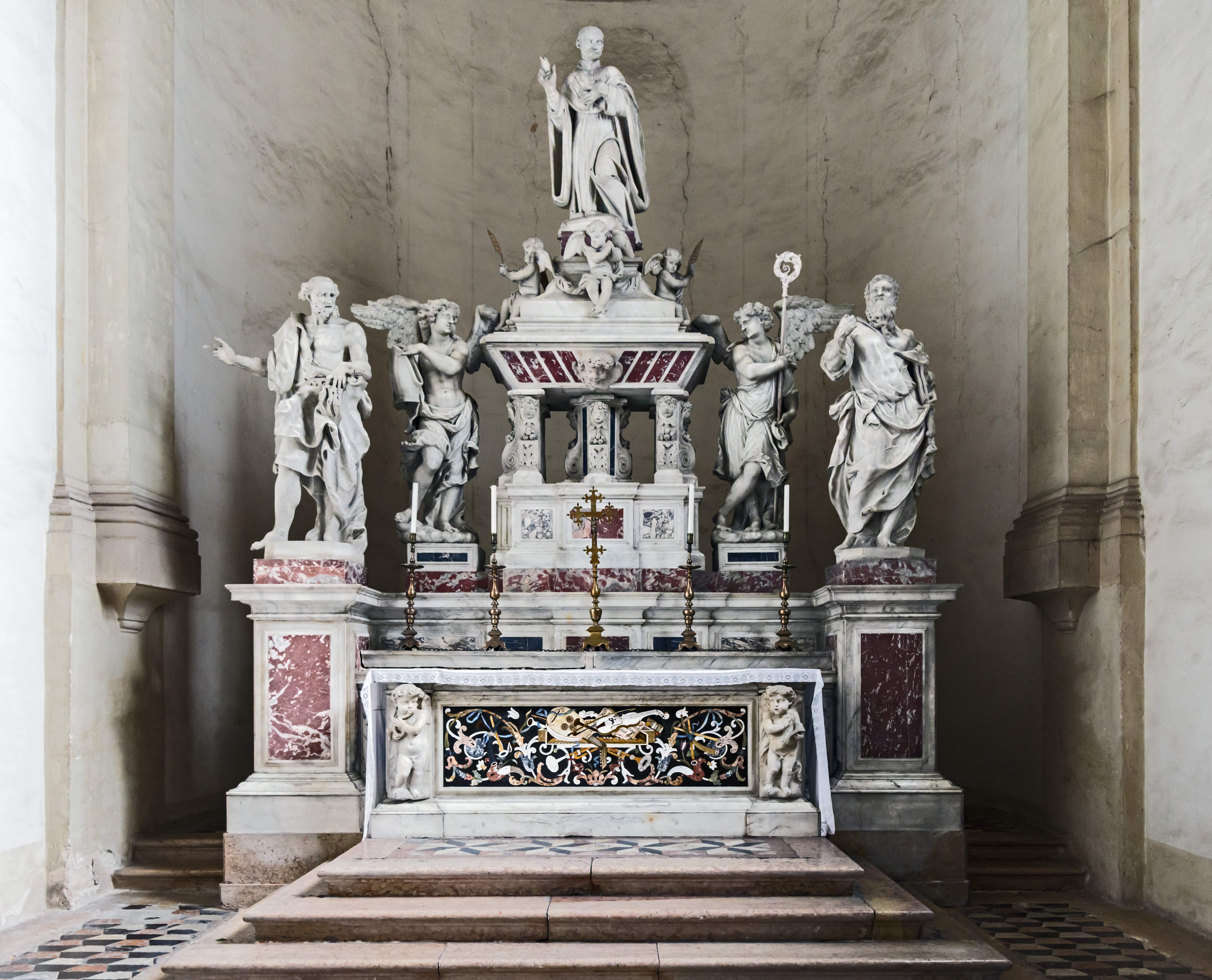
Chapelle du bienheureux Arnaud Cataneo (Arnaldo da Limena).

### Le Chœur

#### Chapelle absidiale de gauche
Cappella del Santissimo Sacramento
La chapelle est dédiée au Saint Sacrement. Avant d'héberger le Saint-Sacrement, la chapelle a contenu les reliques des Saints Innocents. Le plafond est décoré de fresques représentant les anges et les apôtres adorant le Saint-Sacrement. L’œuvre est de Sebastiano Ricci faite vers 1700; elle se caractérise par l'utilisation du trompe l’œil. La voûte au-dessus de l’autel est occupé par la représentation du Père éternel, précédé par les Apôtres, représentés comme s'ils étaient placés au-dessus des murs de la chapelle, et sont attirés par l'Eucharistie portée en triomphe par une foule angélique.
L'autel est œuvre faite en plusieurs temps dans les années 1640. La conception est de Lorenzo Bedogni réalisée par Pietro Paolo Corbarelli, et leurs fils Simone, Antonio et Francesco vers 1656. Elle fut achevée en 1674 par Giuseppe Sardi (it) et Josse le Court qui a façonné les deux anges adorateurs tandis que les statues de bronze sur le tabernacle ont été fondues par Carlo Trabucco (1697). Les autres sculptures sont de Michele Fabris et Alessandro Tremignon.

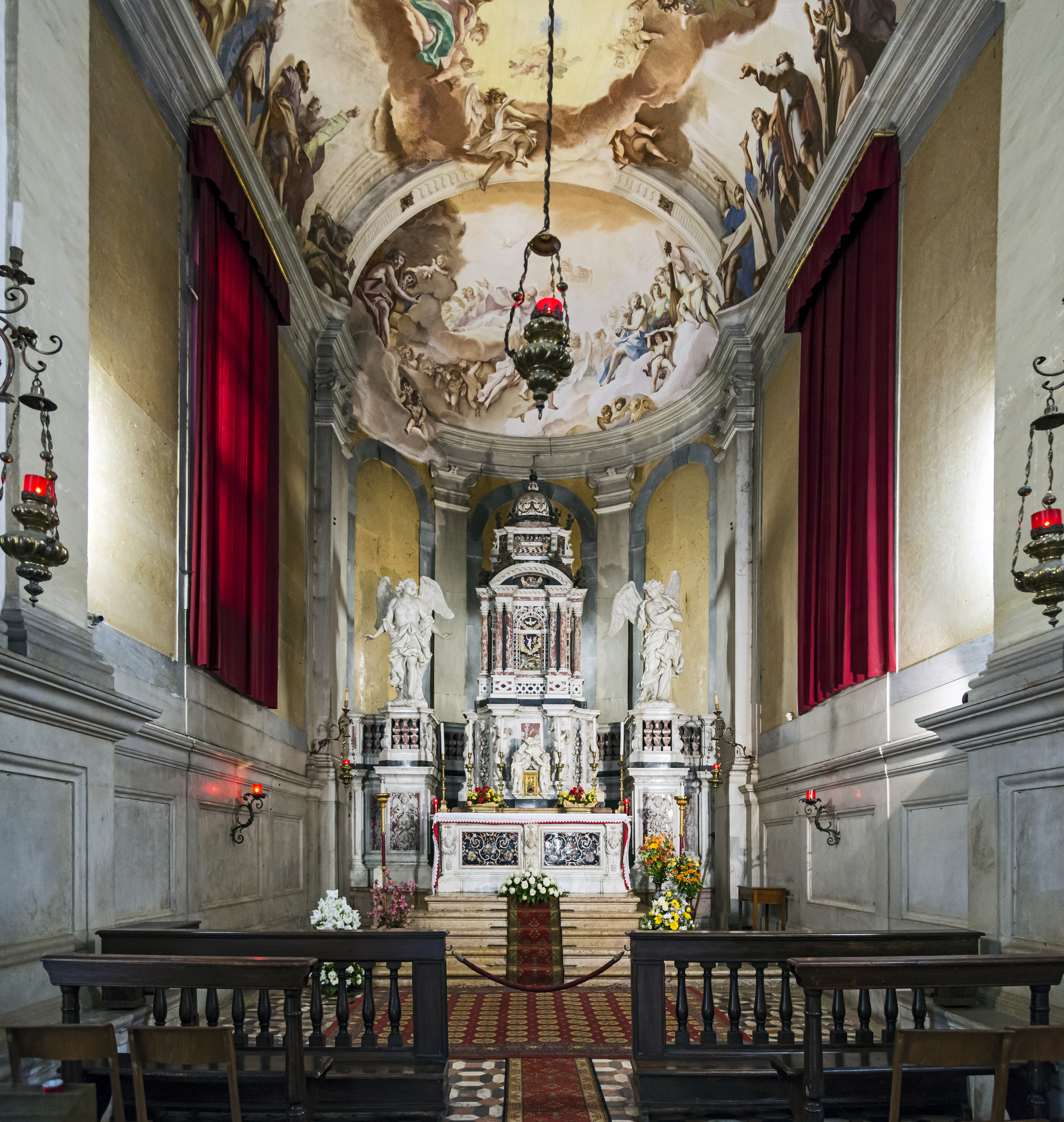
Chapelle du Saint-Sacrement.
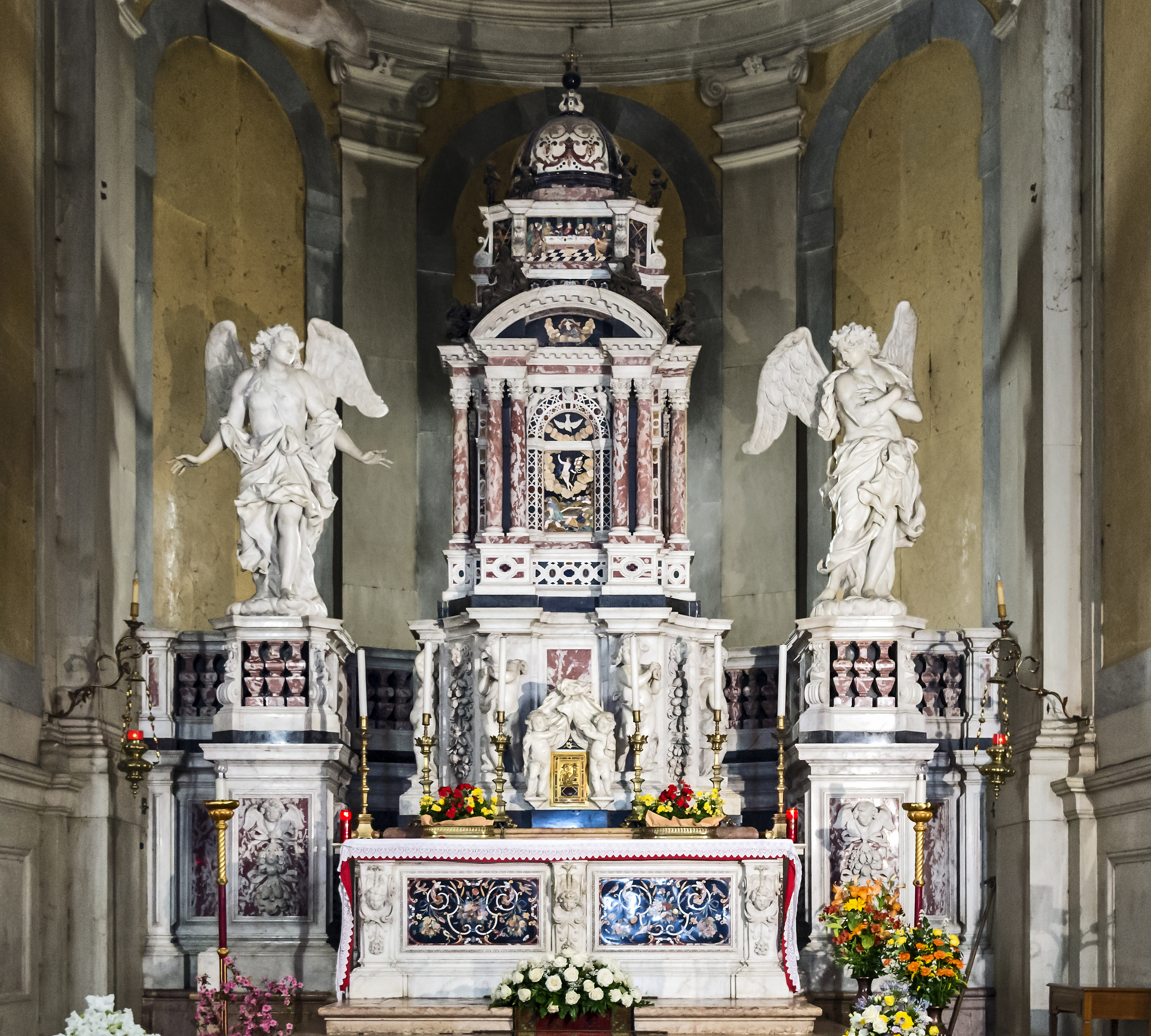
La chapelle du Saint-Sacrement, l'autel.
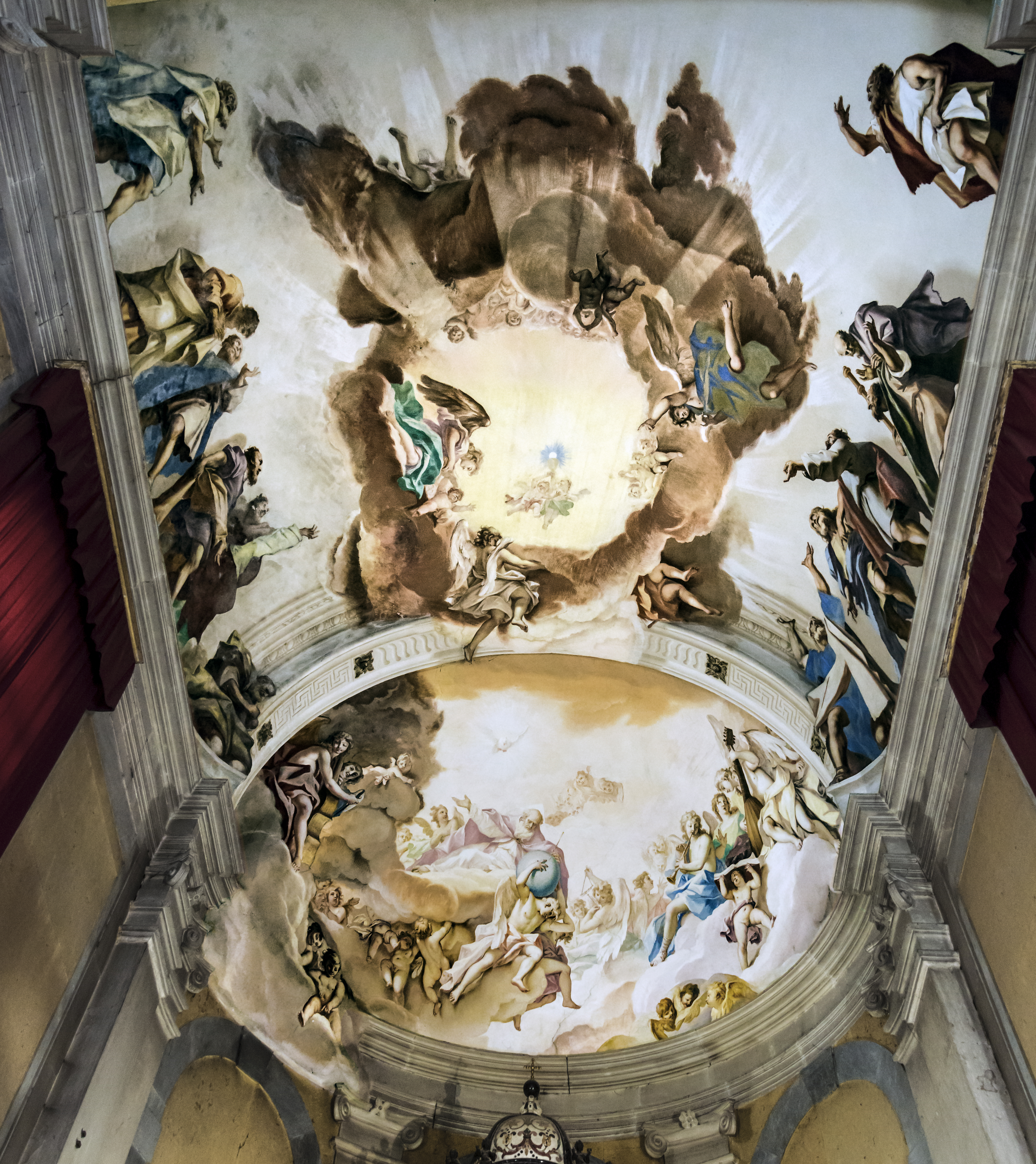
La chapelle du Saint-Sacrement, le plafond.

#### Le chœur liturgique
Le chœur
Il est surélevé par rapport au reste de l'édifice et est accessible par un escalier monumental. Au-dessous, s'ouvre une grande crypte, maintenant aménagée en chapelle d'hiver. Les balustrades sont l'œuvre de Francesco Contini (1630). Sur les côtés, en haut, des niches à l'intérieur, deux bustes qui représentent idéalement les deux patriciens romains Vitalianus (à droite) et Opilio (à gauche) œuvres de Giovanni Francesco de Surdis de 1561.
Le maître-autel
Décoré « à la florentine » associant de fines incrustations de marbre sur laquelle sont placés de pièces de nacre, de corail, lapis-lazuli, cornaline, perles, et d'autres matériaux précieux. Le travail délicat a été réalisé entre 1637 et 1643 par Pietro Paolo Corbarelli conçu par Giovan Battista Nigetti, frère du célèbre Matteo Nigetti. Le 7 octobre 1627, le corps de sainte Justine a été translaté en grande pompe sous l'autel.
La tableau du retable
Le Martyre de saint Justine par Véronèse huile sur toile de 1576.

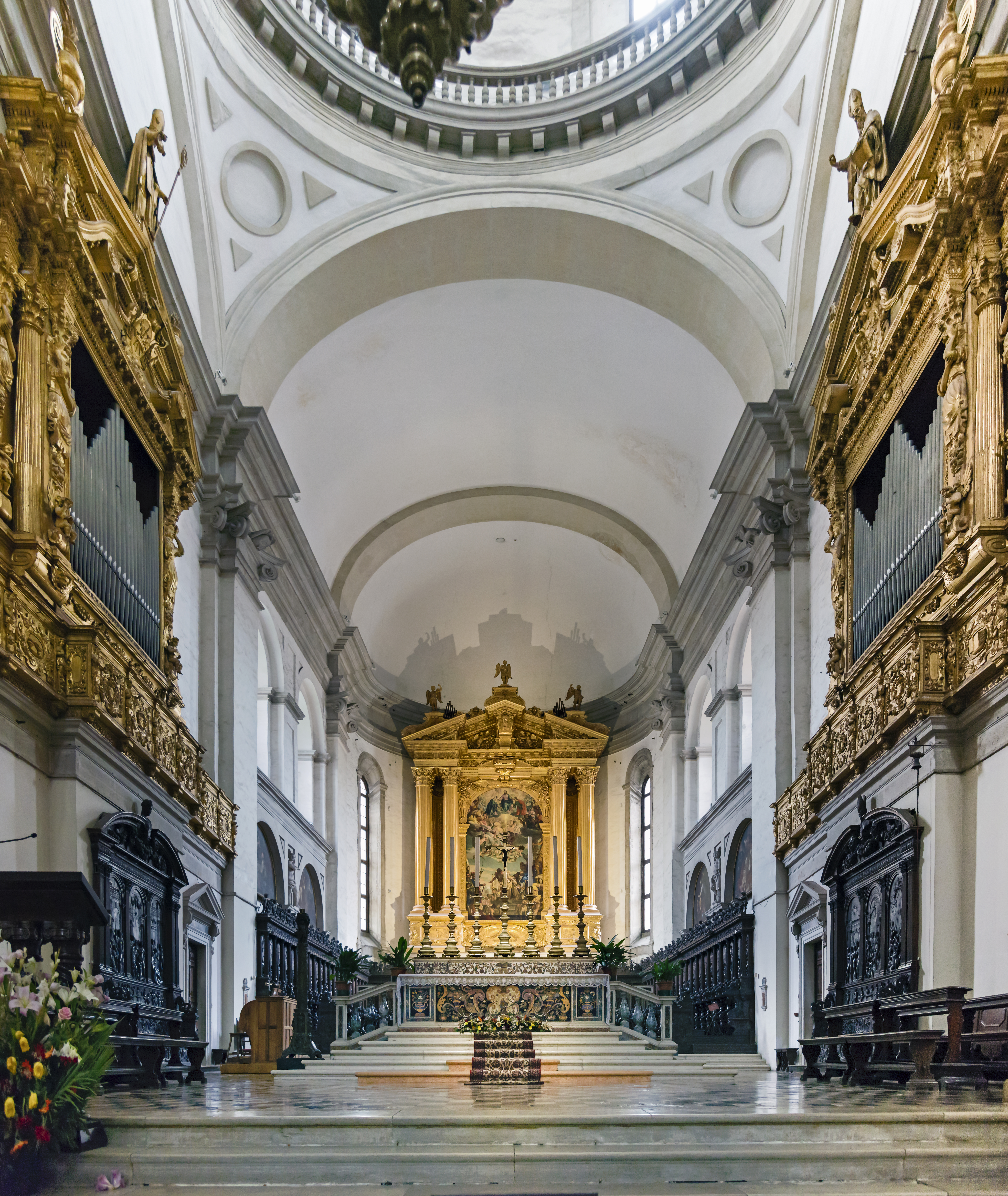
Le chœur et le maître-autel.
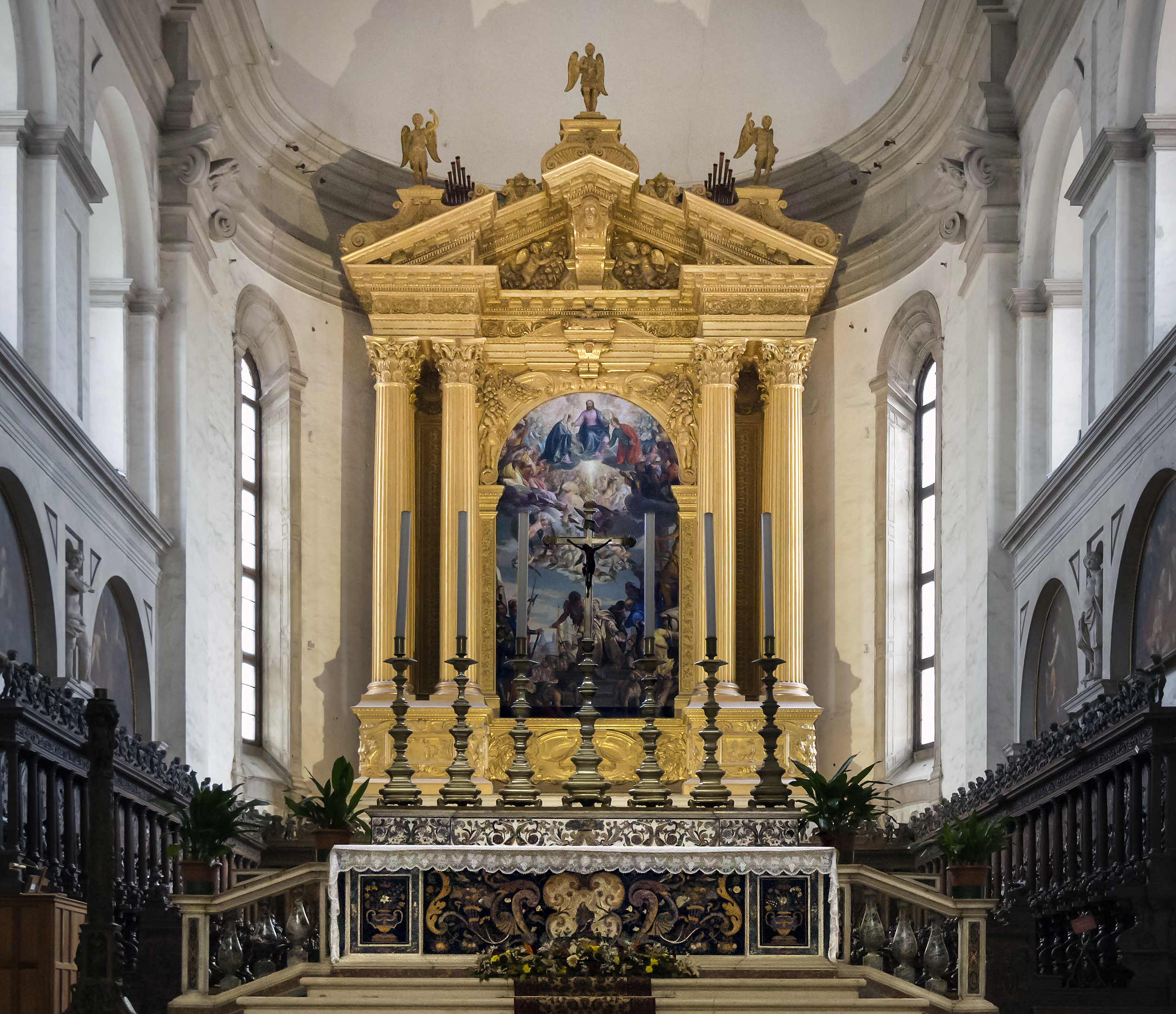
Le maître-autel.
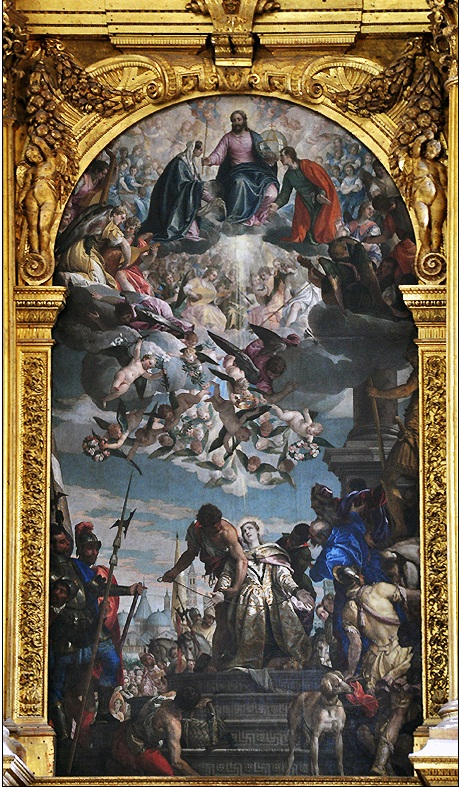
Le Martyre de saint Justine par Véronèse.

#### Chapelle absidiale de droite
Cappella della Pietà
La chapelle est l’œuvre de l'artiste génois Filippo Parodi en 1689. L'artiste a pris en charge la conception architecturale, décorative et sculpturale y compris le plafond, orné par une foule angélique en stuc. Au centre se trouve la Pietà entourée de deux statues de Marie Madeleine et de saint Jean.

### Transept droit
Chapelle de saint Maxime de Padoue
L'autel abrite la tombe contenant les restes du deuxième évêque de Padoue, saint Maxime. Le groupe de statues : saint maxime, les anges qui tiennent les insignes de l'évêque et Saint Jacques est l'œuvre de Michele Fabris (1681), alors que la statue de Saint Barthélemy est le résultat du ciseau de Bernardo Falcone (1682). L'autel en marqueterie de pierre polychrome est l'œuvre de la famille Corbarelli.

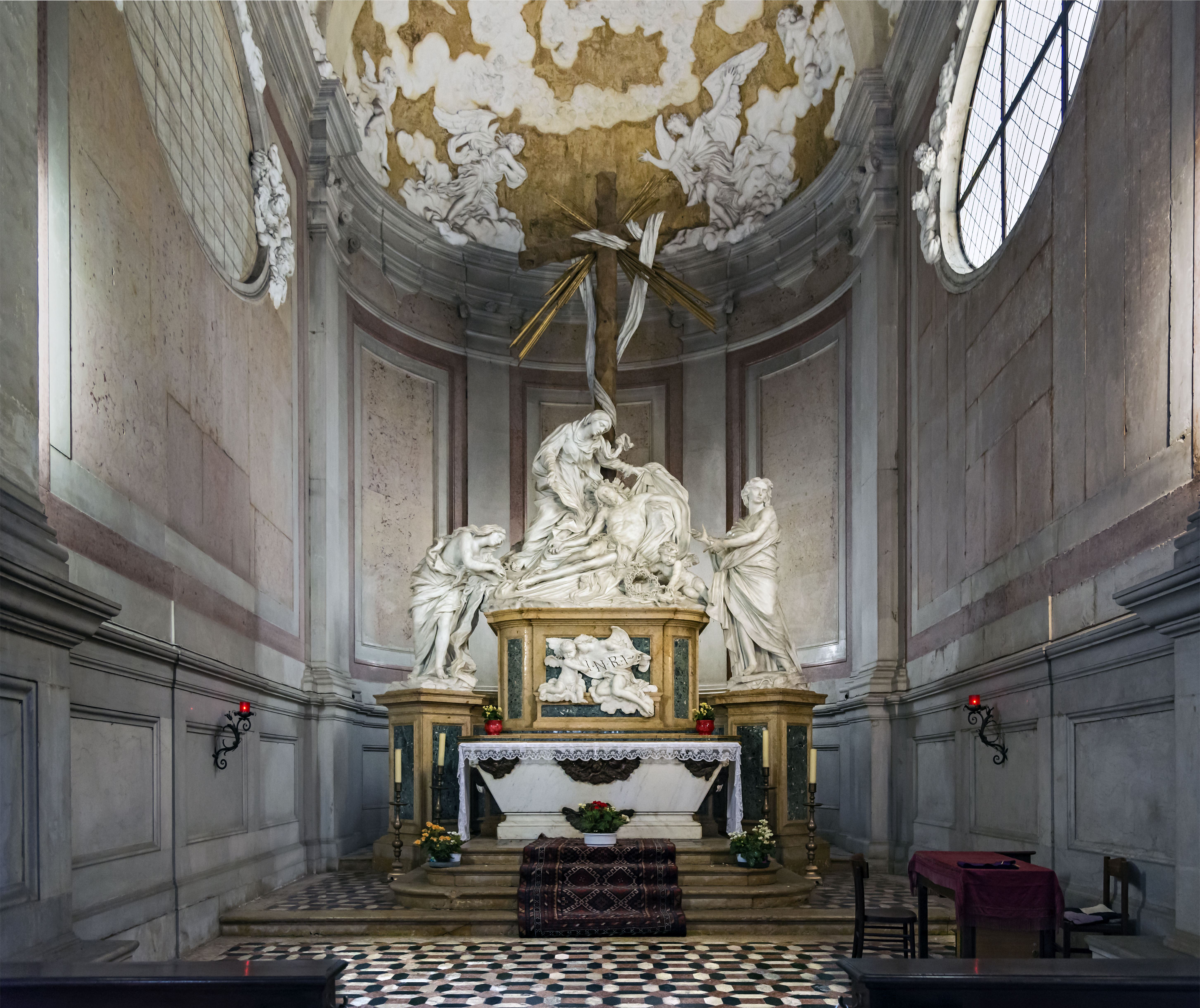
La chapelle de la Pietà.
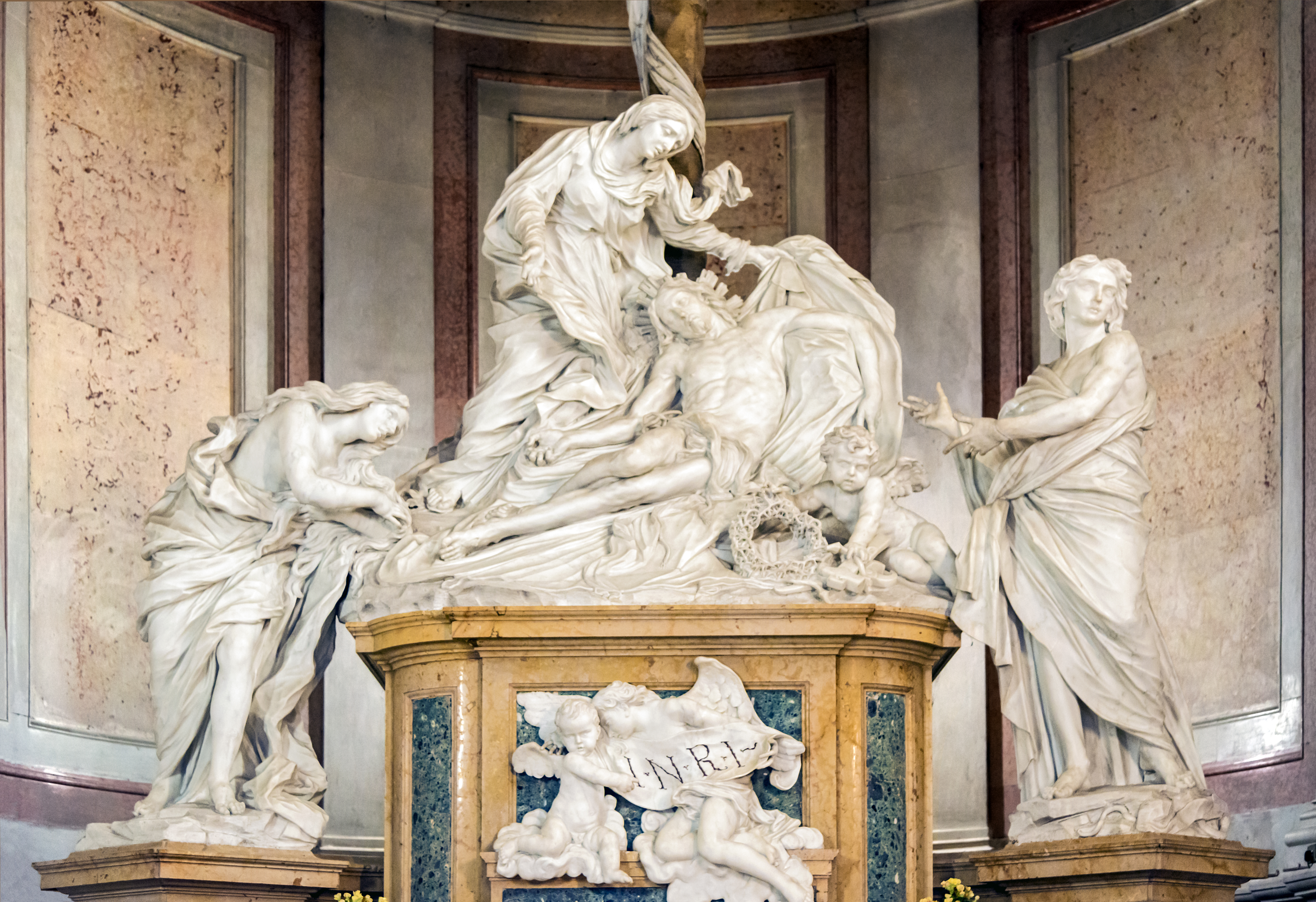
Pietà par Filippo Parodi.
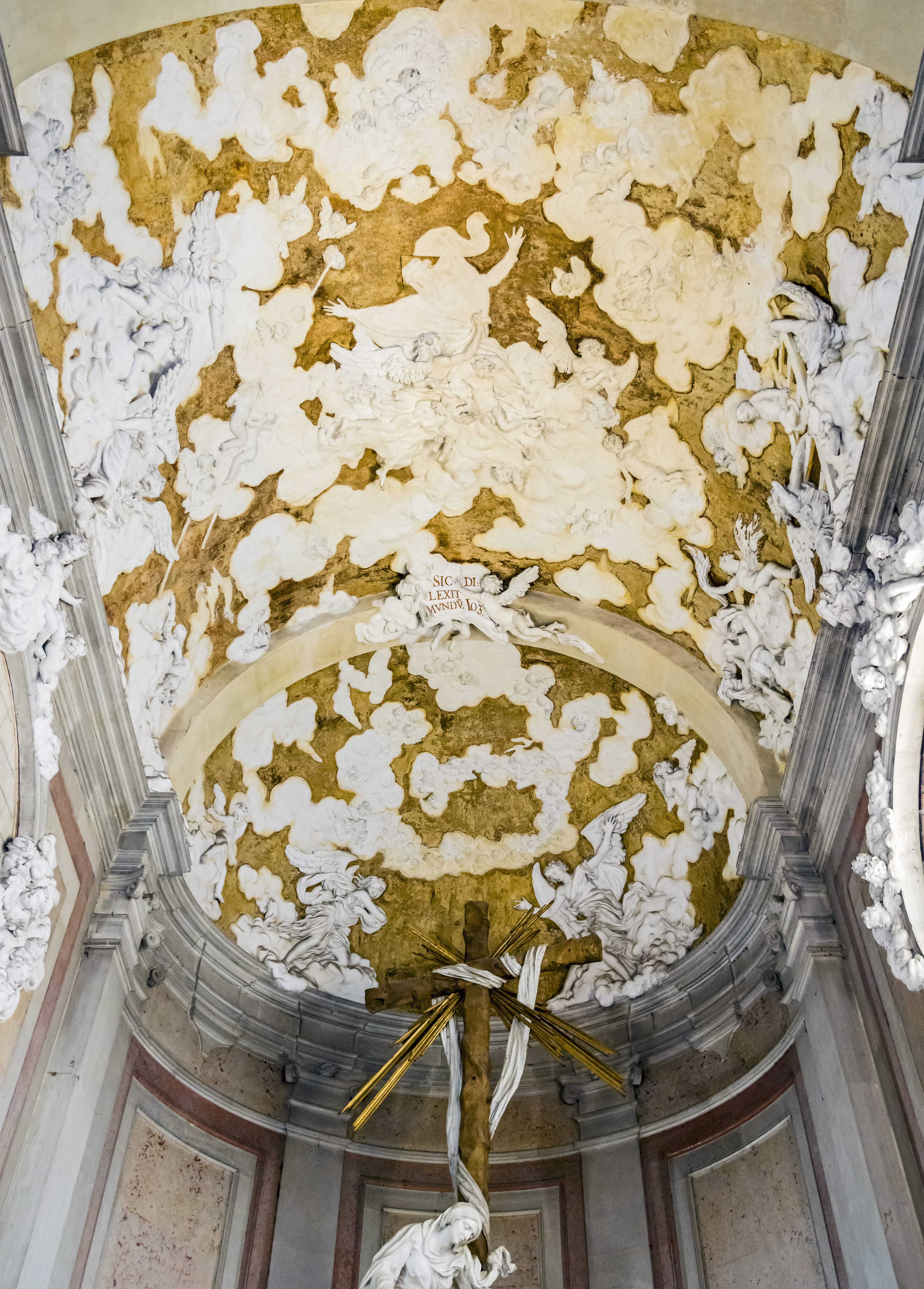
Plafond en stuc.
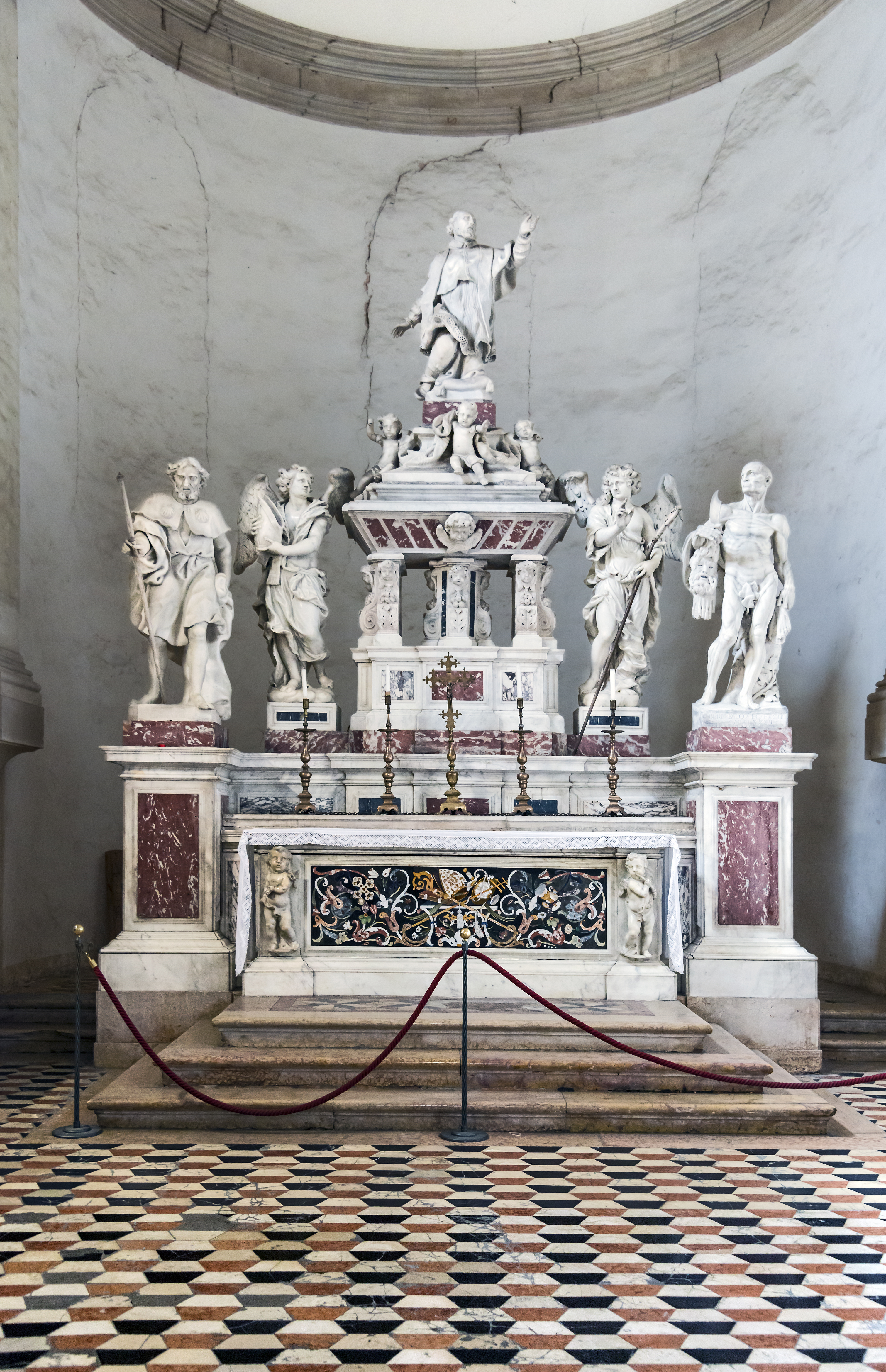
Chapelle Saint-Maxime-de-Padoue.

Chapelle de saint Matthias l'Apôtre
Le grand espace est dominé par deux toiles imposantes : à droite La Mission des apôtres (1631) de Battista Bissoni et Saints Cosme et Damien sauvés par l'ange (1718) d'Antonio Balestra, celui-ci provient de l'église de la Miséricorde. Au-dessous des tableaux, les confessionnaux et une chaire datent du XVIIe siècle.
Au fond de la chapelle un monument en marbre grec et africain où repose le corps de Saint Matthias l'apôtre. L'œuvre est inspirée par la tombe reliquaire de Saint Luc qui est antérieure. Elle a été achevée en 1562 par Giovanni Francesco de Surdis qui a sculpté les bas-reliefs représentant les apôtres.
Derrière l'arche, s'ouvre la porte menant à la salle des Martyrs. La voûte du XVe siècle est décoré dans le goût de la Renaissance. Les bas-reliefs sont attribués au cercle de Bartolomeo Bellano. Un petit temple d'albâtre avec de riches ferronneries abrite une représentation de la vierge.

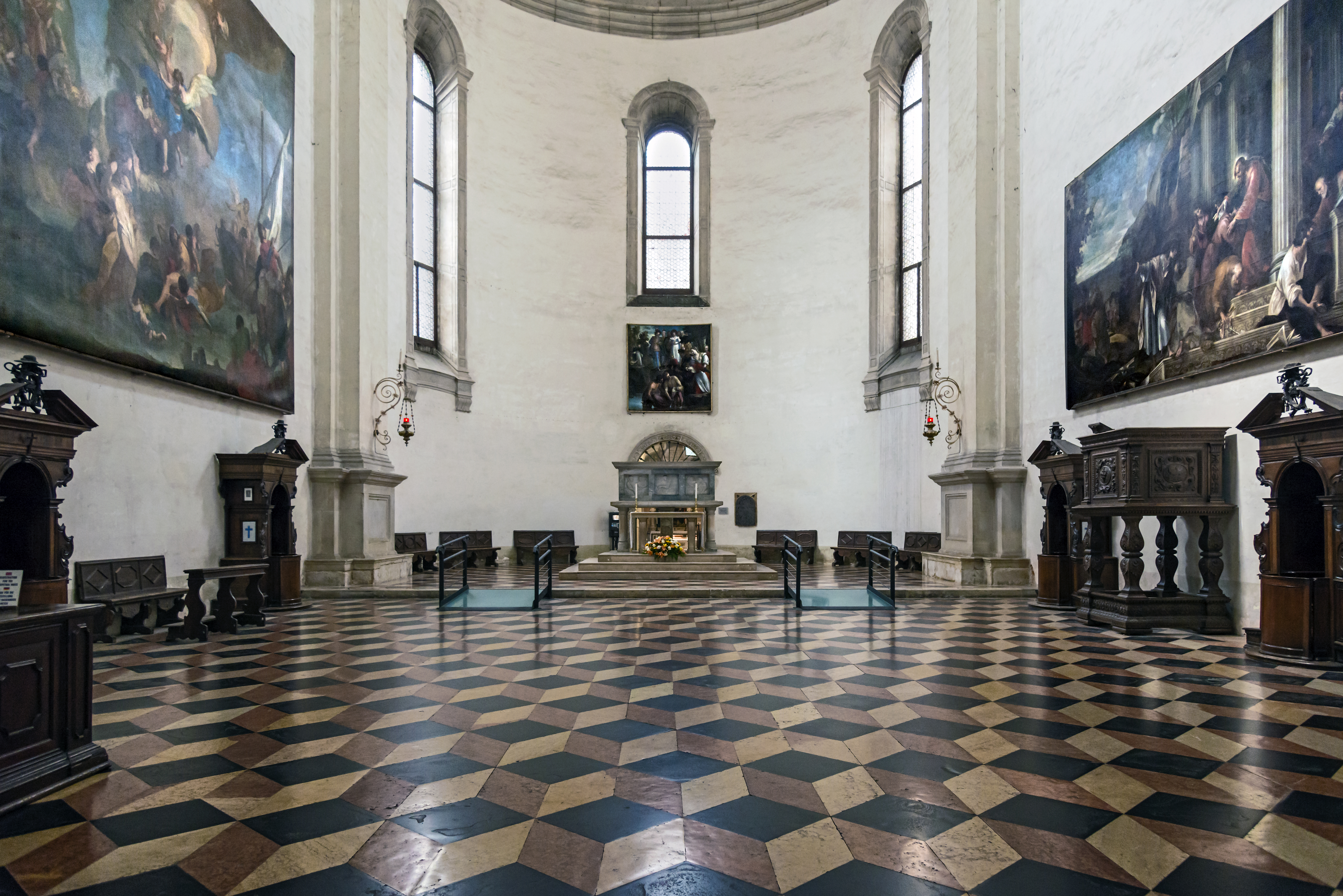
La chapelle Saint-Matthias.
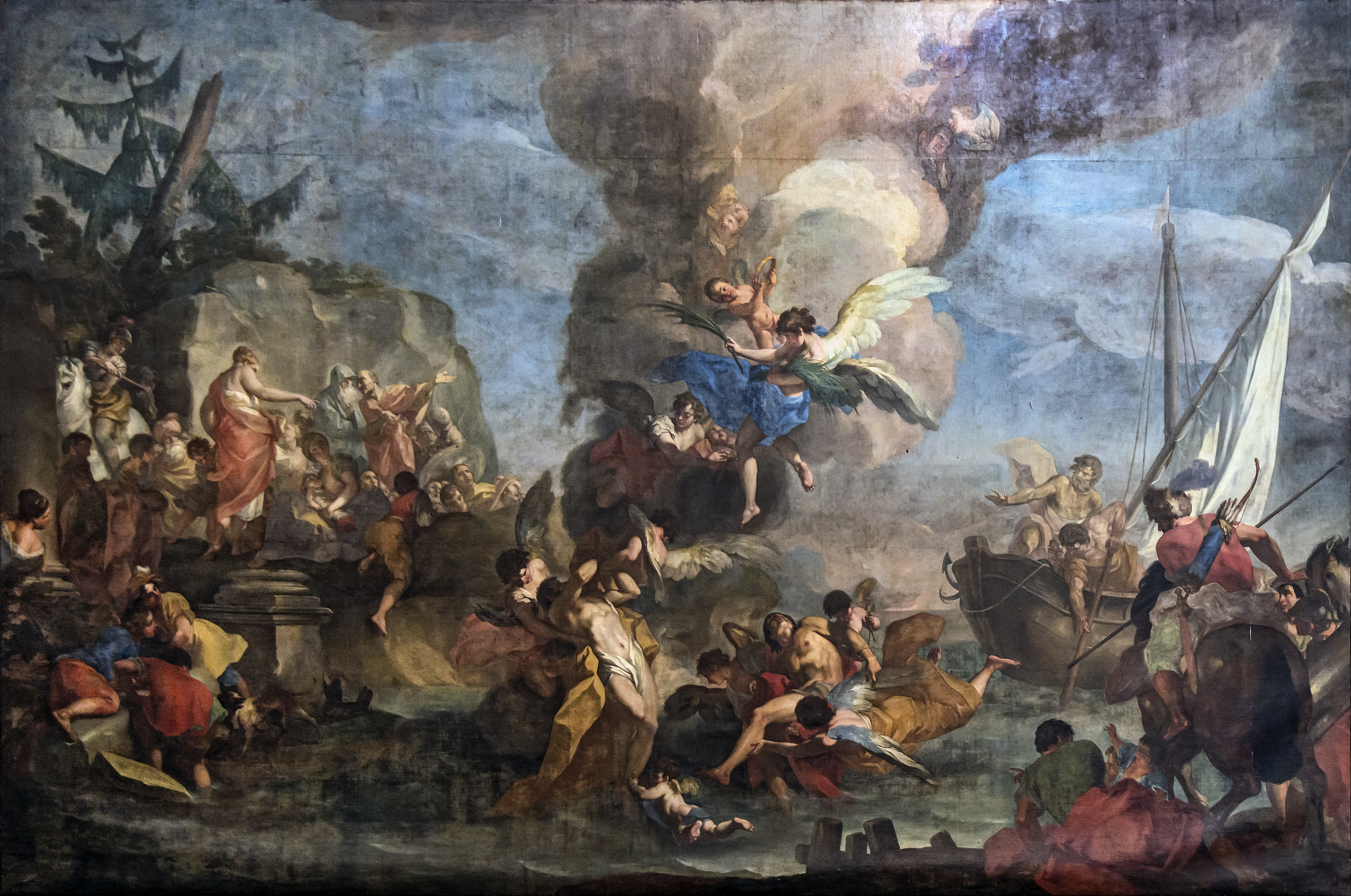
Saints Cosme et Damien sauvés Antonio Balestra.
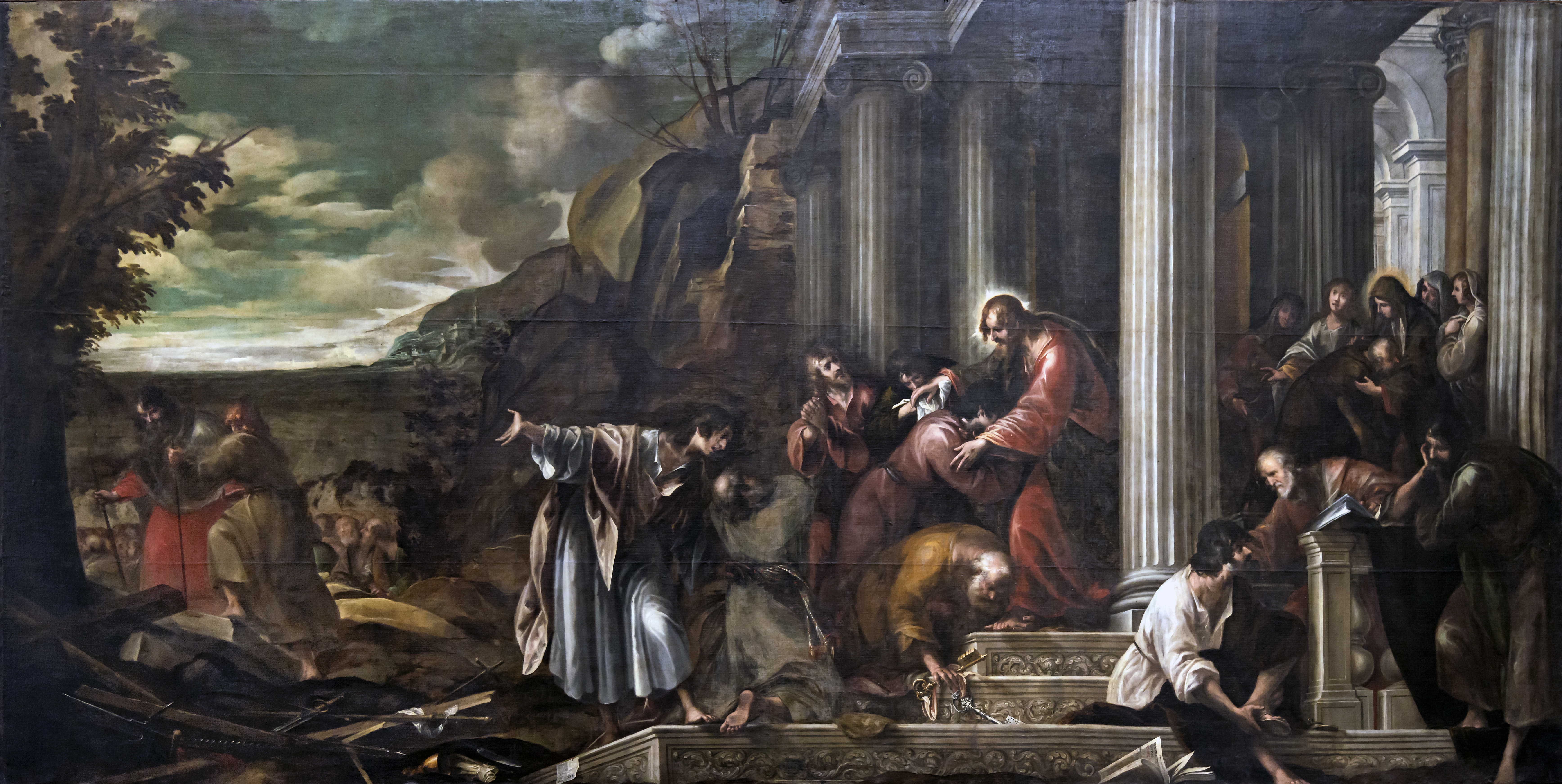
La Mission des Apôtres, de Battista Bissoni.
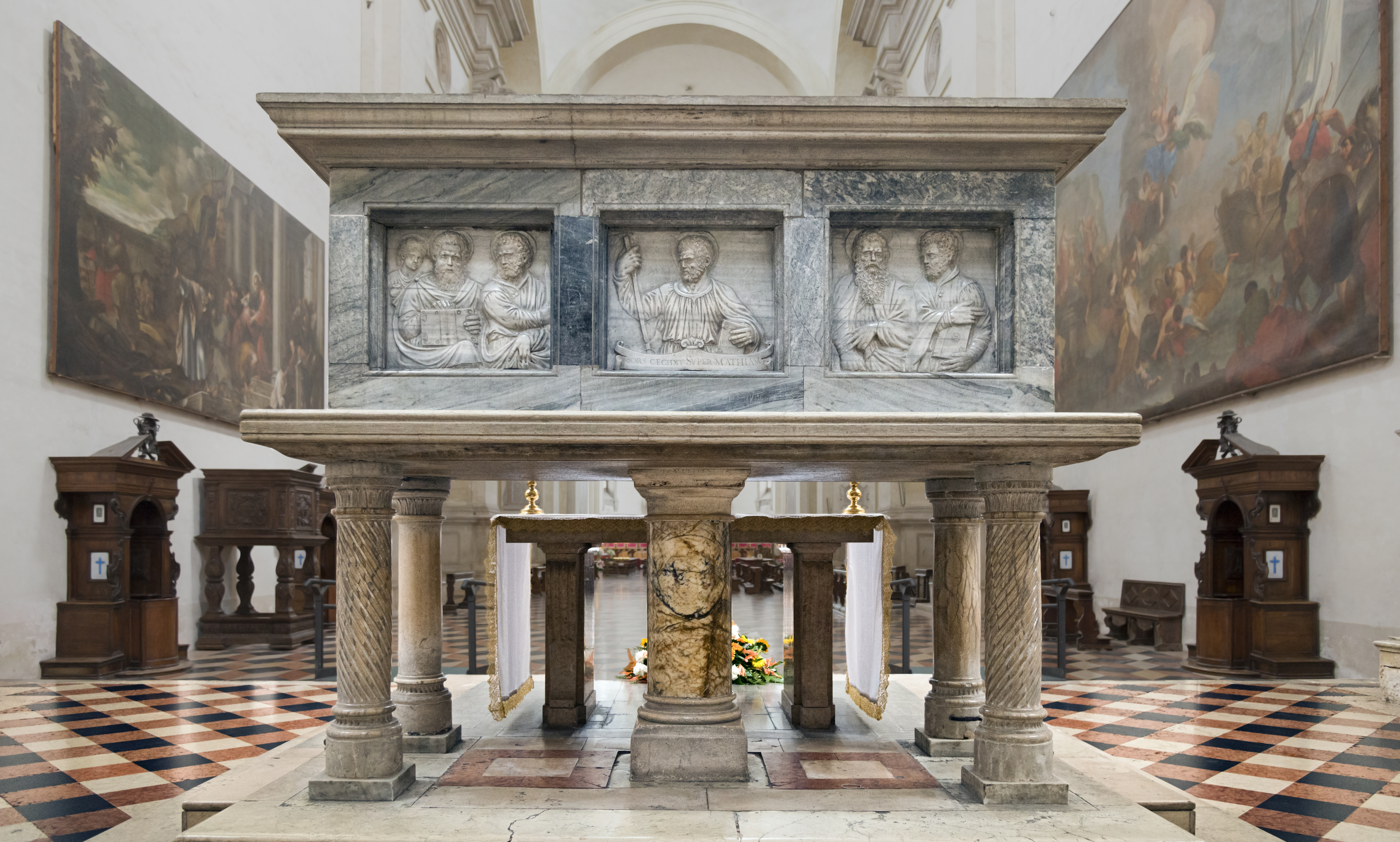
La tombe de Matthias l'apôtre.

Le corridor des martyrs (Il Corridoio dei Martiri)
Il est accessible à partir du transept droit. Construit en 1564 sur les ruines de l'ancienne église abbatiale du Moyen Âge, il a été conçu pour permettre le passage vers le sanctuaire de saint Prosdocime de Padoue. 
Le couloir, peint entre les XVIe et XVIIe siècles, est contre-voûté et, au milieu, un espace octogonal couvert par un dôme décorée à fresque par Giacomo Ceruti. Au centre, le Puits des martyrs : construit sur les ordres de l'abbé Angelo Sangrino en 1565 au-dessus du puits médiéval (toujours visible dans le sous-sol) qui se trouvait au milieu de la nef de la basilique originale. 
La margelle octogonale en marbre de Vérone et albâtre, est finement travaillée. Une grille permet de voir au fond les os des martyrs de l’époque de Dioclétien découvert à cet endroit en 1269 par la bienheureuse Giacoma. Dans le coin ouest un morceau de la décoration en mosaïque qui ornait le sol de la basilique opilionea du VIe siècle est encore visible.
Au fond un autel du XVIe siècle sur avec un tableau de Pietro Damini La Découverte du puits des martyrs et la puissance miraculeuse des douze bougies compte parmi les meilleures œuvres de l'artiste. 
Est également visible une grande cage de fer, datant du Moyen Âge, qui a contenu les restes de saint Luc. Les deux statues des saints Pierre et Paul, sont l’œuvre de Francesco Segala.

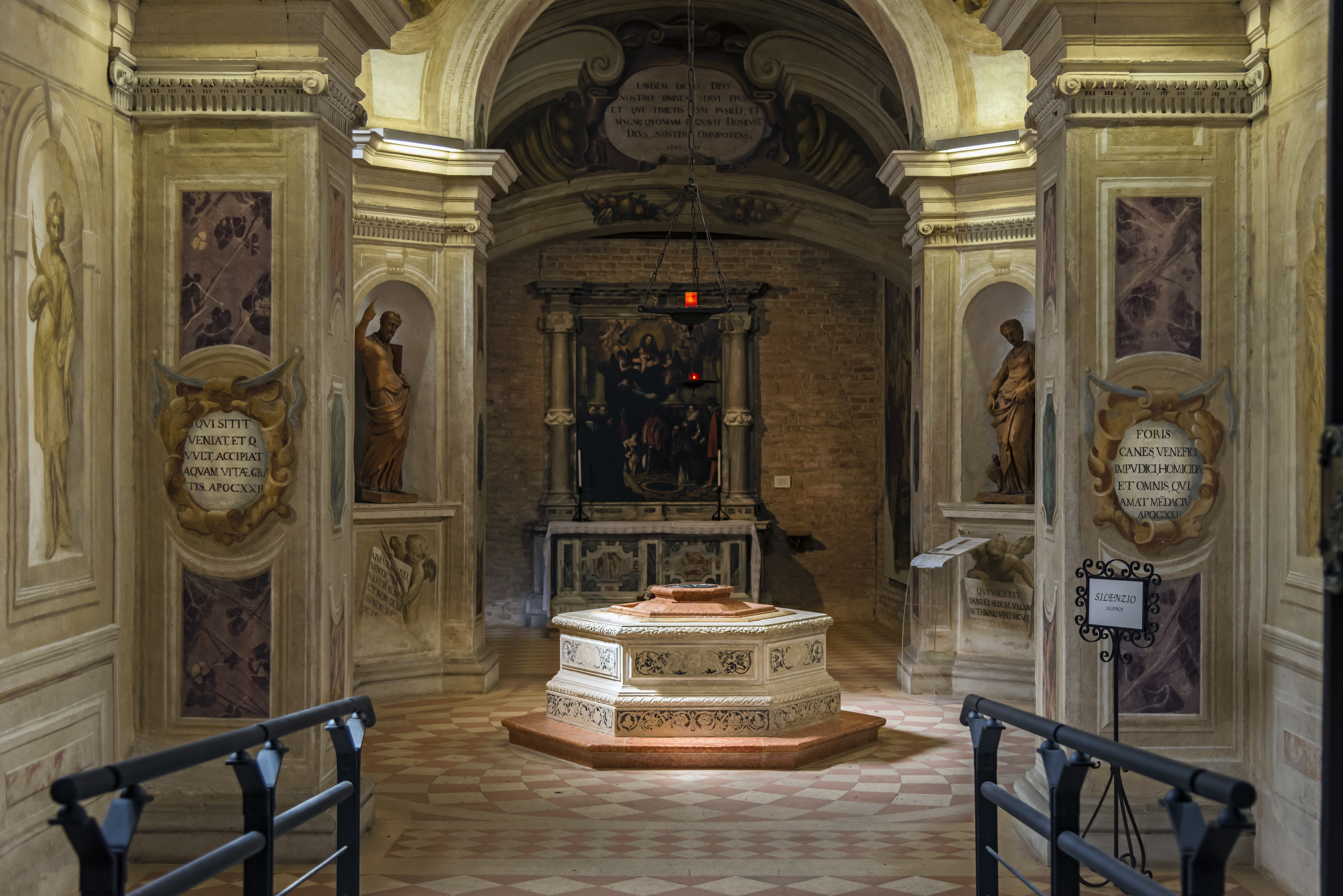
Le corridor des martyrs.
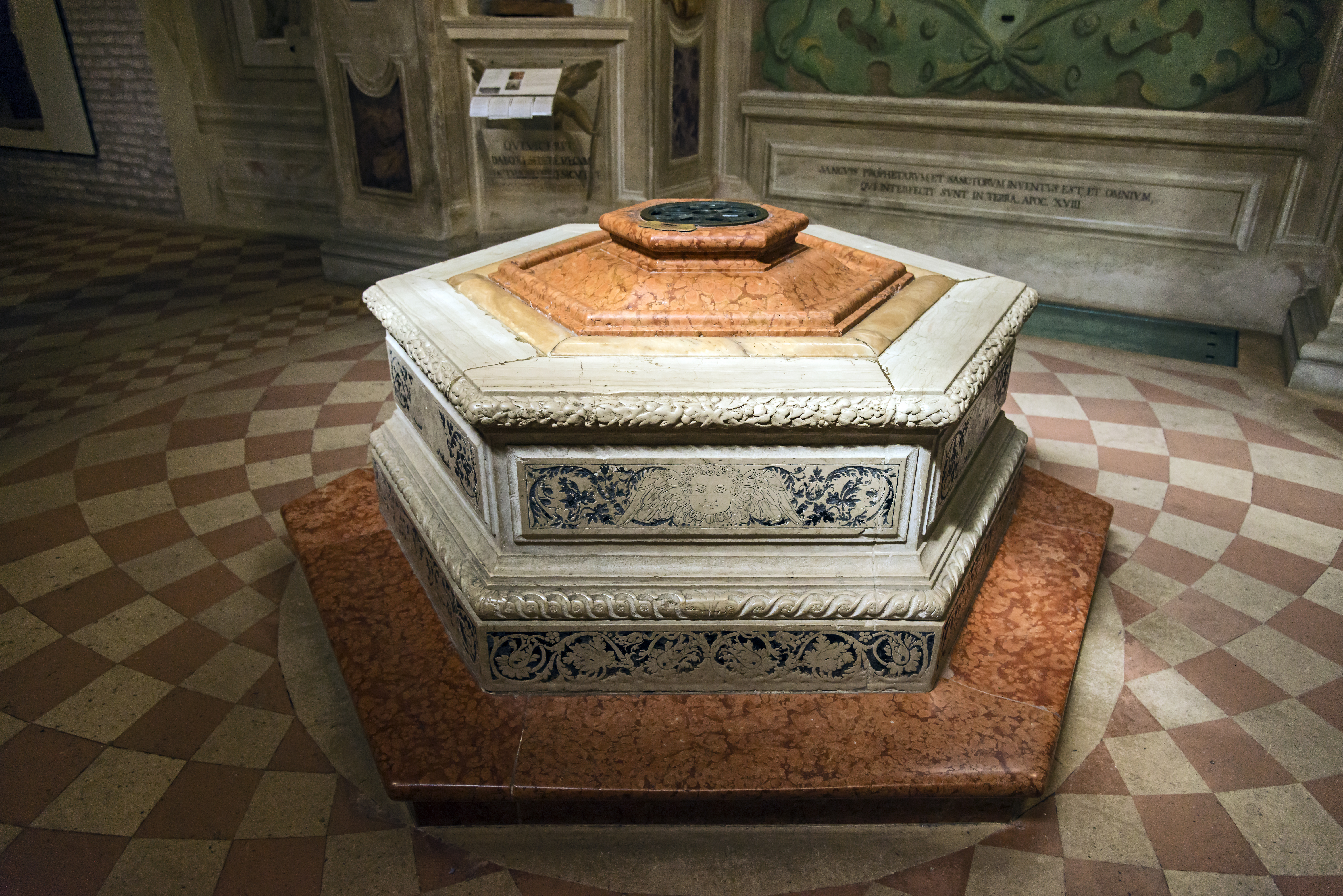
Le puits des martyrs.
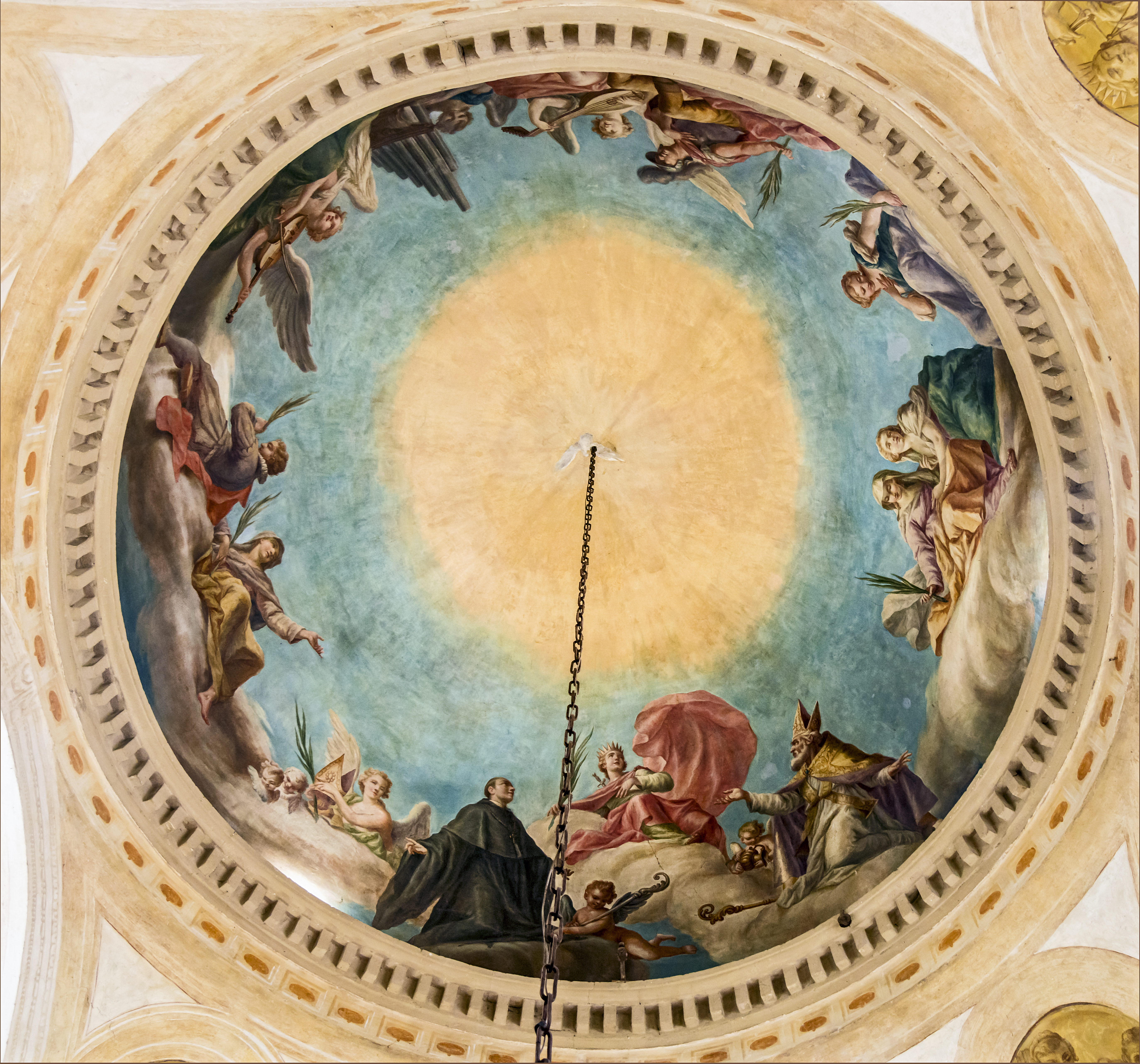
Le plafond de Giacomo Ceruti.
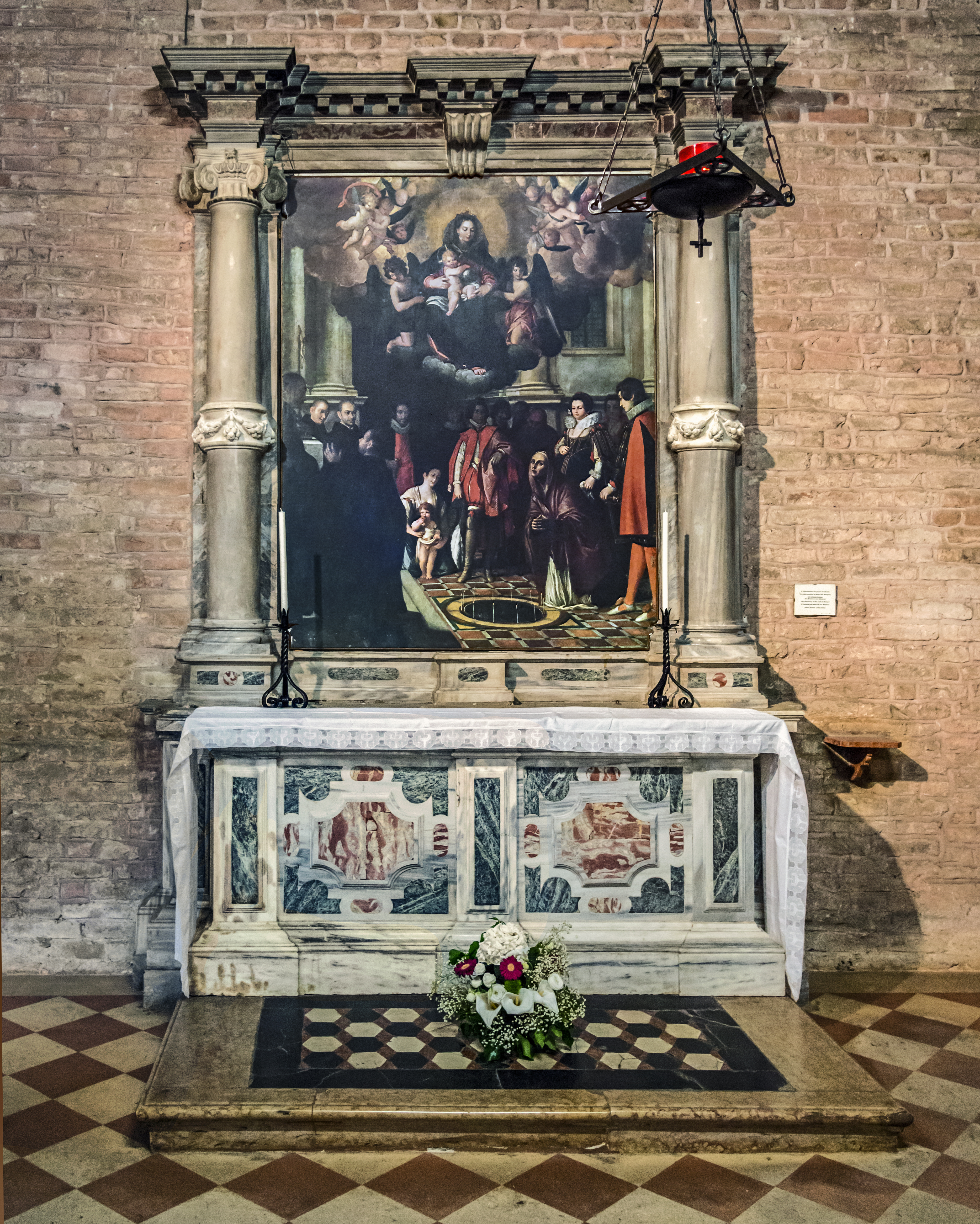
La Découverte du puits des martyrs de Pietro Damini.
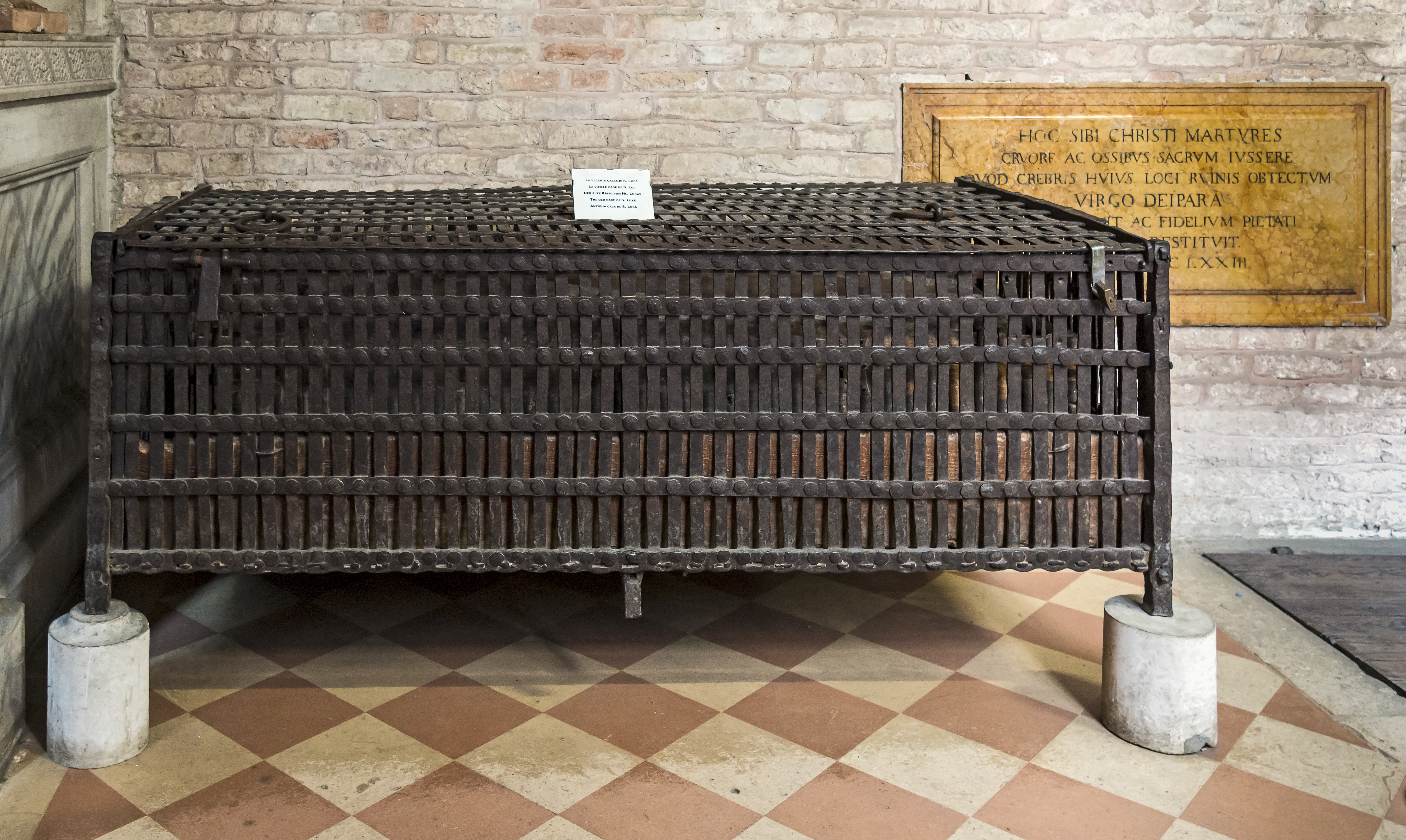
Vieille cage de saint Luc.

Le sanctuaire de San Prosdocime de Padoue
À la suite du corridor des Martyrs se trouve le sanctuaire de saint Prosdocime de Padoue ou Sanctuaire de Santa Maria. Une des constructions la plus ancienne de la Vénétie : datée du VIe siècle. C’est le seul vestige préservé de la basilique opilionéenne. À l'origine, il s'agissait d’une chapelle destinée à la conservation des reliques. L'espace est conçu sur le plan de la croix grecque ; il est caractérisé par un auvent très élégant composé de dômes tous peints en grotesque au XVIe siècle pour remplacer la décoration en mosaïque présente à l'origine. Ce fut le lieu de sépulture des premiers évêques de Padoue, y compris le premier, saint Prosdocime, dont le corps repose dans l'autel depuis 1564. Il est constitué d'un sarcophage romain placé sur la droite (par rapport à l'abside). Au-dessus de l'autel est exposé un bas-relief représentant saint Prosdocime dans la tenue d'un aristocrate romain, datant du Ve siècle. Devant l’abside, une pergola, en marbre grec, constitue un étonnant travail du VIe siècle pratiquement intact conservé dans la position initiale d’Iconostase
Le long de la paroi du petit vestibule d'accès, des restes de fresques du XIIe siècle, les décorations du XVIe siècle. Le tympan de la porte de la basilique opilionéenne du Ve siècle.

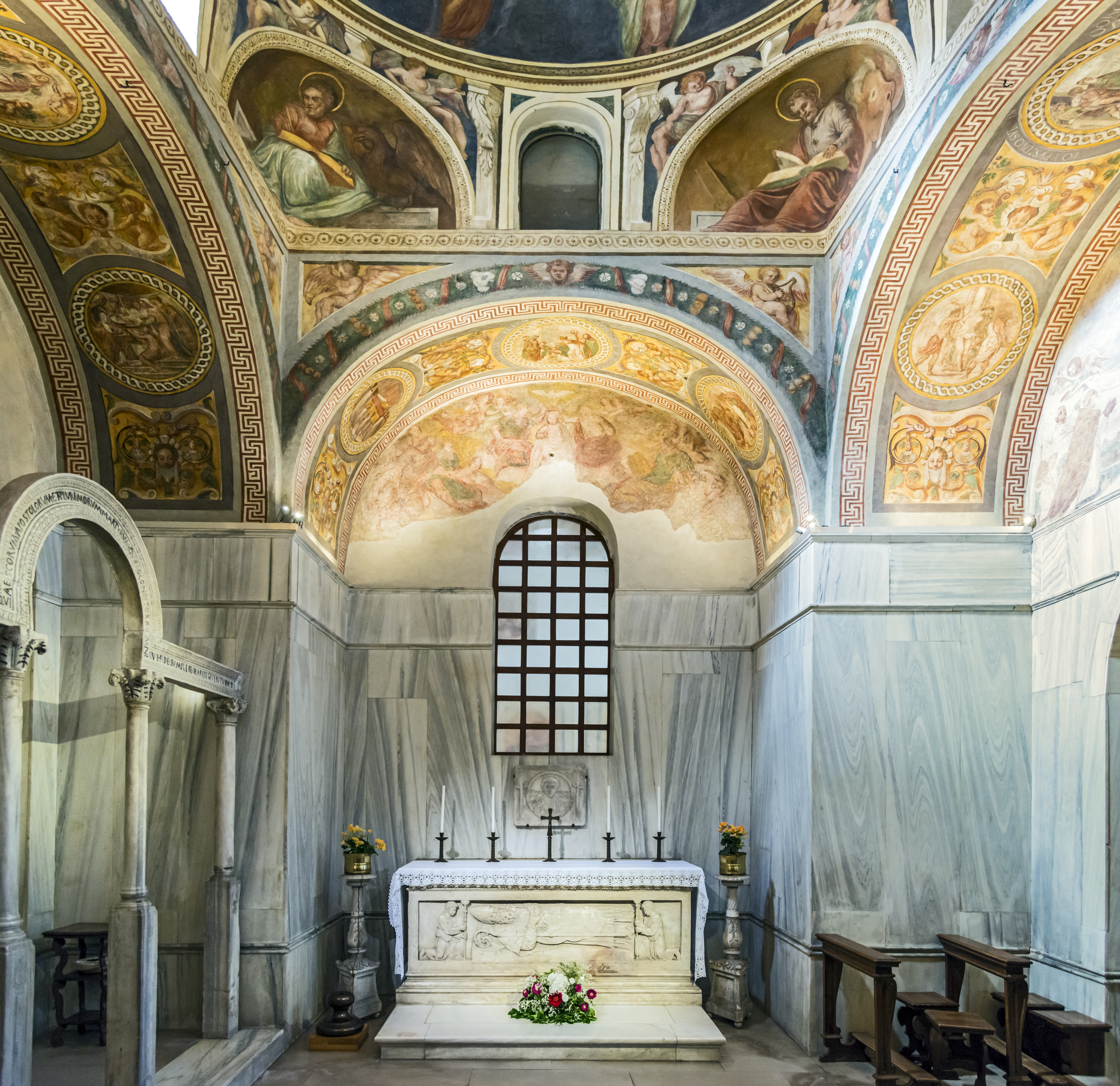
Le sanctuaire de Saint Prosdocime de Padoue.
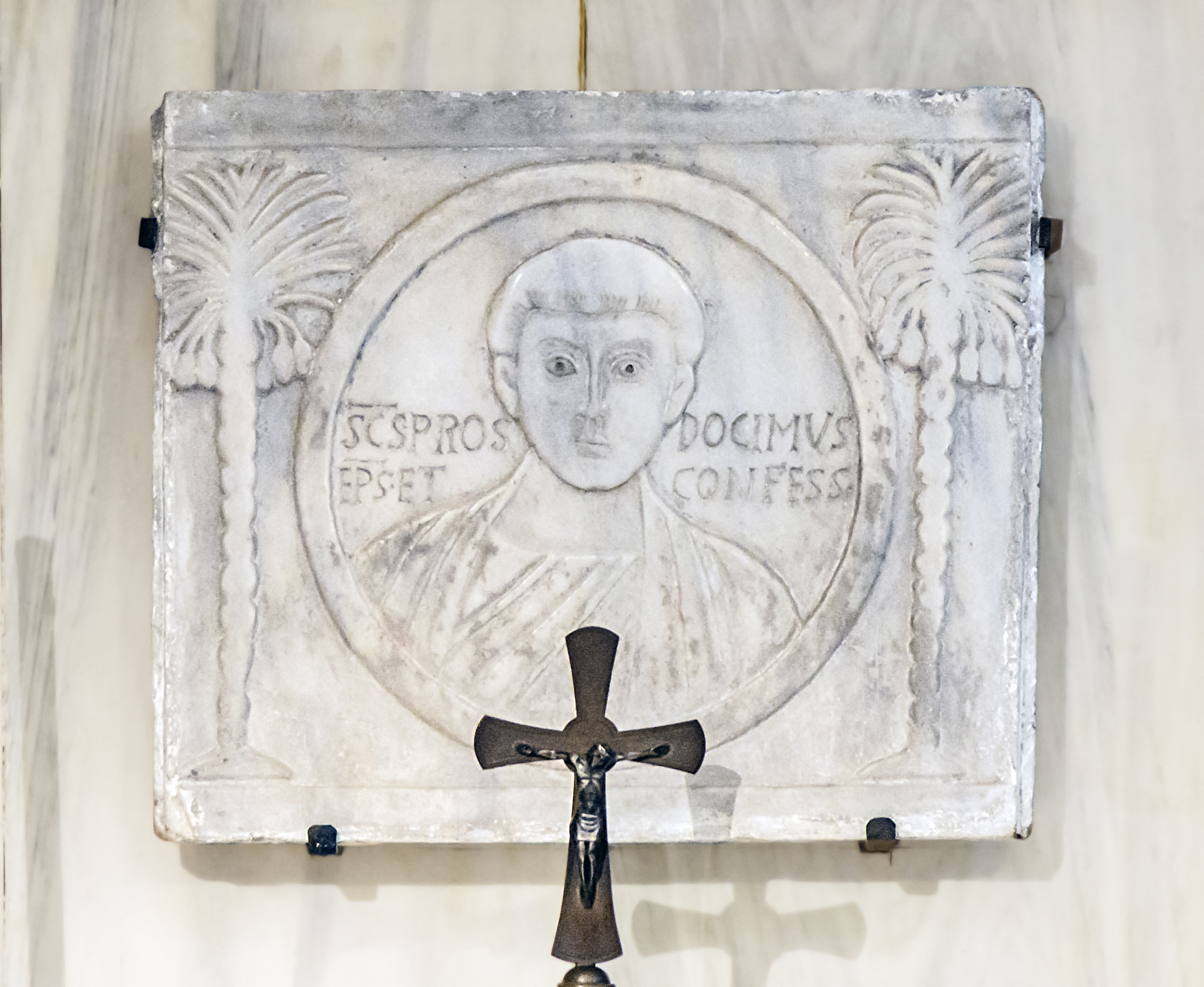
Bas-relief représentant saint Prosdocime Ve siècle.
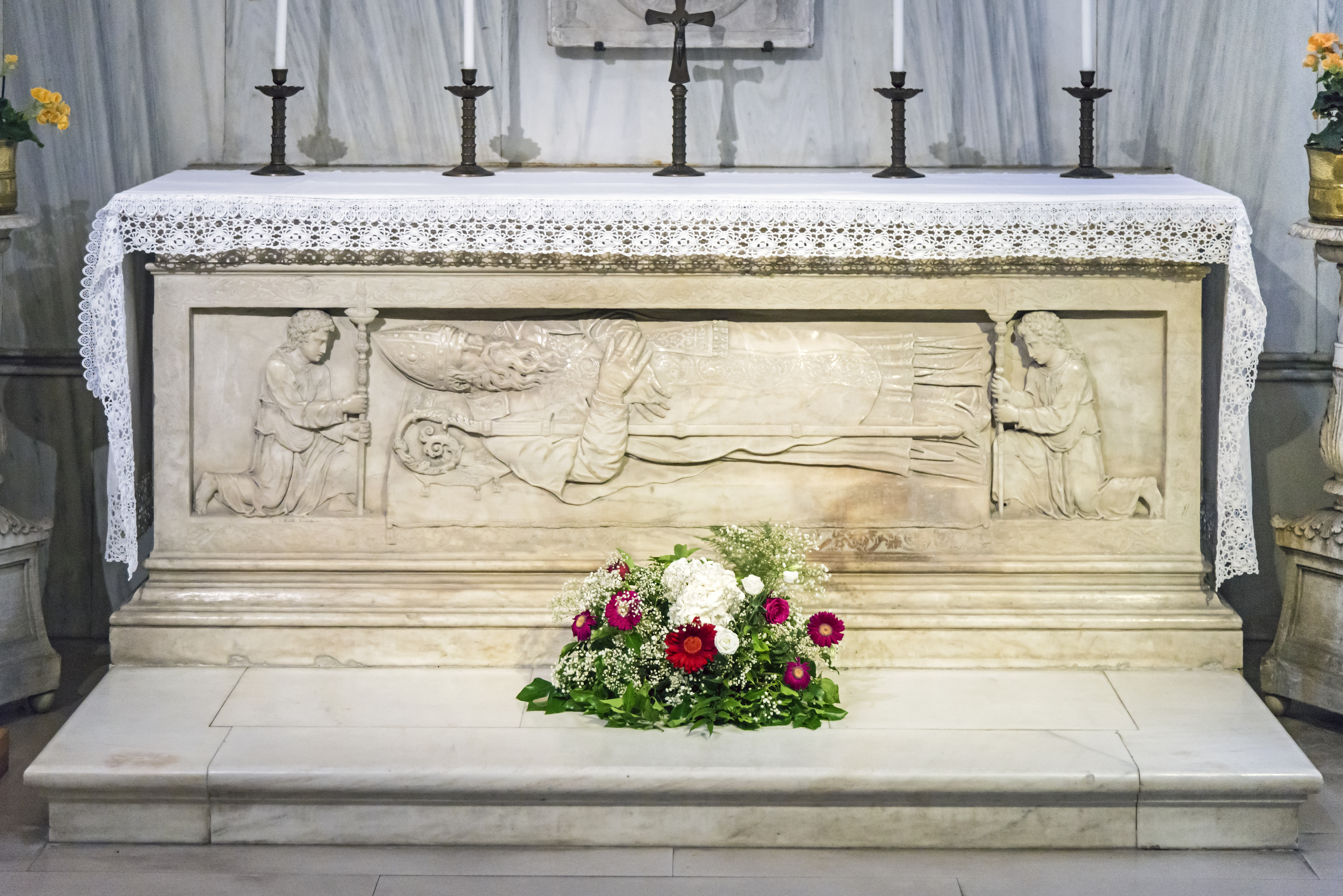
La tombe de Prosdocime de Padoue.
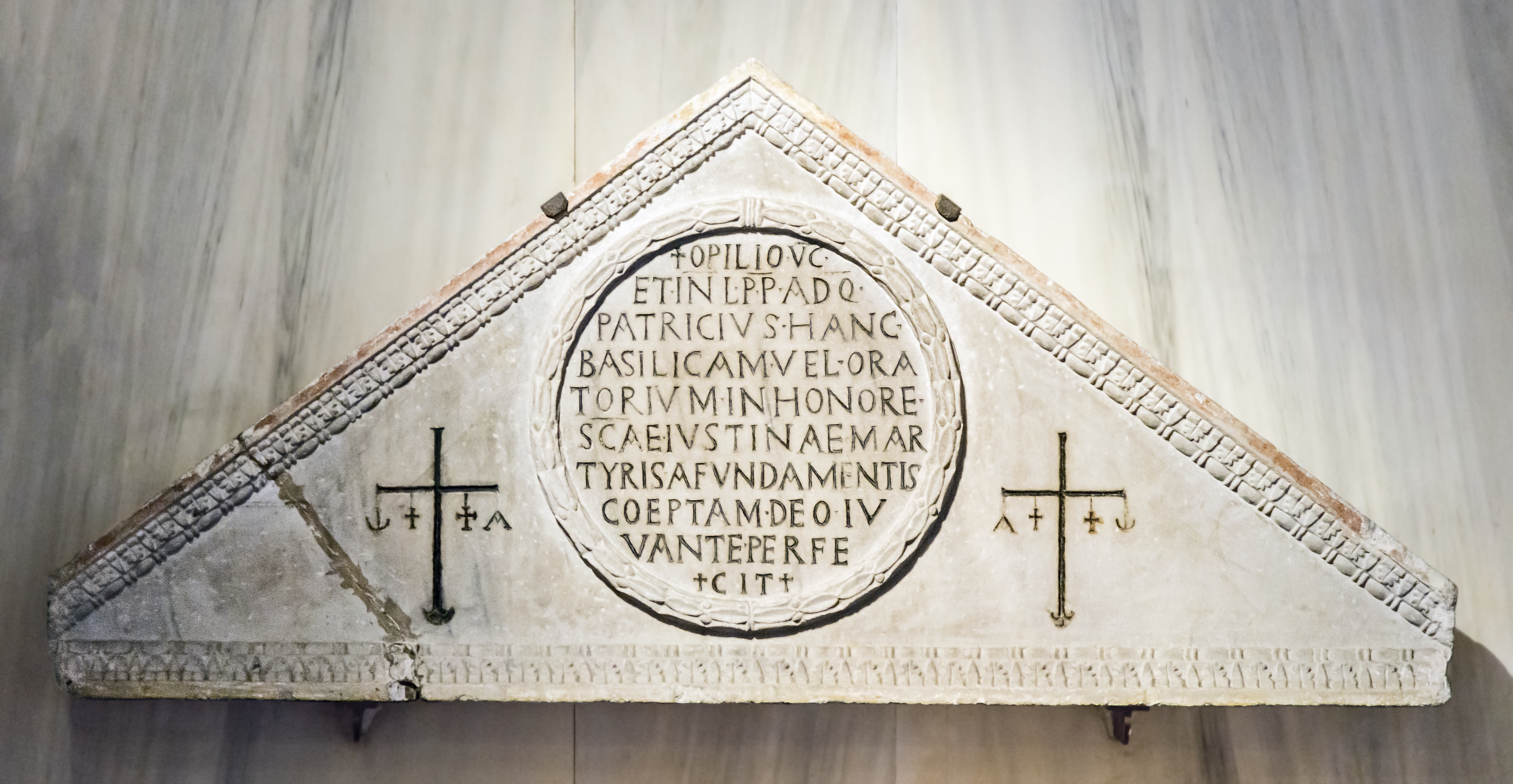
Le tympan de la porte de la basilique opilionéenne du Ve siècle.

### Partie droite de la Nef
La chapelle de saint Urius
L'arche placée sur le dessus de l'autel (1682) contient les restes de saint Urius qui était prêtre gardien de l'église des Saints-Apôtres de Constantinople et qui a sauvé les reliques de saint Luc, de saint Matthieu et l'icône de la Vierge de la fureur iconoclaste ; il a porté l'ensemble jusqu'à Patavium. La statue de saint Urius, les anges et les saints Thomas et Thaddée sont de Bernardo Falcone. Le travail de marqueterie en pierres polychromes est de Corbarelli.
La chapelle des Saints Innocents
La chapelle construite durant la première moitié du XVIIe a été utilisée au début pour abriter le Saint-Sacrement, qui a été transféré dans une des chapelles absidiales. L’aspect actuel date de 1675 avec le sanctuaire pour les reliques des Saints Innocents (les restes de trois victimes d'Hérode) . Le désarroi de Sainte Rachel qui couronne l'ensemble est de Giovanni Comin (1690) ; les deux saints, Jacques le Mineur et Jean sont attribués à Michele Fabris. Le travail de marqueterie en pierre polychrome est de Corbarelli.

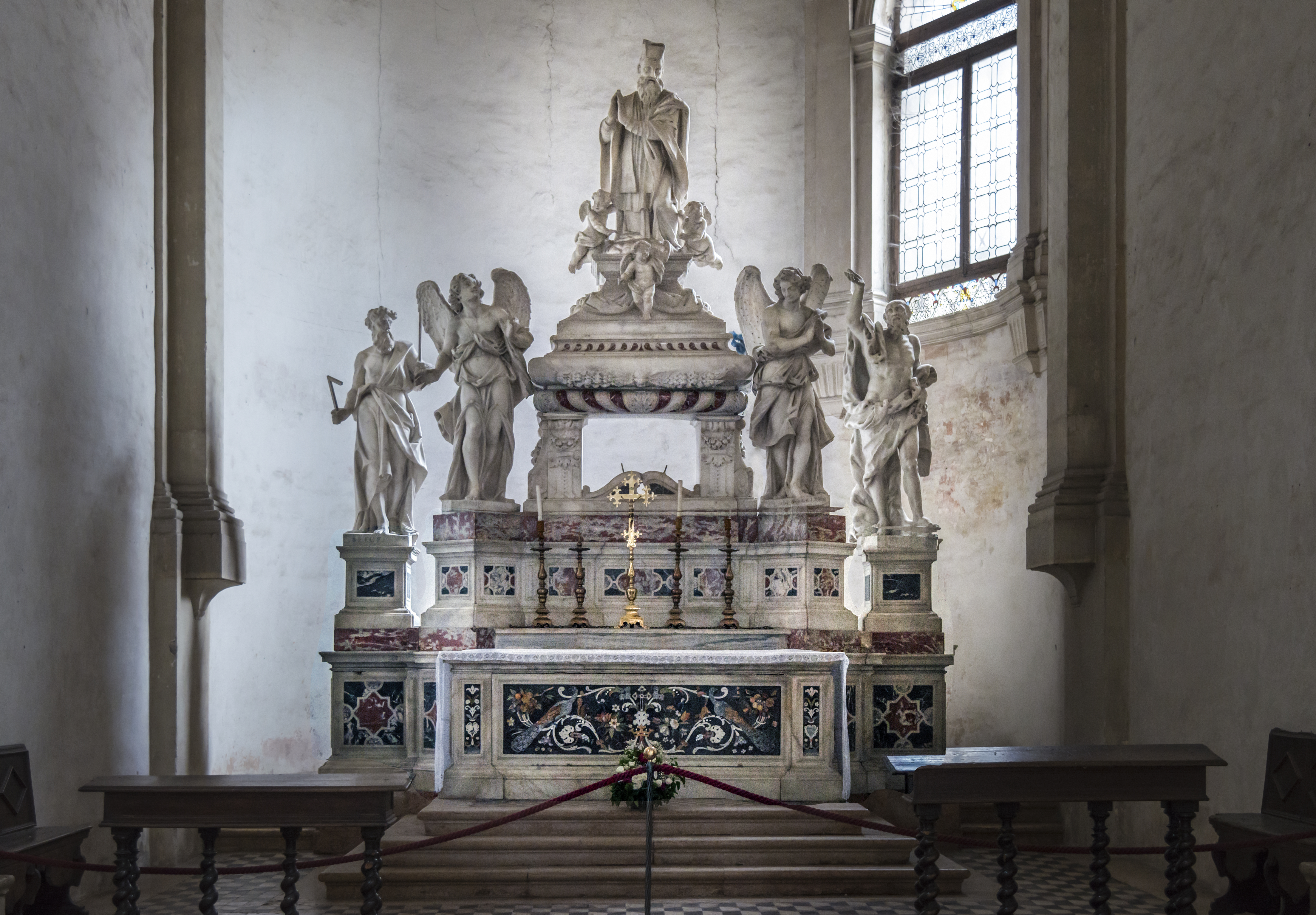
Chapelle de saint Urius.
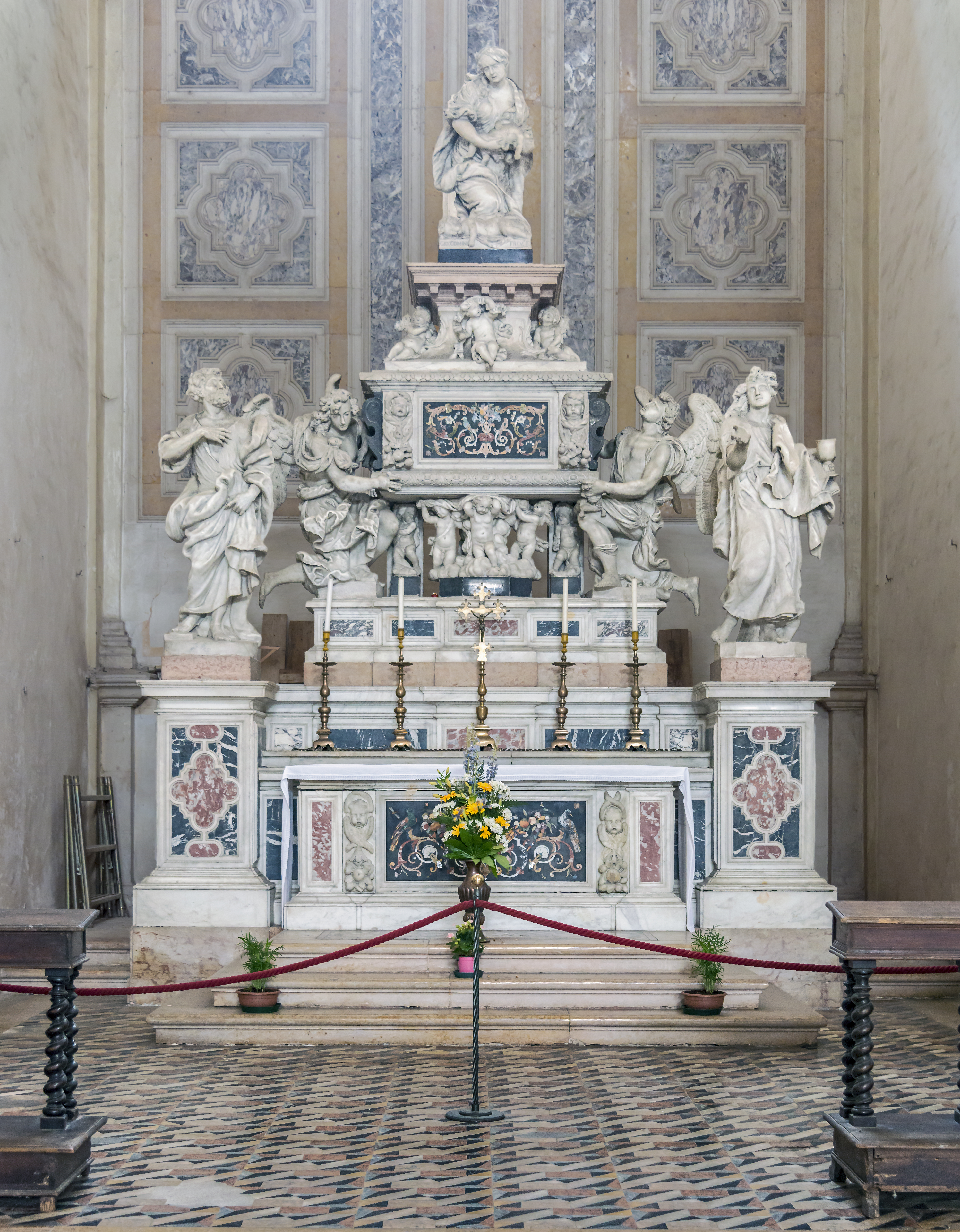
Chapelle des saints Innocents.

Chapelle de saint Benoît
L’autel est érigé en marbre noir et blanc de Gênes. Le tableau du retable : Saint Benoît accueille saint Placide et saint Maur est de Palma le Jeune.
Chapelle Sainte-Scolastique
Les colonnes qui soutiennent l'autel sont de marbre de Salò. Le tableau du retable représente La Mort de sainte Scolastique  est dû à Luca Giordano en 1674.

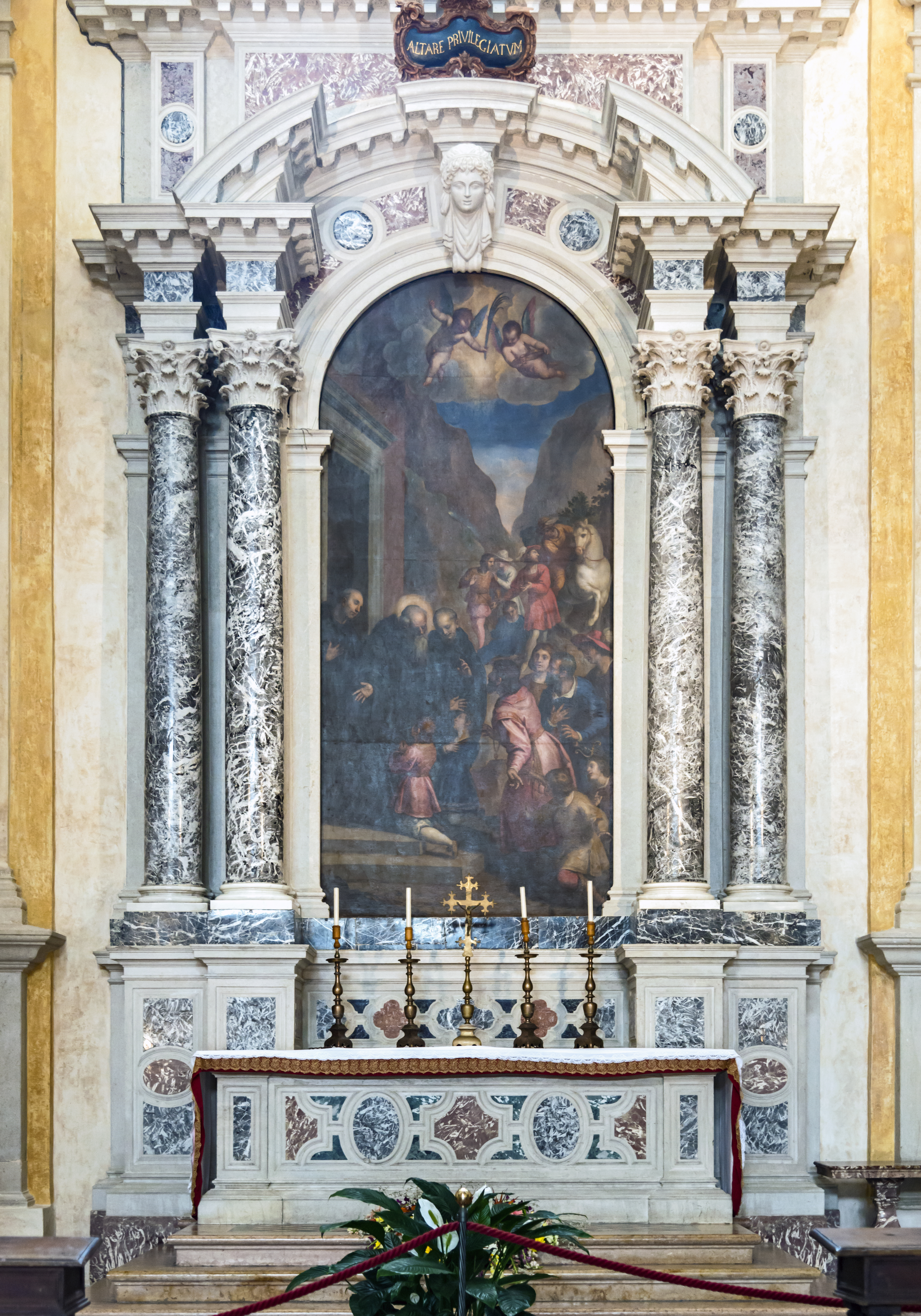
Chapelle de saint Benoît.
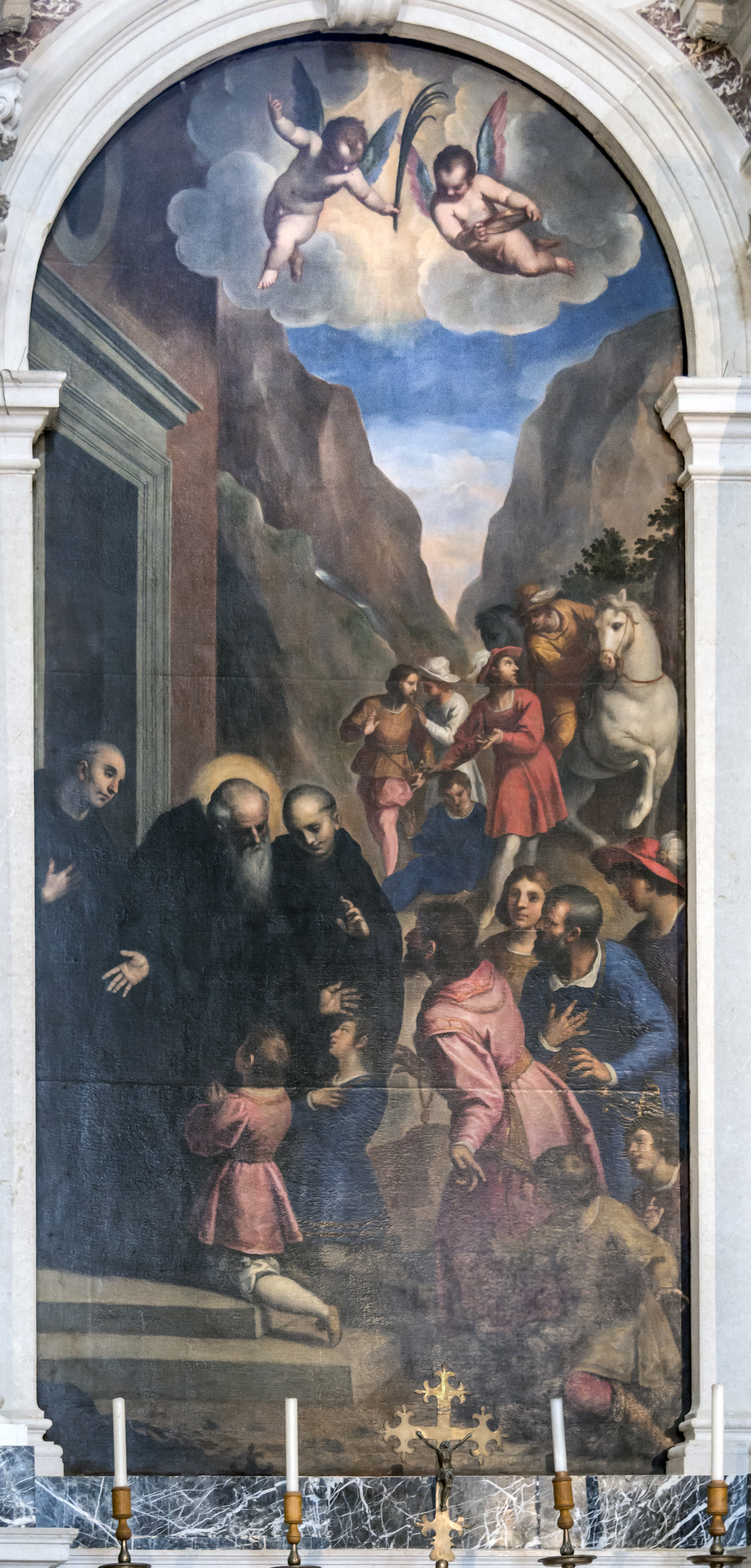
Saint Benoît accueille saint Placide et saint Maur.
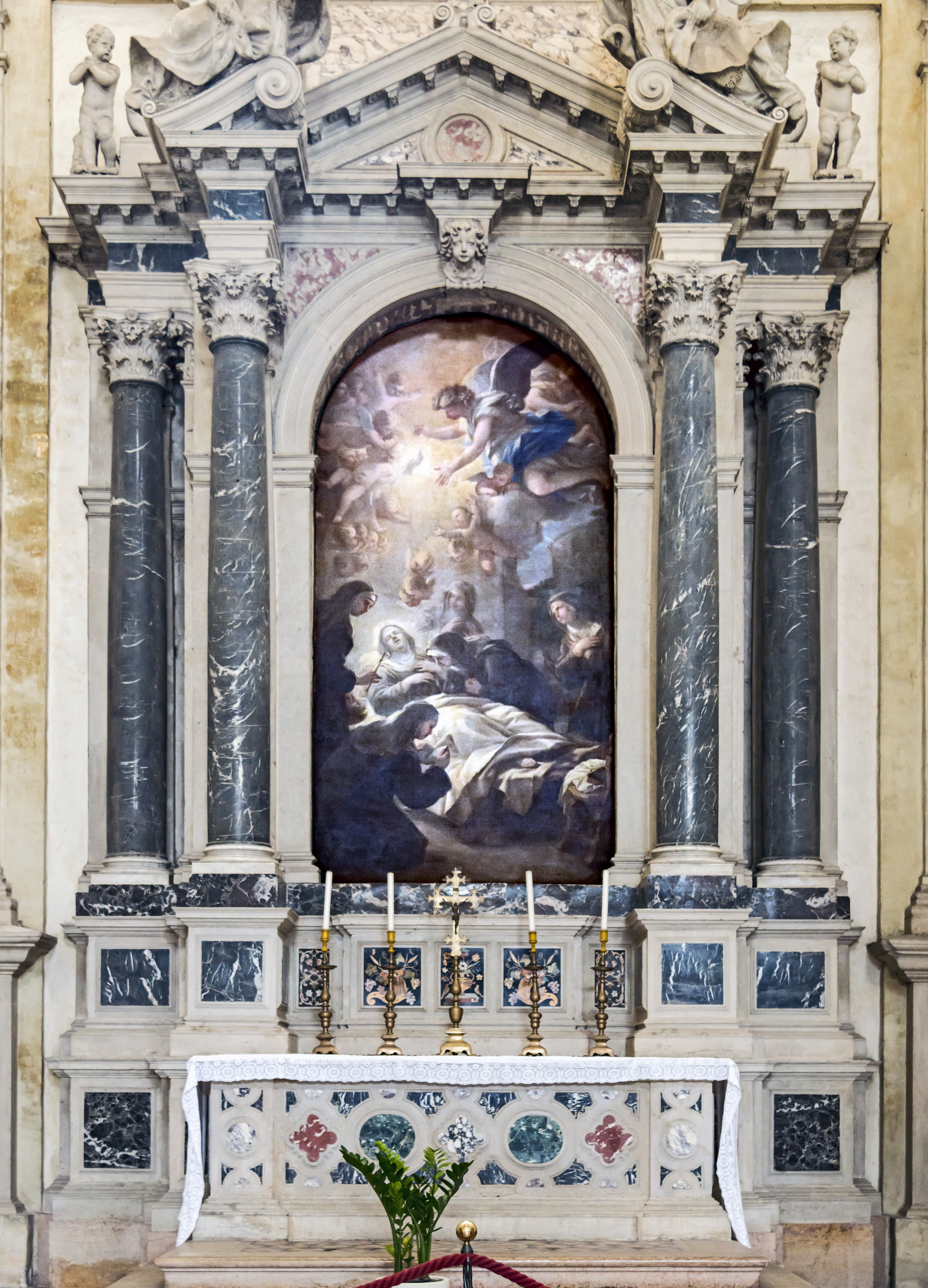
Chapelle Sainte-Scolastique.
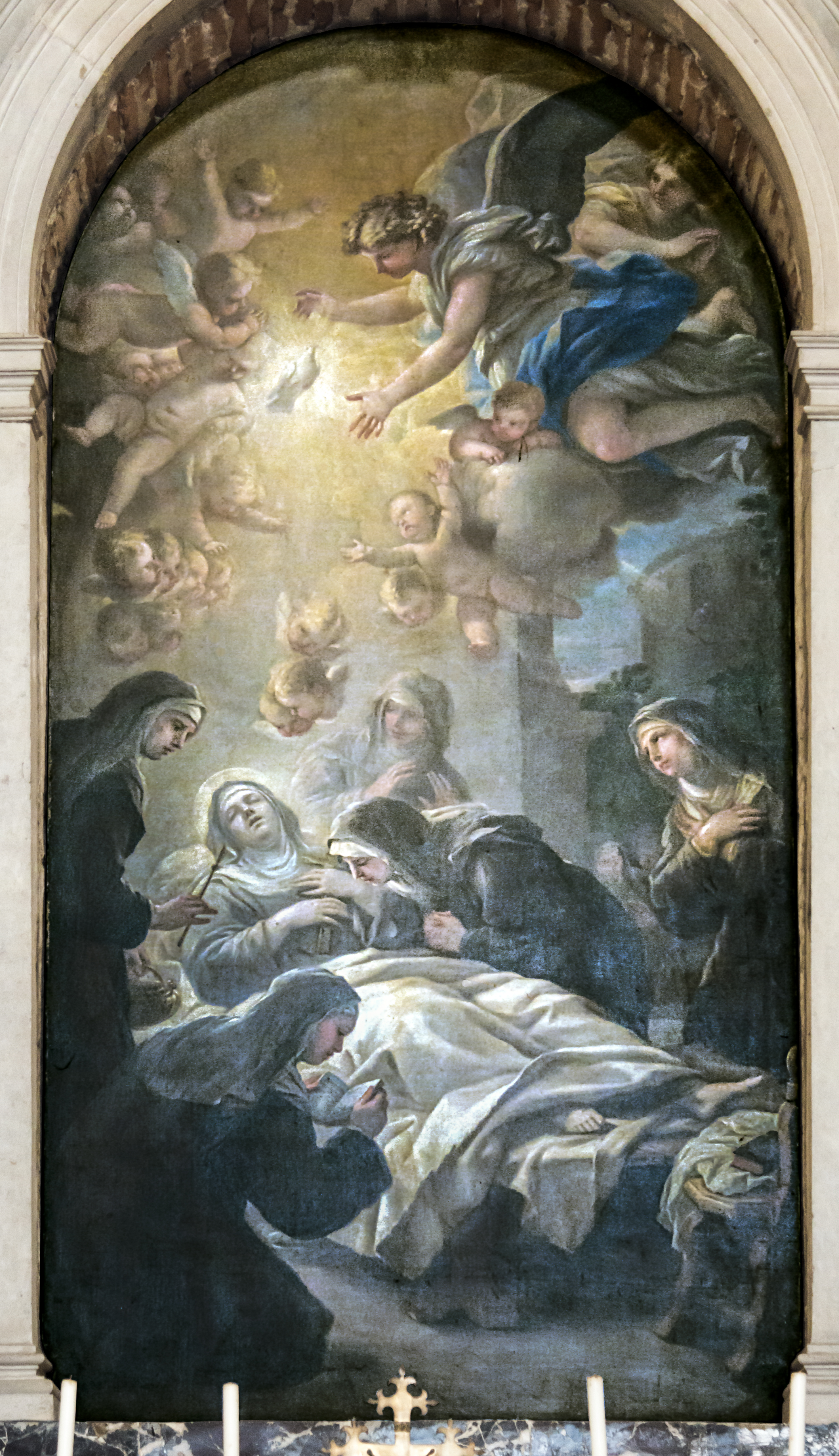
La Mort de sainte Scolastique par Luca Giordano.

Chapelle Saint-Gérard
Le tableau du retable daté de 1674 par Johann Carl Loth montre le martyre de saint Gérard.
Chapelle Sainte-Gertrude
Le tableau du retable par Pietro Liberi montre L'extase de sainte Gertrude.
Chapelle de la Conversion de saint Paul
Le tableau du retable est attribué à Véronèse en collaboration avec ses élèves, il représente La Conversion de saint Paul. Sur le mur gauche, une toile en lunette représente le même sujet, ce travail est de Gaspare Diziani, anciennement dans l'église « des thérèsiens ».

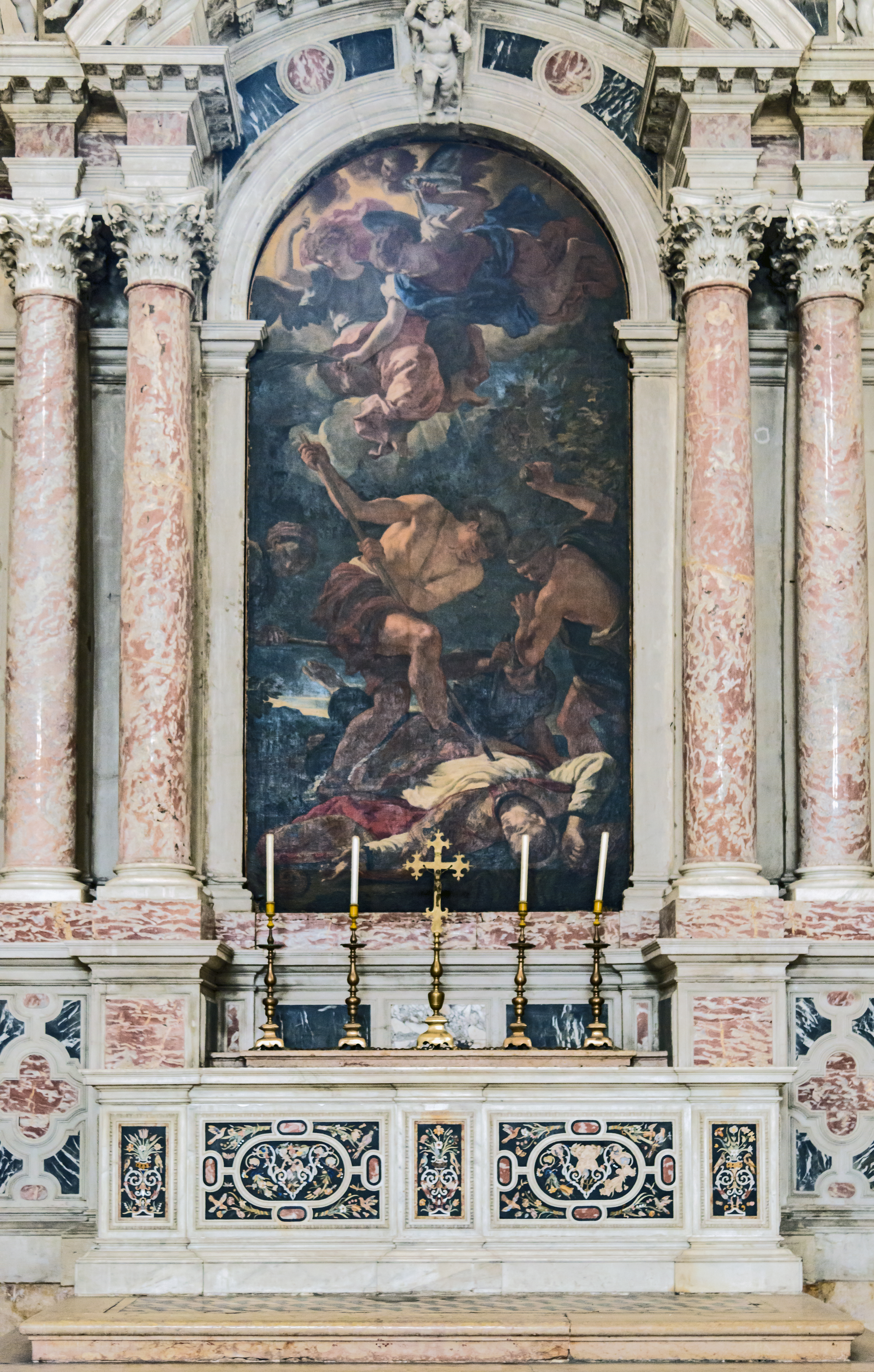
Chapelle de saint Gérard.
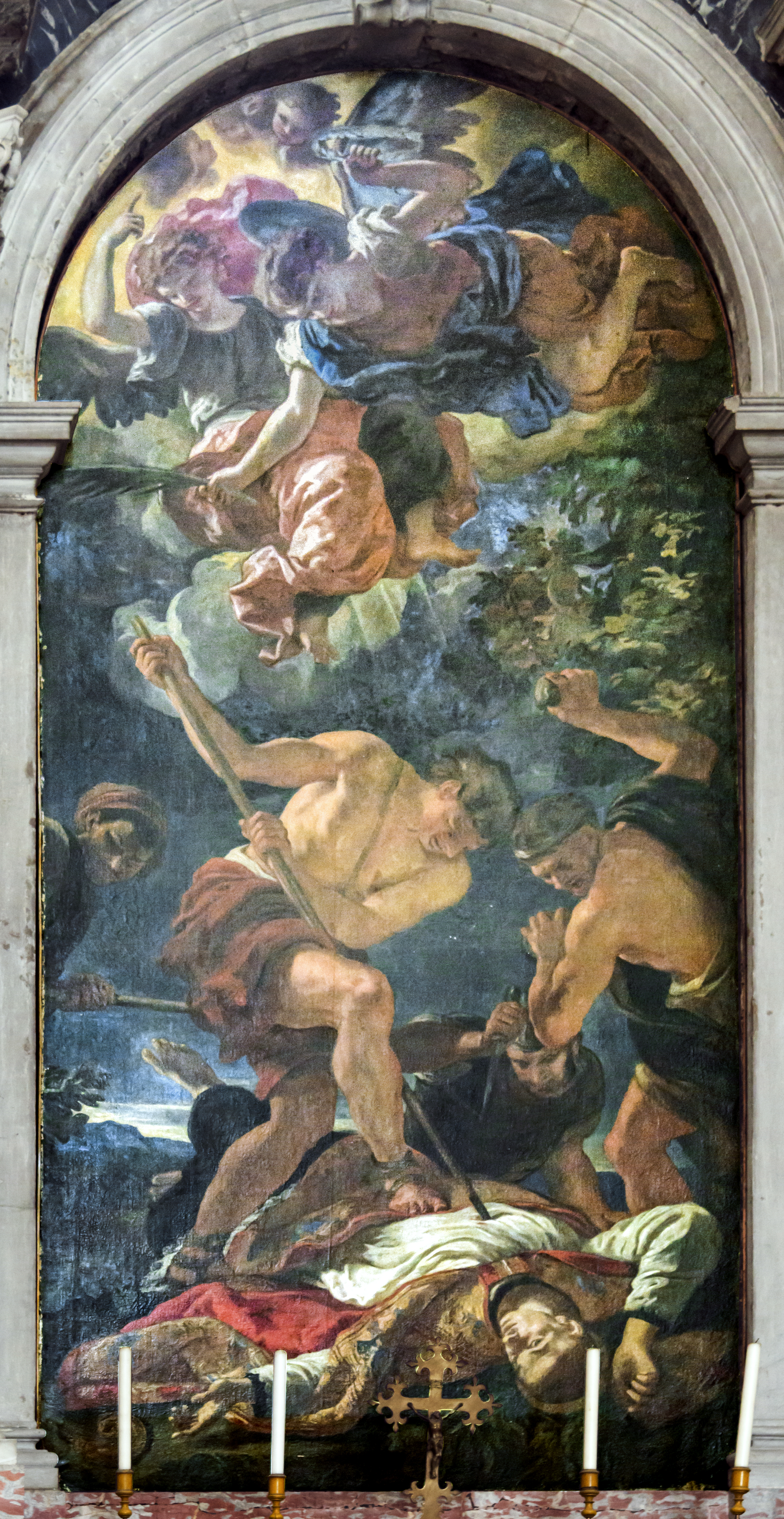
Le Martyre de saint Gérard par Carlo Loth.
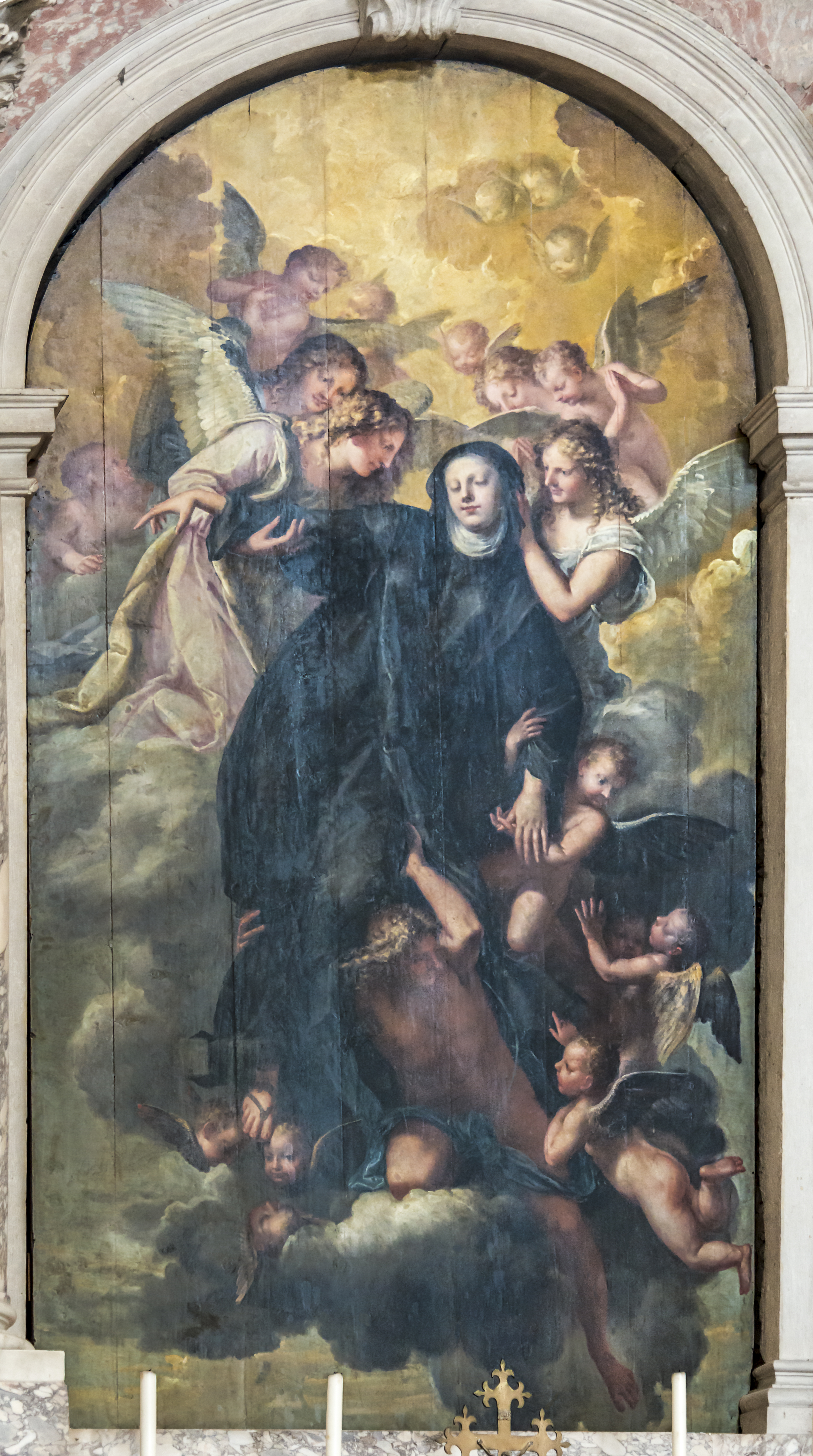
L'Extase de sainte Gertrude.
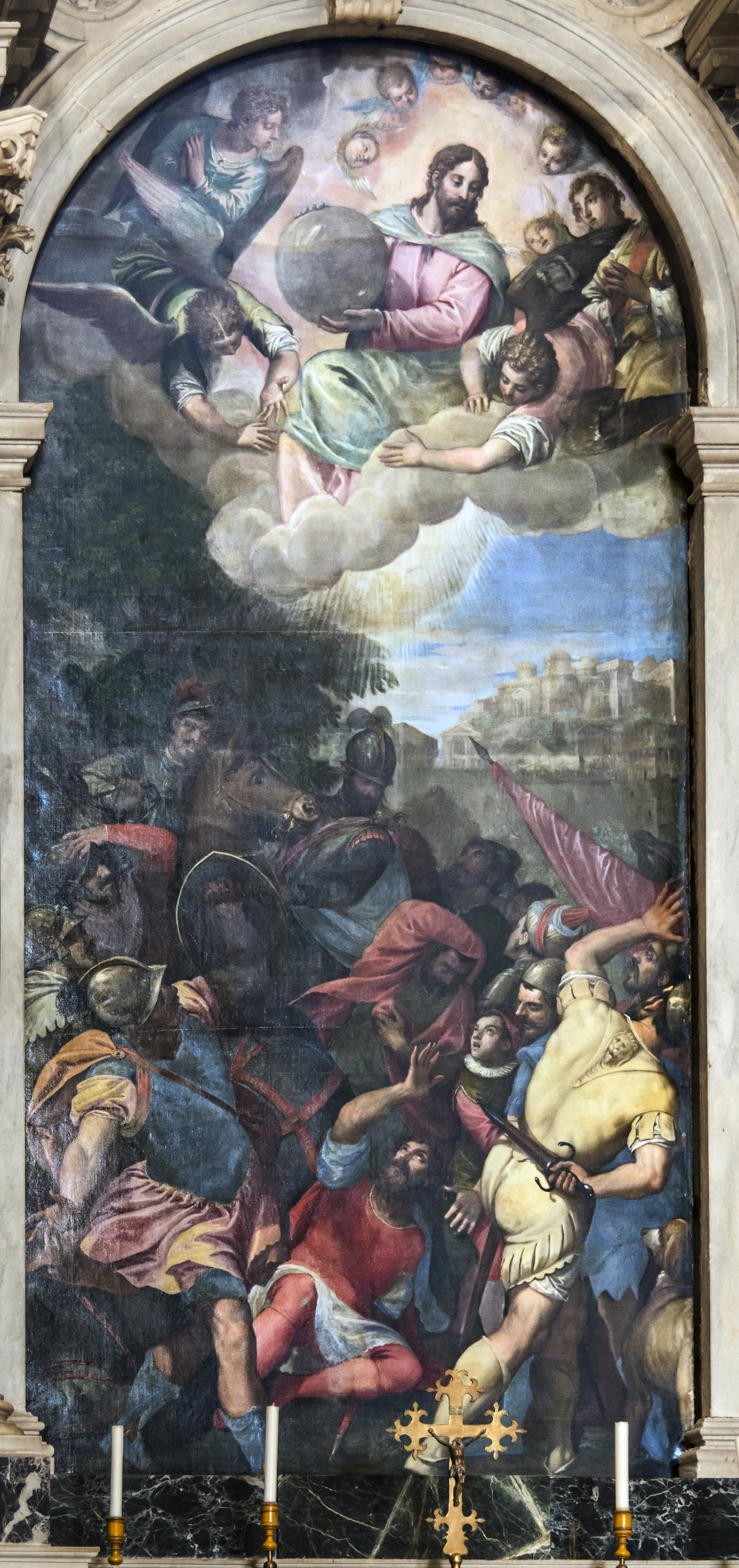
La Conversion de saint Paul de Véronèse.
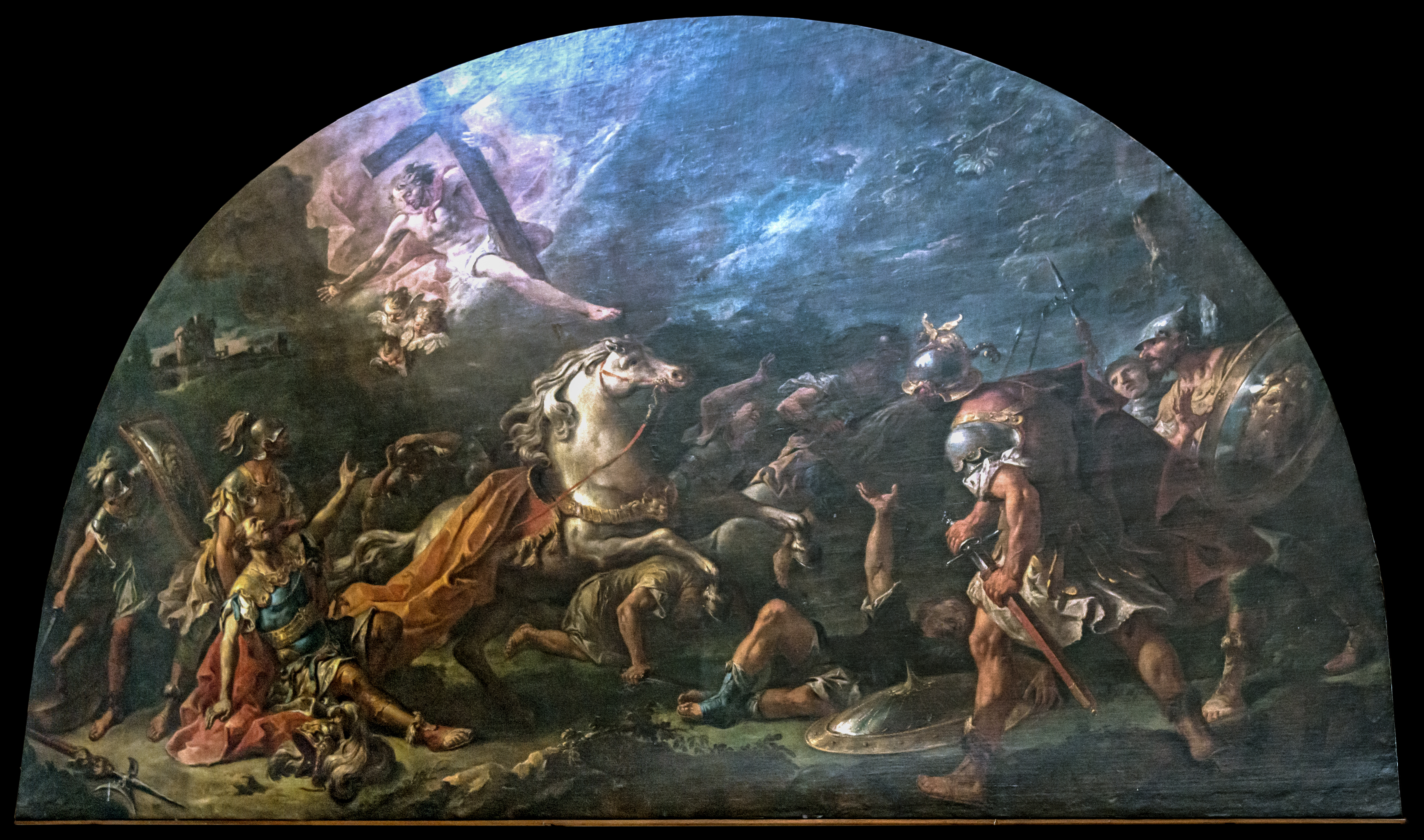
La Conversion de saint Paul par Gaspare Diziani.